# 로리콘 만화
로리콘 만화(ロリコン漫画、ロリコンまんが)란 로리콘을 주제로 한 만화이다.
본 문서에서는 '로리콘 동인지', '로리콘 극화', '로리콘 만화 잡지'에 대해서도 해설한다.

## 개요

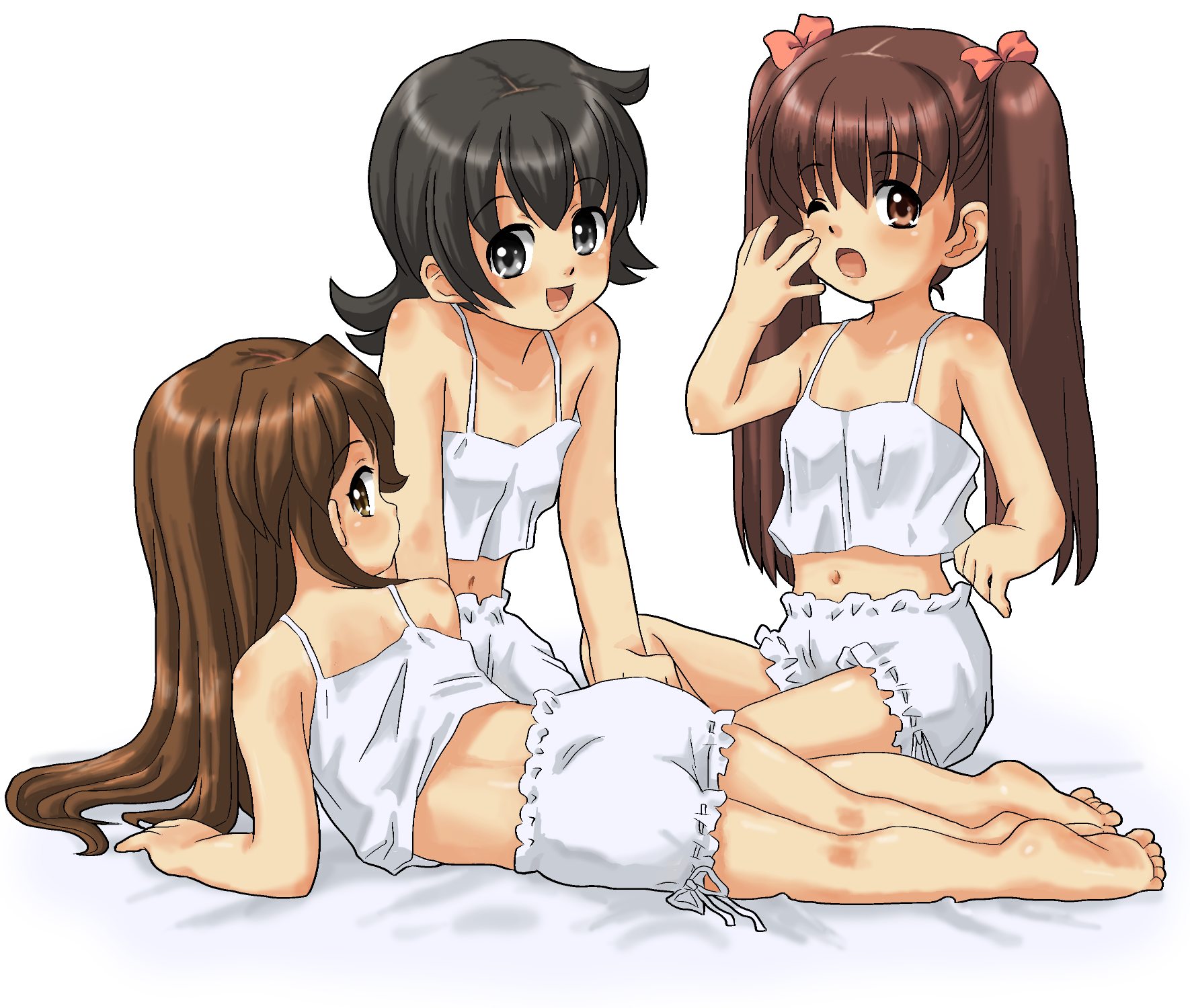
애니메이션풍이나 소녀 만화풍의 귀여운 그림체로 성적으로 표현된 미소녀.

소년·소녀 대상 애니메이션이나 만화의 등장인물을 생각나게 하는 그림체의 소녀에 성욕을 느끼거나 모에를 느끼거나 하는 만화로, 미성년자(주로 중학생 이하)로 보이는 가상의 미소녀가 그려진다.
'에로틱 극화'(エロ劇画)의 전성기였던 1970년대 말에 에로틱 극화의 대체물로서 등장했다. 그 발단은 '오타쿠'(이른바 '오타쿠 제1세대'(オタク第一世代))에 의해 초창기 코믹마켓에서 배포된 로리콘 동인지이고, 소년 만화의 그림체로 성적인 것을 그리는 것이 당시로서 획기적이었다. 만화평론가 아지마 슌(阿島俊)(코믹마켓 준비회 2대 대표·요네자와 요시히로(米澤嘉博)의 가명)은 '동인지의 소년 만화가 로리콘 만화에 의해 복권했다'라고 평했다.
1980년대 초반 '로리콘 붐' 때는 애니메이션계 그림체의 만화가 어떤 것이든 '로리콘 만화'라고 불리고 있었으나, 1980년대 후기에는 시장의 확대와 함께 이러한 그림체가 드물어졌고, 더욱이 '롤리타'에 한하지 않는 다양한 분야로 작풍이 분화했으며, 총칭해서 '미소녀 코믹스'(美少女コミック)라고 불리게 되었다. 그 후에는 '미소녀 코믹스'의 한 분야로 '로리콘 만화'의 계보가 이어졌다.
한편, 소녀를 현실적으로 그린 '로리콘 극화'(ロリコン劇画)라는 서브장르도 있다.

## 역사

### 여명기

#### 로리콘 애니메이션 붐(1979년)
1977년 8월에 공개된 극장판 『우주전함 야마토』의 대히트로, 애니메이션의 인기가 높아졌고, 애니메이션 잡지가 창간 러시를 달리게 되었다. 그중 하나인 『아니메주』（도쿠마 쇼텐, 1978년 5월 창간)은 창간 당초부터 애니메이터인 미야자키 하야오를 밀고 있었다. 이러한 것도 『아니메주』 편집부원인 스즈키 도시오가 『태양의 왕자 호루스의 대모험』(1968년, 다카하타 이사오 감독)을 높게 평가했고, 종종 미야자키와 다카하타를 거론했다. 당시는 아직 『월간 뉴타입』도 존재하지 않았고, 『아니메주』가 가장 컸으며, 그만큼 애니메이션 팬에 대한 영향력은 컸다.
1979년 12월, 도쿄 무비 신샤(東京ムービー新社)가 제작한 장편 애니메이션 영화 『루팡 3세: 칼리오스트로의 성』(미야자키 하야오 감독)이 공개됐다. 해당 작품에서는 주인공이 '질투하지 않아, 질투하지 않아, 로리콘 백작'(妬かない、妬かない、ロリコン伯爵)이라는 대사를 말하는 신이 있었고, 애니메이션 각본가인 오구로 유이치로(小黒祐一郎)에 따르면, 이 작품에서 처음 '로리콘'이라는 말을 안 애니메이션 팬도 많았을 거라 생각된다고 전했다. 더욱이 이 신은 로리콘 붐의 상징적인 신으로, 애니메이션 잡지 『애니멕』(アニメック)의 롤리타 특집호 '"로"는 롤리타의 "로"'("ろ"はロリータの"ろ")(1981년 4월호)에서도 표지로 채용됐다.
『칼리오스트로의 성』의 흥행 성적 자체는 꼭 높았다고는 할 수 없으나, 『아니메주』가 총특집 '미야자키 하야오 모험과 로망의 세계'(宮崎駿 冒険とロマンの世界)(1981년 8월호)를 편성하는 등 계속해서 밀었고, 애니메이션 팬으로부터의 평가는 높았으며, 특히 히로인인 클라리스는 '로리콘' 애니메이션 팬으로부터 인기가 매우 높아, 『아니메주』가 주최하는 1981년도(제4회) '아니메 그랑프리'(アニメグランプリ)의 역대 캐릭터 부문에서 4위로 입상했다(『아니메주』 1982년 6월호). 표 총 1만 3천 표, 투표자의 평균 연령은 15세 전후로 당시 애니메이션 팬층은 젊었으며, 투표자 층은 여성이 조금 더 많았으나, 남녀 모두에게서 높은 지지를 받은 샤아 아즈나블이나 하록 등과 달리, 클라리스는 남자에서의 인기가 압도적이었고, 남자로 한한 경우는 투표 수 1위였다(여자에게서의 인기는 12위로, 적다고는 해도 여자로부터도 일정 수의 지지가 있었다고 볼 수 있다). 이 인기로 애니메이터인 미야자키는 1982년부터 『아니메주』에 만화 『바람 계곡의 나우시카』를 연재했다. 본작은 비슷하게 '로리콘' 애니메이션 팬에게 평판이 좋았고, 1984년에는 도쿠마 쇼텐의 출자로 영화화되었다. 그러나 당시의 '로리콘' 애니메이션 팬에게 큰 지지를 받은 미야자키 자신은 '로리콘'이라는 말을 젊은 사람이 '동경'의 의미로 사용하고 있다고 생각했고, '로리콘'이라는 말을 쉽게 하며 '동경'을 재미로 사용하는 '로리콘' 애니메이션 팬을 싫어했다.

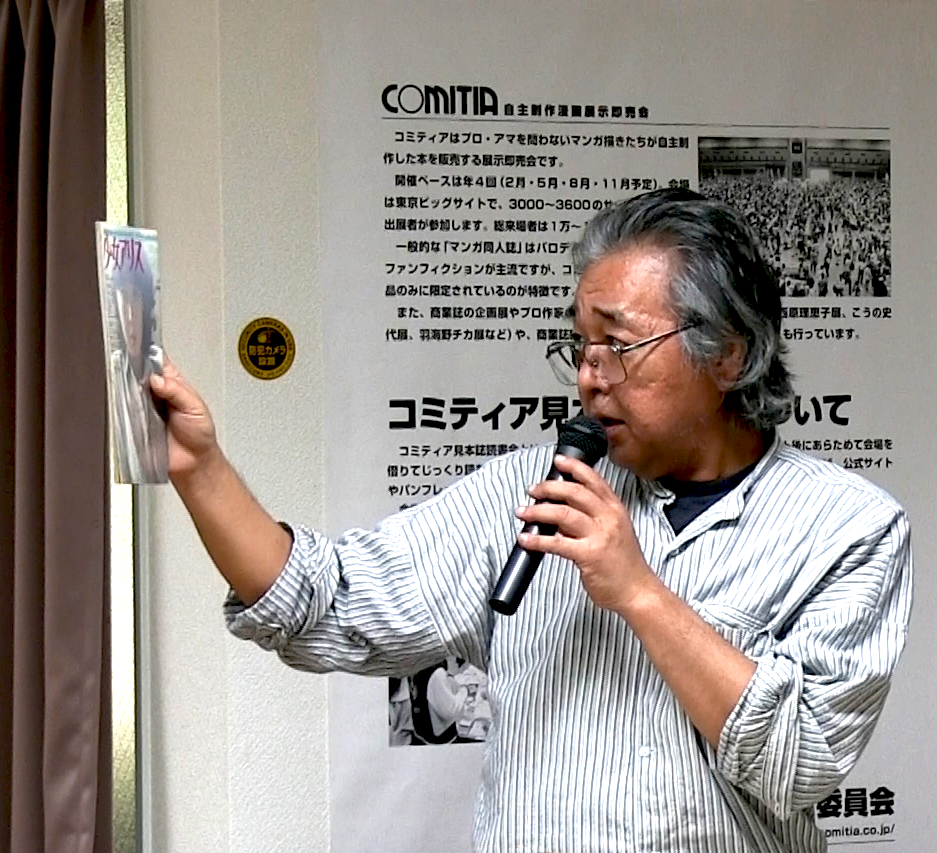
로리콘 붐의 주요 인물로 여겨지는 가와모토 고지(川本耕次)(전 『Peke』, 『소녀 앨리스』(少女アリス) 편집장, 롤리타 종합지 『로리콘 HOUSE』(ロリコンHOUSE) 감수)

미야자키를 미는 『아니메주』에 반해, 경쟁사 애니메이션 잡지 『월간 OUT』(月刊OUT, 미노리 쇼보(みのり書房))은 만화가인 아즈마 히데로를 밀고 있었다. 이러한 것도 『OUT』 편집부원인 가와모토 고지(川本耕次)가 아즈마 히데오를 밀고 있었고, 1978년 8월호에서 첫 아즈마 히데오 특집 '아즈마 히데오의 멜로한 세계'(吾妻ひでおのメロウな世界)를 연 이래, 종종 특집을 열었고, 표지를 장식했다. 『OUT』지는 애니메이션을 중심으로 하면서도 만화, 동인, 하위문화 등도 다루는 종합적인 잡지로, 특히 오리지널 만화나 애니메이셔 패러디 만화가 강점이었기에, 아즈마는 유키 마사미 등과 함께 거론되는 『OUT』의 간판 작가로서 만화·애니메이션 패러디 만화를 그렸다. 아즈마 히데오 작품 첫 애니메이션화로 1982년에 『장난꾸러기 신 이야기 코로코로 포론』(おちゃめ神物語コロコロポロン)이 방송됐을 때에는 『OUT』(1982년 6월호)에서 만반의 준비를 하고 특집을 열었다.
『아니메주』 1982년 4월호에서는 '로리콘 트럼프'(ロリコントランプ)가 부속되었다. 당시 로리콘 애니메이션 팬에게 인기 있는 캐릭터가 망라돼있다. 패키지 그림의 담당은 아즈마 히데오로, '에이스'는 『칼리오스트로의 성』의 히로인인 클라리스였다.
이와 같은 형태로 주로 애니메이션 팬에 의해 '로리콘 만화'를 지지하는 기반이 생겨있었다.

#### 로리콘 동인지의 출현(1979년)

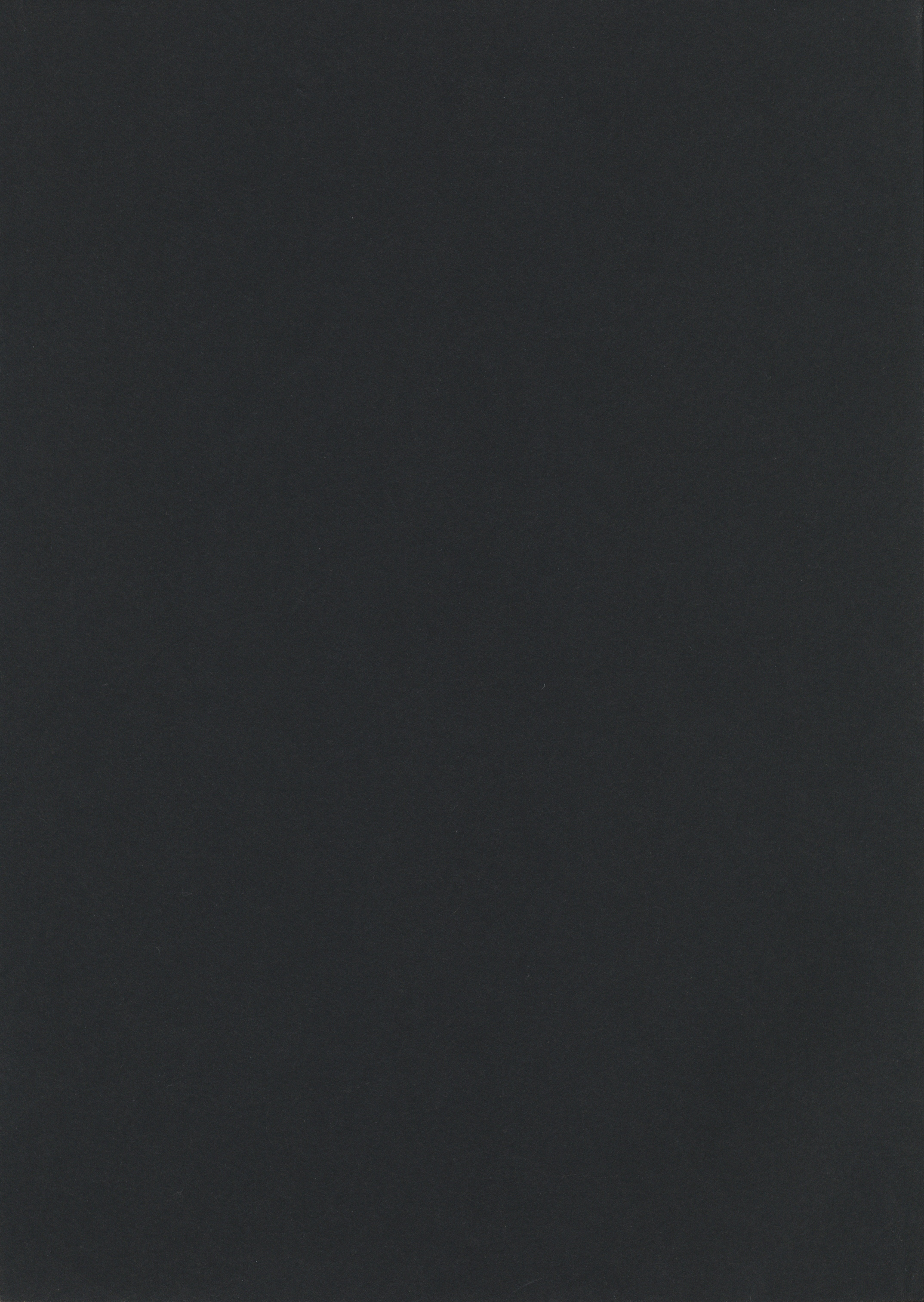
'수수께끼의 검은 책'(謎の黒本)이라고 불린 일본 첫 남성향 18금 동인지 『시벨』

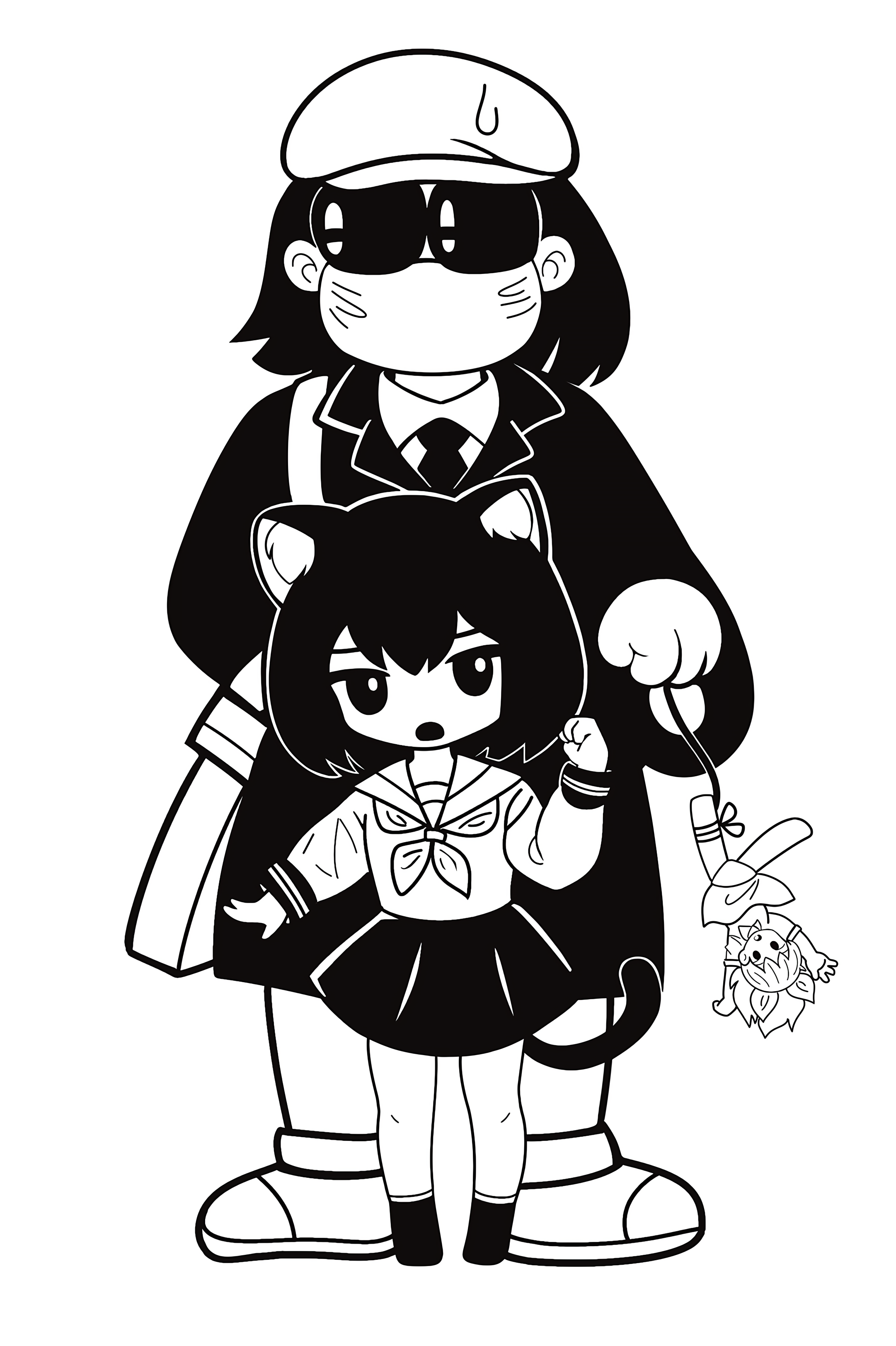
1980년대 전반 코믹마켓에 나타난 히루코가미 겐(蛭児神建). 이 캐릭터는 아즈마 히데오, 우치야마 아키(内山亜紀), 나카타 아키(中田雅喜) 등의 로리콘 만화에서 기용됐다.

1979년 당시, 도쿄도 에고타에 『만가 가로』(まんが画廊)라는 끽다점이 있었고, 만화가들이 자주 모였었다. 이곳에서 로리콘 이야기를 하고 있던 아즈마 히데오와 어시스턴트 오키 유카오(沖由佳雄)가 로리콘 동인 작가인 히루코가미 겐(蛭児神建)에게 말을 걸어 로리콘 동인 서클이 결성되었다.
1979년 4월, 아즈마 히데오가 주재하는 만화 제작 팀 '무기력 프로덕션'(無気力プロダクション)이 제작한 일본 첫 로리콘 만화 동인지로 여겨지는 『시벨』이 '코믹마켓 11'에서 배포됐다. 2호 정도까지는 200~300부 정도의 매상이었으나, 3호 정도 부터 18금의 '수수께끼의 검은 책'(謎の黒本)으로 소문이 퍼졌고, 매상이 뛰어올랐다. 코믹마켓에서 대기열이 생긴 첫 서클이었다고 전해진다.
『시벨』은 1981년 4월에 개최한 '코믹마켓 17'에서 발행된 '제7호'로 종간했다. 종간호의 행렬은 발매 전부터 100명 전후에 달했다. 행렬에는 데뷔 전인 모리야마 도(森山塔)도 서있었다고 전해진다.
아즈마가 당시 서클 참가를 한 마지막 코믹마켓인 1981년 여름 개최 '코믹마켓 18'에서는 『플레이 코믹』(プレイコミック, 아키타 쇼텐)지에서 아즈마가 연재중이었던 『스크랩 학원』(スクラップ学園)의 히로인인 먀짱(ミャアちゃん)의 사진집을 흉내낸 일러스트집 『먀짱 관능 사진집』(ミャアちゃん官能写真集)을 발행했고, 6시간에 1600권이 팔렸다. 아키타 쇼텐은 메이저 출판사였으므로, 아키타 쇼텐의 편집부는 싫어했으나, 아즈마는 이를 무시하고 18금 동인지를 만들었다.
이 『시벨』을 계기로, 1981년 여름 '코믹마켓 18'에서는 로리콘 동인지가 수십 지까지 늘었다. 그 후, 만화 정보지 『퓨전 프로덕트』(ふゅーじょんぷろだくと)에 재적하고 있던 오가타 겐지로(緒方源次郎, 현재 오가타 가쓰히로(小形克宏))가 1981년 10월호에서 롤리타 특집을 기획했다. 해당 호에서는 하라 마루타(原丸太, 시미즈 가즈오(志水一夫)의 별명의)가 로리콘 동인지의 상세한 맵을 작성함과 함께, 그림판 부속으로 『시벨』의 내용을 거론했다. 이로 인해 여태 간토 지방 로컬에 지나지 않았던 로리콘 동인지의 존재가 전국으로 널리 알려졌다. 1982년으로 되자 상업지에서도 로리콘 만화가 범람했고, '로리콘 붐'이라고 불리게 되었다.
1982년 7월에는 뱌쿠야 쇼보(白夜書房)에서 동인지 앤솔러지 『로리콘 백서─로리콘 동인지 베스트 집성』(ロリコン白書─ロリコン同人誌ベスト集成, 퓨전 프로덕트(ふゅーじょんぷろだくと) 엮음)이 발매되었다. 내용은 동인지 소개를 중심으로 했고, 소녀 사진, 르포르타주, 아오야마 마사아키(青山正明)나 히루코가미 겐(蛭児神建) 등의 과거 발표가 완료된 원고 등, 종합적인 내용이었으나, 로리콘 붐의 후원도 있어 해당 책은 중히트를 기록했다.

#### 로리콘 만화의 상업 출판(1979년)
1979년 당시, 이전의 미노리 쇼보(みのり書房)의 애니메이션 잡지 『월간 OUT』(月刊OUT)이나 SF 만화 잡지 『월간 Peke』(月刊Peke) 등에서 아즈마를 특집하고 있던 전 미노리 쇼보의 편집자인 가와모토 고지(川本耕次)는 18금 책(자판기 책)의 출판을 업으로 하는 앨리스 출판(アリス出版)으로 전직했으나, 아즈마가 사상 첫 로리콘 동인지를 제작해 당시 코믹마켓에서 배포한 것을 알게 되었고, 상업지 첫 '로리콘 만화'의 연재를 아즈마에게 의뢰했다. 이렇게 해서 아즈마는 『순문학 시리즈』(純文学シリーズ)라고 후에 불리게 되는 일련의 작품을 앨리스 출판의 자판기 책 『소녀 앨리스』(少女アリス, 1979년 12월 증간호 - 1980년 8월호, 통권 15호)에서 연재했다.
이 연재는 가와모토의 퇴직에 의해 중단됐으나, 본작에 『돌아가는 길』(帰り道, 『만화 기소텐가이』(マンガ奇想天外)에 게재) 및 『망상 화랑』(妄想画廊, 단행본）을 더해 1981년 7월에 기소텐가이샤(奇想天外社)에서 『햇빛』(陽射し)라는 제목으로 단행본화됐다. 정가 1200엔이라는 높은 가격이었지만 많이 팔렸고, 서점(기노쿠니야 쇼텐 신주쿠 본점)에서 사인회를 열자 매우 긴 대기열이 생길 정도였다.
더욱이 본작은 상업 출판된 것으로서는 사상 첫 '로리콘 만화'로 되지만, 음란 서적으로 게재된 것은 전부터 음란 서적으로 게재하기 위해 그린 것이 아니고, 단순히 '아즈마 히데오를 미는' 편집자인 가와모토가 당시 음란 서적의 출판사에 있었기 때문이다.

### 로리콘 붐(1980년대)

#### 로리콘 극화의 등장(1970년대 말)
1970년대 당시, 18금 만화라 하면 에로틱 극화(エロ劇画) 밖에 없었으나, '로리콘 붐'과 함께 로리콘 만화에 도전하는 에로틱 극화가도 나타났다. 이른바 '로리콘 극화'(ロリコン劇画, 로리콘 에로틱 극화(ロリコンエロ劇画))이다. 1980년대에 들어서면 '로리콘 극화'만을 모은 '로리콘 극화지'(ロリコン劇画誌)가 난입했다.
당시 로리콘 극화의 주요 작가로는 산조 도모미(三条友美), 하추 루이(羽中ルイ) 등이 거론된다. 특징으로는 당시 애니메이션 그림체가 아닌 극화의 그림체로, 특히 당시 실재한 '로리콘 아이돌'(ロリコンアイドル)에 맞춘 그림체가 많다. 또, '로리콘 붐'이라고 해서 전에 유부녀 에로틱 극화를 강점으로 가졌던 작가에게 로리콘 극화를 그리게 하는 경우도 적지 않아, 일단 '여고생'이라는 설정이어도 유부녀가 세일러복을 입고 있는 듯한 그림체가 많았다. 더욱이 로리콘 극화에서는 '젊은 아내'(若妻), '앳된 아내'(幼妻)라는 서브 장르가 있고, 예를 들면 『만화 롤리타』(漫画ロリータ)지의 주력 작가 중 한 명이었던 오키 게이이치로(沖圭一郎) 등은 명목상으로는 '앳된 아내'라고 했지만 지극히 유부녀 에로틱 극화를 그렸다.
'로리콘 극화'는 구래의 에로틱 극화 팬으로부터의 인기는 높았으나, 아무래도 그림체가 극화였기에 10대 후반부터 20대 전반(1980년 당시)의 애니메이션 세대의 지지는 얻기 힘들었다. 시대가 '에로틱 극화'에서 '로리콘 만화'로 바뀜에 따라 난입된 '로리콘 극화지'는 조기에 사라진 경우가 .
'로리콘 극화지'에서 활약한 '로리콘 극화가' 중 1980년 시점으로 극화도가 약했던('애니메이션 그림체'에 가까웠던) 노구치 마사유키(野口正之)나 나카지마 후미오(中島史雄) 등의 작가는 꽤 많이 팔렸고, 그들과 비슷한 그림체의 작가만으로 잡지를 만들자는 편집자는 1980년 시점에 존재했지만, 한편 시대는 아직 '에로틱 극화'의 전성기였고, '애니메이션 그림체'의 작가만으로 18금 만화 잡지가 만들어지는 것은 업계에서 생각되지 않았다.
예를 들면, 당시 '에로틱 극화 삼인방'(エロ劇画御三家) 중 하나인 『만화 대쾌락』(漫画大快楽, 레몬샤(檸檬社))의 자매지로 1980년에 창간된 『만화 폭탄』(漫画バクダン)에서 가장 인기가 있었던 것은 후에 '우치야마 아키'(内山亜紀)라는 이름으로 로리콘 만화의 대표격으로 여겨지는 노구치 마사유키(野口正之)였다. 당시 '에로틱 극화 삼인방' 중 하나인 『극화 앨리스』(劇画アリス, 앨리스 출판(アリス出版)) 편집장인 요네자와 요시히로(米沢嘉博)에 따르면, 노구치가 당시 로리콘 팬이나 아즈마 히데오 팬에게서 지지를 받은 것은 틀림없지만, 요네자와가 『극화 앨리스』 폐간 직후인 1980년에 낸 '로리콘 만화지'의 기획은 회사로부터 거부당했다.
그러나 1981년 이후, 로리콘 만화의 기세가 점차 커졌다. '로리콘 극화가' 중 노구치 마사유키(野口正之)나 나카지마 후미오(中島史雄) 등 본디 애니메이션 그림체에 가까웠던 작가는 극화의 그림체를 더욱 약하게 했고, '로리콘 만화가'로 초기 로리콘 만화지에서도 활약하게 되었다. 다니구치 게이(谷口敬)는 초기 로리콘 잡지 『만화 부릿코』(漫画ブリッコ)에서도 기용돼 표지를 그렸다. 또, 로리콘 만화의 발흥기에 로리콘 만화로 바꾸지 않고 지극히 로리콘 극화를 그리던 작가여도, 시대의 흐름에 따라 1980년대 후반 로리콘 만화의 확대기에 차차 로리콘 만화로 바꾼 작가는 적지 않다.

#### 『영 키스』의 창간(1981년)
1981년 11월, 『영 키스』(ヤングキッス, 고사이 쇼보(光彩書房))가 창간됐다. 표지는 노구치 마사유키이다. '타도! 영 점프 영 매거진'(打倒！ ヤングジャンプ ヤングマガジン)을 주장하며 당시 18금 만화지이면서 에로틱 극화지를 답습하지 않고, 영지를 의식한 것이었다. 작가진도 우치야마 아키(内山亜紀, 이 시기에 노구치 마사유키에서 개명)나 다니구치 게이(谷口敬) 등의 로리콘 작가를 받아들이는 한편, 혼마 리우(ほんまりう)를 받아들이는 등, 영지를 의식한 것이었다. 창간호의 편집 후기에 따르면 『만화 갱』(漫画ギャング)이나 『만화 가로』(漫画ガロ) 등을 반면 교사로 의식한 듯하며, '에로틱 극화'에서의 초월을 노리면서도 꼭 '로리콘지'라고는 할 수 없었고, 수위도 약했다.
『영 키스』는 본디 에로틱 극화지 『만화 엠마뉴엘』(漫画エマニエル)의 증간으로 1980년 7월에 간행된 로리콘 극화지 『순소녀』(純少女)의 팔림새가 호평을 받아 우치야마 아키의 인기를 믿고 창간된 것이었으나, 편집장인 다다 아리요시(多田在良)의 야심으로 『순소녀』의 연장선상이 아닌 종합적인 내용의 '뭔지 모를 잡지'로 되었다. 독자의 엽서에서는 '완벽한 로리콘 잡지로 해주세요'라는 요구가 많았고, 다다 편집장은 우치야마의 조언도 들으면서 시행 착오를 겪었고, 간행 후반기에서는 '로리콘 만화지'로의 포진을 굳혀갔으나, 전혀 팔리지 않고 반품률 7할, 6호로 폐간되었다. 당시는 『레몬 피플』(レモンピープル)도 많이 팔리지 않았기에 회사는 뒤를 잇는 로리콘 잡지의 창간을 인정하지 않았고, 결국 『영 키스』 폐간 직후인 1982년 5월에 간행된 2권째 『순소녀』(로리콘 전문지 만화 엠마뉴엘(漫画エマニエル) 5월호 증간)에서 『영 키스』 7호에 게재될 예정이었던 만화를 게재했고, 이로서 이 흐름은 사라졌다. 다다는 1986년에 발매된 『만화 범프』(漫画バンプ) 6월 증간호 『로리콘 KISS』(ロリコンKISS, 도쿄산세이샤(東京三世社))에 칼럼을 기고했고, 당시 전말을 이야기했다.
『영 키스』는 만화사적으로는 '프리 로리콘지'(プレロリコン誌)로 자리잡고 있다.

#### '만화 뉴 웨이브'의 쇠퇴
1970년대 말에는 참신한 감각을 지닌 만화가가 『극화 앨리스』(劇画アリス), 『월간 Peke』, 『월간 코믹 어게인』(月刊コミックアゲイン), 『만화 기소텐가이』(マンガ奇想天外), 『만화 골든 슈퍼 디럭스』(漫金超) 등의 마이너지에 대거 데뷔를 했고, '만화 뉴 웨이브'(漫画ニューウェーブ)라고 불렸으나, 1982년 즈음으로 되자 '뉴 웨이브' 만화가 중 주요 인물이었던 자는 메이저지에 흡수됐고, '뉴 웨이브' 운동은 소멸해갔다. 한편, '로리콘 붐'과 함께 에로틱 극화, 동인지, 애니메이션, 소녀 만화의 세계에서 참신한 감각을 지닌 만화가가 대거 로리콘 만화로 유입됐고, '로리콘 만화'야 말로 이전의 '뉴 웨이브'의 지위를 맡게 되었다.
그러나 1982년 당시, 만화평론가인 무라카미 도모히코(村上知彦)의 주장으로는 '로리콘 만화'는 운동으로는 약하고, 고작 아다치 미쓰루(당시 『터치』가 대히트 중)나 도리야마 아키라(당시 『닥터 슬럼프』가 대히트 중)의 매상에 봉사하는 것에 지나지 않았다.

#### 『레몬 피플』의 창간(1982년)
그런 1982년 2월, 아마토리아샤(あまとりあ社)에서 『레몬 피플』(レモンピープル)이 창간됐다. 이것이 상업 첫 로리콘 만화 잡지로 여겨진다. 아즈마 히데오와 우치야마 아키가 대표 인물이었으나, 미야니시 게이조(宮西計三)나 더티 마쓰모토(ダーティ・松本)가 있는 등, 초기에는 에로틱 극화의 색이 진했다. 또, 이 창간호에서는 센노 나이프(千之ナイフ)가 데뷔했다（당시는 '야마모토 가즈토'(山本和都) 명의). 만화 연구자인 기미 리토(稀見理都)가 『레몬 피플』 편집장인 구보 나오키(久保直樹)로부터 들은 이야기에 따르면 작가진은 코믹마켓 대표 요네자와 요시히로(米沢嘉博)에게 부탁해 코믹마켓에서 외줄낚시를 해, 그 작가가 다른 작가를 데려오는 형태로 작가진을 충실해 갔다.
『레몬 피플』 1982년 3월호(창간 2호)부터 하리켄 류(破李拳竜) 『격살! 우주권』(撃殺!宇宙拳)이 연재 개시됐다. 로리콘 만화의 형식으로 패러디를 온통 박아넣은 본작은 대히트작으로 되었다. 히라노 도시키(平野俊弘)의 작화로 애니메이션화의 기획이 있었으나, TV에서 하기에는 패러디가 너무 많아서 취소됐다(애니메이션에서 사용될 예정이었던 사운드트랙이 1985년에 발매됐다. 더욱이 하리켄 류의 X에 따르면, 하고 싶은 대로 그렸기에 전자 서적으로의 복간도 어렵다고 전했다.). 더욱이 '애니메이션화'의 첫 보도는 『아니메주』 1983년 7월호로, 이것이 '알 사람은 아는' 로리콘 만화지의 작품이 일반지에 나타난 첫 사례이다(그 후에는 OVA 붐과 함께 18금 만화 원작 작품이나 성인 애니메이션이 일반 애니메이션지에 등장하는 것은 드물지 않게 됐고, 1980년대 후반의 애니메이션지에서는 성인물을 '봉철'해 제공하는 것이 일반화되었으나, 한편 『아니메주』는 성인 애니메이션을 취급하지 않는 방침으로 되었다).
1983년 10월호부터 지미모리오(ちみもりを) 『명왕계획 제오라이머』(冥王計画ゼオライマー)가 연재를 개시했다. 1988년에 OVA화되었다.
1985년에는 아란 레이(阿乱霊) 『싸워라! 이쿠사 1』(戦え!!イクサー1)이 OVA화되었다. 실질적으로 기획을 담당한 『레몬 피플』에서도 잠시 특집 기사가 편성됐다. 확실히 예산은 적었지만 퀄리티는 높았고, 히라노 도시키(平野俊弘), 가키노우치 나루미, 오바리 마사미라는 당시의 3대 애니메이터의 작업으로 '미소녀 SF 로봇 애니메이션의 금자탑'으로 당시의 로리콘 오타쿠를 열광시켰다.
1982년 당시는 아직 에로틱 극화의 전성기로, 『레몬 피플』도 창간 당초는 힘들었으나, 이렇게 창간 당초보다 히트작을 연발한 『레몬 피플』이 당시 로리콘 잡지의 규범으로 되었고, 시대가 바뀜에 따라 추종하는 잡지가 몇몇 개가 발매되었다. 이 시기의 로리콘 만화는 동인에게서 외줄낚시를 해온 신인 작가가 많았고, 'SF 애니메이션'이나 'TV 특촬'이라는 당시 젊은 오타쿠의 취미를 직접적으로 반영해 패러디나 애니메이션적인 내용에 미소녀를 엮은 것이 많았다. '그리는 사람'과 '독자'의 거리의 가까움이 특징적이었다.(이러한 분위기는 『월간 OUT』(月刊OUT)이나 『팬 로드』(ファンロード)에게도 통한다). 타락한 밍키 모모와 같은 캐릭터가 나오거나 '오바리'(おーばり)풍 메카에 배틀 슈트 소녀를 엮거나 한다. 그런 중에도 나카지마 후미오나 다니구치 게이라는 에로틱 극화 출신 베테랑도 1980년대 중반까지는 활약했다.
건담의 도미노 요시유키 감독도 해당 책을 읽었고, 『기동전사 건담 ZZ』(1986년)에 『레몬 피플』을 비꼬는 캐릭터가 등장한다.

#### 『만화 부릿코』가 로리콘 만화지로(1983년)

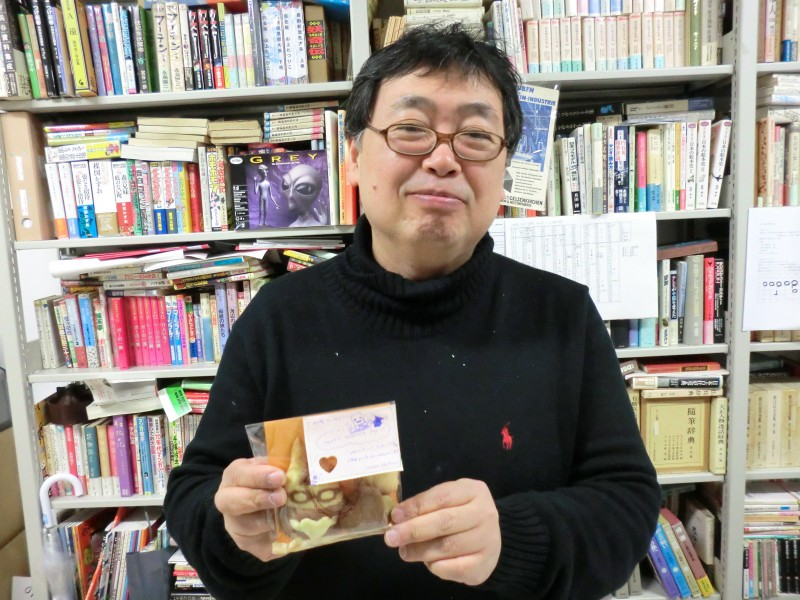
오쓰카 에이지(大塚英志)(전 『만화 부릿코』(漫画ブリッコ) 편집자)

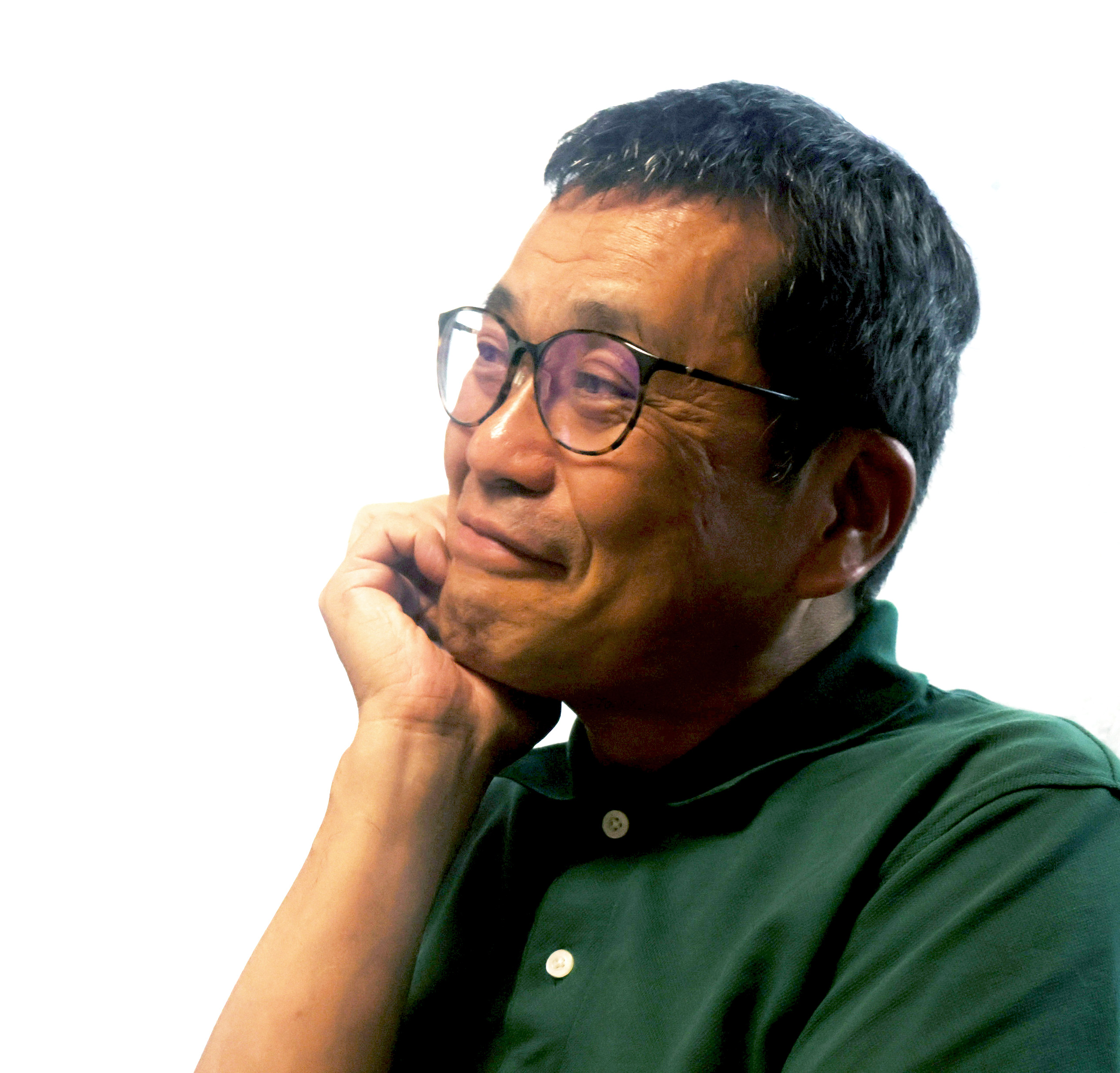
오가타 가쓰히로(小形克宏)(전 『퓨전 프로덕트』(ふゅーじょんぷろだくと), 『만화 부릿코』(漫画ブリッコ) 편집부)

전술한 로리콘 동인지 앤솔러지 『로리콘 백서』(ロリコン白書)의 히트를 계기로 '만화는 할 수 있다'라고 생각한 뱌쿠야 쇼보(白夜書房) 영업부원인 후지와키 구니오(藤脇邦夫)는 에로틱 극화지 『만화 부릿코』(漫画ブリッコ, 셀프 출판(セルフ出版)→뱌쿠야 쇼보(白夜書房))를 창간했으나, 당초는 에로틱 극화의 재록 잡지였기에 제대로 팔리지 않았다. 거의 폐간할 거 같은 즈음에 오쓰카 에이지(大塚英志, 오쓰카 보(オーツカ某))와 오가타 겐지로(緒方源次郎, 오과타(おぐゎた), 후에 본명인 오가타 가쓰히로(小形克宏)로 개명)의 지기를 얻어, 둘이 편집권을 탈취했다. 『만화 부릿코』는 1983년 5월호부터 '꿈꾸는 남자아이를 위한 미소녀 코믹스지!'(夢見る男の子のための美少女コミック誌!)를 광고 문구로, 선행지 『레몬 피플』(レモンピープル)의 뒤를 쫓는 형태로 갑자기 로리콘 만화지로 리뉴얼됐다. 이것이 2번째의 로리콘 만화지로 여겨진다.
『부릿코』(ブリッコ)는 1983년 5월호부터 표지 그림을 미나미 신보(南伸坊)에서 다니구치 게이(谷口敬)로 변경했다. 오카자키 교코, 사쿠라자와 에리카(桜沢エリカ), 시라쿠라 유미(白倉由美), 히로모리 시노부(ひろもりしのぶ), 도쿄 어른 클럽(東京おとなクラブ, 나카모리 아키오(中森明夫) 등) 집필진의 절반 이상은 오가타가 모아온 멤버로 채워졌다. 결과로서 리뉴얼호는 완매됐고, 잡지의 존속이 결정됐다. 같은 해 11월호부터 표지를 삼류 극화 출신 다니구치 게이(谷口敬)에서 소녀 만화풍인 아포(あぽ, 가가미 아키라(かがみあきら))로 변경했고, 더욱이 로리콘 색을 강하게 했다. 특히 후지와라 가무이(藤原カムイ)와 히로모리 시노부(ひろもりしのぶ)는 단행본이 크게 팔렸다.
오쓰카가 『부릿코』에서 앞서서 인도한 '미소녀 코믹스'란 성인 만화라기보다 '남성도 읽을 수 있는 소녀 만화적인 것' 혹은 '조금 엣치하고 귀여운 여자아이가 나오는 청소년 대상 매니아 잡지'라는 자리매김이 강했고, 만드는 쪽도 18세 미만인 사람을 독자로 상정하고 있던 부분이 있었기에 꼭 야한 요소는 필요 조건이 아닌 '미소녀만 나와있으면 무엇을 해도 좋다'라는 꽤 자유로운 실험적인 만화 장르였다고 여겨진다(『부릿코』의 전말은 오쓰카 에이지(大塚英志) 『'오타쿠'의 정신사 1980년대론』(「おたく」の精神史 一九八〇年代論)에 상세가 있다).
1982년 당시, 『부릿코』 편집부의 오쓰카는 도쿠마 쇼텐의 계약 사원이었고, 1981년부터 『아니메주 증간·류』(アニメージュ増刊・リュウ)의 편집부에서 근무했으며, 1982년 당시는 『미소녀 만화 베스트 집성 프티 애플 파이』(美少女まんがベスト集成 プチ・アップルパイ)의 편집에도 참여했다. 『프티 애플 파이』(プチ・アップルパイ)의 주요 집필 멤버는 아사리 요시토(あさりよしとお), 하야사카 미키(早坂未紀), 시라쿠라 유미(白倉由美) 등으로, 『류』(リュウ) 및 『부릿코』와 일부 중복된다. 『류』 및 『프티 애플 파이』의 멤버를 기반으로 해 1985년 1월에는 소년지 『월간 소년 캡틴』(月刊少年キャプテン)이 창간됐다.
1984년 9월, 『부릿코』의 표지를 담당하던 가가미 아키라(かがみあきら)가 급사했고, 표지는 몬몬(悶悶)이 담당하게 된다. 초기 『부릿코』에서는 직접적·실용적인 성적 묘사보다도 넌센스색이 강한 부조리계 개그 만화 작품이 많았으나, 1984년에는 미나미 유코(みなみゆうこ)가 데뷔했다（『부릿코』지에서는 '히로모리 시노부의 재래'(ひろもりしのぶの再来)로 시장에 나왔다. 어시스턴트를 하면서 애니메이터를 노려 상경 예정이었던 그림을 잘 그리는 고등학교 2학년 친여동생 '유키미코'(ゆきみこ)도 인기를 떨쳤다. 1980년대에는 절필했고, 2019년에 사망했다). 이로서 미나미 유코와 히로모리 시노부로 대표되는 하드(실용적)인 것이 늘어나기 시작했다. 순풍만범으로 보인 『부릿코』였으나, 편집부 내에서의 오쓰카와 후지와키의 대립이나 오쓰카의 기획으로 제작된 18금 OVA 『마법의 루주 립☆스틱』(魔法のルージュ りっぷ☆すてぃっく)(1985년)의 실패로부터 오쓰카는 차차 의욕을 잃었고, 1985년 9월호로 편집 조수인 사이토 레이코(斎藤礼子, O코(O子))에게 편집장을 교대했다. 머지않아 『부릿코』는 폐간됐고, 작가진은 O코 편집장 아래에서 새롭게 창간된 『만화 핫 밀크』(漫画ホットミルク)(뱌쿠야 쇼보(白夜書房)→코어 매거진(コアマガジン), 1986년-2001년)으로 이어졌다.

#### 그 외의 로리콘 잡지
그 외의 주요 로리콘 잡지로는 히루코가미 겐(蛭児神建) 편집의 『프티 판도라』(プチパンドラ)（잇스이샤(一水社), 1984년-1987년), 『페퍼민트 코믹』(ペパーミントコミック)（니혼 출판사(日本出版社), 1984년-1986년), 『하프 리터』(ハーフリータ)(쇼분칸(松文館), 1986년-1991년) 등이 있다.
그러나, '로리콘 붐'과 함께 틈새시장에서 대량의 잡지가 창간되어 시장은 포화됐고, 오래 지속된 것은 적다.

#### 일반지로의 파급
1982년 1월, 우치야마 아키(内山亜紀) 『안드로 트리오』(あんどろトリオ)가 『주간 소년 챔피언』에서 연재를 개시했고, SF 만화의 탈을 쓴 기저귀 변태 로리콘 만화로 불린 이 만화는 대히트를 쳤다.
이를 계기로 일반지에서도 로리콘 만화가 늘어나기 시작했다. 특히 우치야마 아키가 오기까지 『소년 챔피언』에서 간판을 맡고 있던 대베테랑 데즈카 오사무는 노골적인 대항 의식을 불태웠고, 같은 해 7월부터 『소년 챔피언』에서 『프라임 로즈』(プライム・ローズ)를 연재했다. 그러나 예상보다는 인기가 나오지 못했다.
1984년부터 『만화 부릿코』 등에서 활약한 히로모리 시노부(ひろもりしのぶ)가 '미야스 논키'(みやすのんき) 명의로 『월간 소년 점프』(슈에이샤)에서 『야루캬 기사』(やるっきゃ騎士)를 연재했다. '러브 코미디'와 '에로티시즘'이 융합한 '에로 코미디'라는 장르의 대표작으로 되었다.

### 1980년대 후반

#### 모리야마 도의 등장（1984년)
1984년, 모리야마 도(森山塔, 야마모토 나오키(山本直樹))가 데뷔했다. 데뷔작은 에로틱 극화지였으나, 애니메이션계의 그림체였기에 바로 로리콘 만화지로 끌어들여졌다. 당시는 로리콘 붐 시절이었기에 '로리콘 만화'라는 형식으로 판매됐으나, 종래의 로리콘 만화와는 확연히 달랐고, 스토리도 그림도 심히 과격했다. 1985년 6월에 간행된 『로리콘 일기 착한 아이의 성교육』(ロリコン日記 よい子の性教育)은 만화 전문점 '만가노 모리'(まんがの森)에 쌓인 3000권이 바로 팔리는 등(보통의 단행본이라면 한 가게에서 50권만 팔려도 히트 취급을 받는다) 신인 작가의 첫 단행본으로는 이례적인 대히트를 쳤고, 바로 각 잡지에서 끌어가려고 했다
이 모리야마 도를 메인 작가로 하는 형태로 『코믹 롤리팝』(コミックロリポップ, 1986년 창간, 가사쿠라 출판사(笠倉出版社))이나 『홀리데이 코믹』(ホリディコミック, 1986년 창간, 밀리언 출판(ミリオン出版)) 등 신세대 '미소녀 만화지'가 창간됐다. 『만화 부릿코』의 작가진을 계승해 창간된 『만화 핫 밀크』(漫画ホットミルク) 창간호(1986년 4월)에도 모리야마 도가 등장했고, 1986년 5월호부터 모리야마 도의 『올바를 에로 만화의 그리는 법』(正しいエロ漫画の描き方)이 연재됐다. 모리야마 도가 에로틱 극화지에 게재했던 작품을 모은 『붙잡힌 펭귄』(とらわれペンギン)(다쓰미 출판(辰巳出版))은 반년에 10만 부의 매상을 올렸고, 이를 본 다쓰미 출판도 모리야마 도를 간판으로 한 미소녀 만화지 『펭귄 클럽』(ペンギンクラブ, 1986년 창간, 다쓰미 출판(辰巳出版))을 새롭게 창간했다.
1986년까지는 '성인 만화'라고 하면 '에로틱 극화'로 '로리콘 만화'는 틈새시장이었으나, 1987년으로 되자 미소녀 만화의 단행본이라면 열몇 만 부는 거의 확실해졌다. 이로 인해 1986년부터 1988년에 걸쳐 각사들은 미소녀 만화지를 창간했고, 성인 만화 업계는 '에로틱 극화'에서 '미소녀 만화'로 본격적으로 이행했다. 1973년에 창간된 첫 에로틱 극화지로 1986년 당시까지 계속 에로틱 극화의 정점이었던 『만화 에로토피아』(漫画エロトピア)지도 1986년 11월호로 미소녀 만화지로 리뉴얼했다. 1987년에는 모리야마 도 『착한 아이의 성교육』(よい子の性教育)의 매상이 20만 부, 『붙잡힌 펭귄』(とらわれペンギン)의 매상도 발매 1년으로 20만 부에 달했다. 매상은 모리야마 도가 단연코 선두에 섰고, 모리야마에 이은 아마미야 준(雨宮じゅん), 히로모리 시노부(ひろもりしのぶ) 등의 인기 작가도 다른 작가의 두세 배는 팔렸다. 마이너 출판사의 단행본으로 선전도 거의 없었으나, 『슈칸신초』(週刊新潮) 왈, '괴물'과도 같은 팔림새를 했다.
그러나 모리야마 도 정도의 작가를 일반지가 내버려 둘 리가 없었고, 바로 일반지로 끌어들여져 1986년부터 '야마모토 나오키'(山本直樹) 명의로 『빅 코믹 스피리츠』에서 『핫파 64』(はっぱ64), 『지극히 가모시다』(極めてかもしだ)를 연재했다. 이로서 '로리콘 만화가', '미소녀 만화가' 모리야마 도로의 활동한 시기는 짧았다.
노조 준이치(能條純一)가 간판 작가였던 『만화 에로토피아』(漫画エロトピア) 리뉴얼호(1986년 11월호)를 비롯해 이 시기 로리콘 만화/미소녀 만화지는 여전히 에로틱 극화를 끌고 있던 면이 많았으나, 모리야마 도를 필두로 하는 성행위에 특화한 차세대 '로리콘 만화', '미소녀 만화'가 인기를 떨치게 됨에 따라 다니구치 게이(谷口敬) 등 에로틱 극화기부터의 작가나 아즈마 히데오 등의 초기 로리콘 만화를 지지한 선구적 작가의 대부분은 세대 교대로 시장에서 사라져갈 수밖에 없었다. 한편, 유진(遊人)이나 야마다 노라(山田のら) 등 로리콘 만화의 시장이 폭발적으로 확대한 이 시기에 로리콘 만화 시장에 유입된 전 에로틱 극화/로리콘 극화의 작가도 많다.
더욱이 모리야마 도의 단행본이 심히 팔림과 함께 1986년부터 1987년에 걸쳐 대중 매체 각지에서 모리야마 도가 빈번히 거론되었으나, 1987년 시점으로 여전히 '로리콘 만화'라는 용어와 '미소녀 만화'라는 용어는 거의 같은 의미로 사용됐다. 이로 인해 리뉴얼 후의 『에로토피아』지의 주력 작가 중 한 명인 '젊은 마님 장르'(若奥様モノ)를 연재했던 다이치 가케루(大地翔) 등도 거의 에로틱 극화에 가까운 그림체의 미소녀 만화이나, 당시에는 '유부녀 장르가 강점인 에로틱 극화가'가 아닌 '로리콘 만화가'로 분류됐다. 다이치 가케루의 작품은 인기가 있었고, 닛카쓰의 '코믹 에로스'(コミック・エロス) 시리즈의 하나인 『젊은 마님의 생속옷』(若奥様のナマ下着, 이시카와 히토시(石川欣) 감독)으로 1987년에 영화화됐다(1987년도의 줌 업 영화제(ズームアップ映画祭)에서는 작품 부문에서 제2위, 감독 이시카와가 감독상, 각본 가토 마사토(加藤正人)가 각본상에 선출되는 등 꽤 높은 평가를 받았다). 1989년에 간행된 다이치 가케루의 특집호 『젊은 마님의 생속옷』(若奥様のナマ下着, 만화 에로토피아(漫画エロトピア) 1989년 1월 15일호 증간)은 1989년에 사회적 충격을 준 '미야자키 쓰토무의 방 사진'의 '다다미 사이에 남겨진 로리콘 잡지'로 같은 방에 흩어져있던 『레몬 피플』이나 『월간 OUT』 등과 함께 대중 매체에서 거론되어 알려지게 되었다(후술).

#### '로리콘 만화'에서 '미소녀 코믹스'로
이 시기 성인 만화의 포인트로 이 시기에 편의점이 일본 각지에 생기기 시작해, 편의점 잡지 유통의 성인 만화 시장의 폭발적인 확대가 일어났다(구래의 '에로틱 극화'는 서점이나 자판기가 메인 판매 루트였다). 1989년부터 『빅 코믹 스피리츠』에서 연재된 『원숭이도 그릴 수 있는 만화 교실』(サルでも描けるまんが教室)에서 청년지의 이러한 만화를 '에로 코미디'로 명명한 다케쿠마 겐타로(竹熊健太郎)는 '에로틱 극화'와 '에로 코미디'의 차이로 '밝고', '청결'하며 '가벼운 재미'가 있는 '편의점 감각'을 지적했다.
'에로틱 극화'를 치환하는 형태로 1970년대 말에 등장한 이러한 성인 만화는 초반에는 전부 '로리콘 만화'로 불렸으나, 이러한 성인 만화 시장의 확대에 따라 '로리콘 만화'를 기반으로 해 여러 방향으로 분화했으며, 총칭으로 '미소녀 코믹스'(美少女コミック)로 불리게 되었다. 그 결과 본래의 '로리콘 만화' 자체는 쇠퇴했다. '로리콘 만화' 붐 쇠퇴의 이유에 대해 성인 만화 평론가인 나가야마 가오루(永山薫)는 '단순히 독자에도 작가에도 진짜 소아성애자가 없었으니까', '본래 "로리콘"은 "축제의 주제"에 지나지 않았으니까'라고 논했다.
'미소녀 코믹스'(美少女コミック)라는 명칭을 붙인 것은 아즈마 히데오로 여겨지고, 아즈마가 참가했던 만화지 『레몬 피플』(レモンピープル)(아마토리아샤(あまとりあ社)) 1982년 6월호부터 사용되게 되었다. 『레몬 피플』은 창간 당초에 '로리콘 코믹스'(ロリコン・コミック)를 자칭했으나, 이 명칭이 마음에 들지 않았던 아즈마가 '미소녀 코믹스'(美少女コミック)라는 명칭을 제안했고, 이것이 채용됐다고 전해진다.

#### 유해 코믹스 소동(1989년)
1989년 8월, 도쿄·사이타마 연속 유아 유괴 살인 사건의 범인인 미야자키 쓰토무가 체포됐다. 대중 매체에 공개된 '애니메이션', '로리콘 잡지', '호러 비디오'가 흩어져있던 범인의 방 사진의 인상은 강렬했고, 이로 인해 세간에서 로리콘에 대한 비난이 가열하게 되었다. 그 기세는 만화에도 영향을 미쳤고, 아사히 신문(1990년 9월 4일부) 사설 『초라한 만화가 너무 많다』(貧しい漫画が多すぎる)를 계기로 '유해 코믹스 소동'(有害コミック騒動)이 발발했다.
이로 인해 『코믹 롤리팝』(コミックロリポップ)(가사쿠라 출판사(笠倉出版社))이나 『하프 리터』(ハーフリータ)(쇼분칸(松文館)) 등 여러 로리콘 잡지가 휴간을 했다. 1991년에는 야마모토 나오키 『Blue』(고분샤(光文社))가 도쿄도에 의해 불건전 도서 지정을 받았고, 회수되었다. 공권력측에서의 탄압과 출판사측에서의 자주 규제 등이 있었고, 업계는 위축되었다.
또, 1991년 2월부터 '성인 마크'(成年マーク)가 도입됐고, 18세 미만은 구입할 수 없는 '성인 코믹스'로 철저한 계획이 짜졌다. 이 이전의 '로리콘 만화'는 18세 미만도 아무렇지 않게 구입할 수 있었기에 미성년자 독자가 적지 않았으나(『만화 부릿코』의 주력 작가진 '부릿코 스쿨 메이츠'(ブリッコスクールメイツ)의 시라쿠라 유미(白倉由美)·노쓰기 메이루(のつぎめいる), '2대 부릿코 스쿨 메이츠'인 '세 명째 여고생'(さんにんめの女子高校生) 유키 아야노(ゆきあやの)나 미나미 유코(みなみゆうこ)의 어시스턴트를 하고 있던 여동생은 당시 고등학생으로, 집필진에도 미성년자가 많이 있었다. 더욱이 『레몬 피플』에서 1984년에 데뷔한 고바야시 사라(小林紗良)는 당시 중학교 2학년이었다), 1991년 이후의 로리콘 만화는 명확하게 '성인용'으로 되었고, 수위도 격해졌다.
성인 마크의 도입 계획의 완료로 '유해 코믹스 소동'은 잠잠해졌고, 1991년 6월에는 도야마 모리(塔山森, 모리야마 도)를 간판 작가로 하는 『COMIC 빠삐뽀』(COMICパピポ)(프랑스 쇼인(フランス書院))가 창간됐다. 성인 만화 업계는 복각을 향했다.

### 1990년대 전반
1990년대 전반에 '성인 만화' 전반이 위축된 가운데, '로리콘 만화'를 지지한 것이 『핫 밀크』지이다. 1980년대 후반에 코믹마켓에서 이름을 떨친 동인 서클 '도로로이모 군단'(とろろいも軍団)의 멤버 '도로로이모 1호'(とろろいも1号)인 신카이다 데쓰야로(新貝田鉄也郎)와 '도로로이모 3호'(とろろいも3号)인 다누마 유이치로(田沼雄一郎)가 1980년대 말부터 1990년대에 걸쳐 『핫 밀크』지의 주력 작가로 되었다. 주요 작품으로는 『핫 밀크』가 미소녀 코믹스지 첫 도쿄도 불건전 도서로 지정되는 원인으로 된 신카이다 데쓰야로 『조련사 빈빈 이야기』(調教師びんびん物語)(1988년-1991년), '[[#로리 쇼타 만화（임피오）|어린이끼리'의 선구적 사례인 다누마 유이치로 『SEASON』(1990년-1998년) 등이 있다. '도로로이모 군단'은 당시 『주간 소년 점프』의 간판 작가였던 '가짜 도로로이모 1호'(にせとろろいも1号)인 하기와라 가즈시(萩原一至)를 필두로 꽤 강한 소년 만화의 글솜씨였다. 다누마 유이치로도 소년지인 『월간 소년 캡틴』(月刊少年キャプテン)에 들어가 『SEASON』의 집필은 일시 중단됐다.

### 1990년대 후반

#### 로리콘 만화지의 창간 러시
1990년대 전반에 위축된 반동으로 1990년대 중반부터 성인 만화지의 창간 붐이 일어났고, 로리콘 만화지가 난입했다. 대표적인 곳으로는 『프티 차임』(プチチャイム)(오토 쇼보(桜桃書房)), 『리틀 피어스』(リトルピアス)(도쿄산세이샤(東京三世社)), 『와레메코 클럽』(ワレメっ子倶楽部)(오크라 출판(オークラ出版)), 『COMIC 네네』(COMICねね)(쇼분칸(松文館)), 『앨리스』(アリス) 시리즈(뱌쿠야 쇼보(白夜書房)) 등이 있다. 한마디로 '로리콘 만화지'라고 해도 각자 독자의 색을 내려고 궁리했다.
『프티 차임』(プチチャイム)은 야마사키 우메타로(山咲梅太郎)나 네코겐(猫玄) 등이 참가했고, 꽤 소프트했다. 한편 『리틀 피어스』(リトルピアス)는 호시노 후타(ほしのふうた), 넨도.(ねんど。), 소 아키코(奏亜希子) 등이 참가했고, 능욕 등 꽤 수위가 강했다. 『COMIC 네네』(COMICねね)는 릿토 데시오(栗東てしお)나 헷포코쿤(へっぽこくん) 등이 참가했으나, '롤리타'를 표방하면서 롤리타가 아닌 만화도 섞여있고, 무엇보다도 그 조노쿠치 조지(序ノ口譲二)가 참가했다.
『앨리스』(アリス) 시리즈는 『만화 핫 밀크』 증간 『앨리스의 성』(アリスの城)(1996년, 뱌쿠야 쇼보(白夜書房)) 시리즈에서 비롯된 일련의 무크로, 마치다 히라쿠(町田ひらく)나 리에짱 14세(りえちゃん14歳) 등 『핫 밀크』계 작가가 참가했다. 후반기 『COMIC 앨리스 클럽』(COMICアリスくらぶ) 시리즈부터는 『우리는 챔피언』의 동인으로 알려진 나오코(ナヲコ)나 점프계의 동인으로 알려진 다카하시 마코(タカハシマコ) 등 쇼타콘 동인지로 알려진 작가가 주력으로 되었다.

#### '푸니' 속성의 확산
1990년대 후반기에는 인터넷 CG 사이트에서 '푸니'(ぷに)라는 호칭이 생겨났고, 둥글고 부드러우며 탄력 있는 유아 체형의 캐릭터를 애호하는 움직임이 형성됐고, 동인계에 파벌을 형성했다. 이 장르의 시조는 『요술공주 밍키』(1982년)이나 『은하표류 바이팜』(銀河漂流バイファム)(1983년) 등 아시다 도요오가 이끄는 스튜디오 라이브(スタジオ・ライブ)가 다룬 일련의 애니메이션이라고 추정되며, 그 의미로는 『요술공주 밍키』의 동인지를 당시부터 다룬 모리노 우사기(森野うさぎ, 동인지 『시벨』 출신으로, 여아 대상 장난감 『고에다짱』(こえだちゃん) 매니아로도 알려졌다)가 '로리콘 만화'의 '푸니'계의 시조라고도 할 수 있다(더욱이 『요술공주 밍키』 제작자인 슈도 다케시 자신은 2차적저작물 동인지 자체에는 긍정적이었으나, 소녀를 성애의 대상으로 보는 것에는 부정적이었고, 여아 대상으로 만든 애니메이션을 오타쿠 남성의 로리콘이나 모에의 대상으로 되는 것은 매우 불쾌하다고 생각했다).
1990년대에도 『마법진 구루구루』(1992년-2003년, 1994년에 애니메이션화)나 『꿈의 크레용 왕국』(1997년) 등 '푸니'계의 히트작이 계속해서 릴리스됐고, 1999년 시점에는 하위문화 책 『공상 미소녀 대백과』(空想美少女大百科)에서도 거론될 정도로 장르로서 확립됐으나, 1999년부터 방송된 애니메이션 『꼬마마법사 레미』가 특히 대히트를 쳤으며, 1999년부터는 『꼬마마법사 레미』를 중심으로 한 푸니계 작품 한정 동인지 즉매회 '푸니켓'(ぷにケット)이 도쿄에서 연에 2회 개최됐다.

### 2000년대

#### 유해 코믹스 소동의 영향과 그 끝
1990년대에는 '유해 코믹스 소동'에 의해 성인 만화 전반의 기세가 가라앉은 한편, 그 덕분에 수위가 낮은 성인 만화여도 소비자에게 수용된다는 측면도 있었고, '에로티시즘이 전부가 아니다'라는 1980년대 초반 로리콘 만화의 풍조가 오히려 부활했다. 다카하시 마코(タカハシマコ), 오쓰카 포테토(大塚ぽてと), 호시노 후타(ほしのふうた) 등으로 대표되듯, 소녀 만화, TL, 쇼타콘 만화 등에 자신감을 가진 작가가 '로리콘 만화'로 많이 유입됐다.
그러나 1990년대 말에는 '하이 엔드계'(ハイエンド系)와 '하드한 에로티시즘'의 물결이 로리콘 만화에도 도래했고, 1980년대부터 계승해 온 '로리코 만화'의 그림체에 혁신이 일어났다. 그 귀결로 2002년에 『COMIC LO』가 창간됐고, 2000년대 이후의 로리콘 만화를 선도하게 됐다.

#### '하이 엔드계' 움직임(1998년-2004년)
『만화 핫 밀크』지에서 칼럼 코너 '잡지 사평'(雑誌事評)을 맡고 있던 사라시나 슈이치로(更科修一郎)는 코어 매거진(コアマガジン)을 퇴직했고, 1998년에 재팬 믹스(ジャパン・ミックス)사에서 갸루게 잡지 『퓨어 걸』(ピュアガール)지를 창간했다. '하이 엔드 미소녀 매거진'을 표방하는 해당 잡지에서 사라시나가 가노세 미토모(加野瀬未友)와 함께 선도한 것이 '하이 엔드계'(ハイエンド系) 움직임이다.
이 시기는 하드웨어의 성능 향상으로 색의 수에 제한이 없어졌고, CG를 사용하는 세대의 동인 삽화가가 급증했다. 이와 함께 디자인이 향상됐고, 선은 정밀하게 되었다. 미술대학 출신이면서 디지털도 사용하는 그래피커가 코미티아(コミティア)에서 낸 '하이 엔드계 동인지'는 상업 제품과도 같은 퀄리티를 자랑했다. 『퓨어 걸』지의 삽화를 담당한 CHOCO, 구로보시 고하쿠(黒星紅白, PS용 소프트 『서몬나이트』(サモンナイト)의 그래피커인 이즈카 다케시(飯塚武史)의 가명), 다카미치(たかみち) 등이 당시 '하이 엔드계'의 대표적 삽화가이다. 가노세는 『퓨어 걸』지의 칼럼에서 미소녀 게임이야 말로 당시 오타쿠 업계의 대표라고 호언장담했다. 만화평론가인 이토 고(伊藤剛)도 『미술 수첩』(美術手帖)에서 그래픽 디자인으로 빼어난 동인지에 관해 CHOCO, As' 마리아(As'まりあ), SH아RP(SHあRP)의 이름을 거론했다. 더욱이 '하이 엔드계'의 해석은 사람에 따라 차이가 있고, 사라시나와 가노세는 이토를 비판했다. 이른바 '하이 엔드 논쟁'(ハイエンド論争)으로 발전했고, 2001년 10월, 사라시나·가노세와 이토가 신주쿠 로프트 플러스 원(新宿ロフトプラスワン)의 이벤트에 참가했을 때는 험악한 분위기로 되었다.
『PUREGIRL』지는 1999년에 발행처가 비블로스(ビブロス)로 변경돼 『Colorful PUREGIRL』로 지명을 변경했다. 2002년, 『퓨어 걸』의 자매지로 비블로스의 『컬러풀 Bee』(カラフルBee)(고토 게이지(後藤圭二)나 가즈이 히로코(数井浩子)가 표지를 담당했고, 당시 '애니메이션 세대' 대상 지면이다) 및 『컬러풀 만푸쿠세이』(カラフル萬福星)(『컬러풀 Bee』 증간으로 1998년 10월 창간. 완전 디지털 입고를 도입한 사상 첫 만화 잡지로, '우주 첫!? 전뇌 미소녀 코믹스지'(宇宙初!?電脳美少女コミック誌)를 자칭했다. 게재 작품이 전부 CG 코믹스인 것이 자랑이었으나, 당시는 풀 디지털 미소녀 만화가는 적었기에 아와타케 다카히로(粟岳高弘)나 다나카 히로토(田中浩人) 등, 작풍에는 거리가 있었다)의 계보를 계승하면서 '하이 엔드계'의 사상을 구현하는 코믹스지 『컬러풀 코믹 퓨어 걸』(カラフルコミックピュアガール)이 창간됐다. 창간호의 간판은 미사쿠라 난코쓰(みさくらなんこつ)와 카넬리안으로(둘 다 여성 성인 원화가), '모에'에 전념한 점은 『마지큐』(マジキュー)(엔터브레인)과 가까운 지면이었지만, 본지의 편집 방침은 명확했다. 사라시나는 '하이 엔드계' 움직임에 있어서 80년대부터 이어진 로리콘 만화의 그림체를 쇄신하기 위해 의도해서 유년 대상 소녀 만화의 그림체를 사용했다고 전해진다. 아야세 사토미(綾瀬さとみ)나 우사미 와타루(宇佐美渉) 등 소녀 만화풍의 작가가 주력이었으나, 한편 『컬러풀 Bee』부터 이어진 『게놈』(ゲノム)(고가 료이치(古賀亮一))이라는 정체 모를 개그 만화가 연재돼 열광적인 팬이 붙었다. 『컬러풀 코믹 퓨어 걸』은 '연애&H 만재 하트풀 코믹스'를 표방했고, 당시는 이러한 만화지(이른바 '이차러브'(いちゃラブ))는 성년지(성인 남성향 잡지)에는 존재하지 않았고, TL지(소녀 대상)의 독무대였기에 성년지의 이러한 잡지의 효시로 되었다. 더욱이 당시는 『소녀 혁명』(少女革命) 등 TL지의 수위가 성년지와 같이 격했던 시기이고, Cuvie나 쓰쓰미 아카리(つつみあかり) 등 남성향/여성향의 쌍방으로 그리고 있던 작가도 적지 않았으며, 지풍에 관해서는 어쨌든 실용성에 관해서는 양쪽의 차이는 딱히 크지 않았다.
『코믹 퓨어 걸』은 가노세의 은퇴와 함께 2003년에 휴간했고, 『퓨어 걸』 본지도 2004년에 휴간했다. 『게놈』(고가 료이치(古賀亮一))는 『코믹 메가 스토어』(コミックメガストア)로 이적했고, 또 『컬러풀 Bee』에서 연재했던 구야(空鵺)는 『주간 소년 점프』로 가는 등 작가들도 뿔뿔이 흩어졌다. 'CG로 만화를 그린다'라는 것은 1998년 당시는 수구파로부터 규탄을 받은 듯하나, 2004년으로 되자 디지털로 만화를 그리는 사람은 드물지 않게 되었고, 특히 성인 만화는 디지털로 그리는 것이 평범하게 되었다. '하이 엔드계'는 오쓰카 에이지가 1980년대 전반에 이끈 성인 만화의 뉴 웨이브 운동의 반복임과 동시에 세대 투쟁으로의 측면을 나가야마 가오루는 지적했으나, 결국 그 의의를 발표하지 못한 채 '운동'으로는 불발로 끝났으며, '하이 엔드계'(ハイエンド系)라는 용어도 쓰이지 않게 됐다.
더욱이 천주(天誅)라는 밴드가 1999년에 발표한 『하이 엔드 오타쿠』(ハイエンドオタク)라는 곡에서는 '로리콘 코믹스를 사기 위해 코믹마켓에 선다'(ロリコンコミックを買うためにコミケに並ぶ), '아키하바라에 가면 로리콘 애니메이션에 로리콘 게임 등 모든 것을 얻을 수 있다'(秋葉原に行けばロリコンアニメにロリコンゲームなどすべてが手に入る) 등, 당시 '하이 엔드계' 움직임을 지지한 '하이 엔드 오타쿠'의 가치관이 묘사돼있다.

#### 성인 만화의 수위가 더욱 높아지다
유해 코믹스 소동의 영향이 옅어지고, 디지털 작화의 보급으로 스크린 톤이나 수정을 마음껏 사용할 수 있게 돼(더욱이 인터넷의 보급으로 무수정 사진도 마음껏 볼 수 있게 됐다), 1990년대 말부터 성인 만화의 퀄리티가 올라갔고, 수위가 격해지기 시작했다. 성기 묘사의 향상에 관해 만화평론가인 시바타 다카히로(芝田隆広)는 이 시기의 성인 만화는 '검열 없음'(消しなし) 혹은 '검열 미소'(消し微小)였던 것으로 '종래의 "검열하는 것을 전제로 한 거친 그리는 법"을 하는 것이 허용되지 않았던 것과 함께 작가의 성기 묘사력도 비약적으로 향상됐고' 또 인터넷의 보급으로 '세상의 온 사람이 온 인종의 온 성기를 온 각도에서 동영상이든 정지 영상이든 간단히 입수하는 것이 가능하게 된' 것에 유래한다고 하며, 이를 '정보 혁명'에 빗대어 'TM-Revolution'(성기 혁명, ちんこまんこ革命）이라고 평했다.
『퓨어 걸』의 경쟁 갸루게지인 『메가 스토어』(メガストア)(코어 매거진(コアマガジン))은 『퓨어 걸』의 반대에 있었고, 매우 외설적이었다. 1999년, 『메가 스토어』의 증간으로 만화지 『코믹 메가 스토어』(コミックメガストア)(코어 매거진(コアマガジン))가 창간됐다. 이는 『핫 밀크』지의 형제지로 되나, 이 즈음에는 『핫 밀크』는 수위가 약해져 인기가 낮아졌고, 하드한 에로티시즘을 강점으로 해 인기를 얻은 『코믹 메가 스토어』와 교체되는 형태로 2001년에 휴간했다. 『핫 밀크』계인 『앨리스』계 로리콘 무크도 팔림새가 좋지 않게 됐고, 폐간과 신창간에 의한 지명 변경을 반복했고, 2003년에 종간했다. 집필했던 멤버는 『핫 밀크』 후계지인 『COMIC 메가 큐브』(COMICメガキューブ)나 『만화 반가이치』(漫画ばんがいち) 등으로 들어갔다. 『메가 큐브』는 2001년에 다케시타 겐지로(竹下堅次朗)가 성인 만화 데뷔를 했으나, 잡지의 기세는 강하지 않았고, 2003년에 휴간하게 됐다. 더욱이 코어 매거진 퇴직 후의 사라시나 슈이치로가 편집하고 후지와키 구니오(藤脇邦夫)의 협력 아래에서 1999년에 간행된 전연령 대상 앤솔러지 『큐트 플러스』(キュートプラス)(코어 매거진(コアマガジン), 'vol.1'이라고 돼있으나 2권 이후는 나오지 않았다)에서는 핫 밀크계의 다카오 우쿄(高雄右京), 『퓨어 걸』계의 홋케 우루후(ほっけうるふ), 『COMIC 쾌락천』(COMIC快楽天)계의 가쓰오마키 아사히(鰹巻あさひ) 그리고 하이 엔드계의 아이콘인 구로보시 고하쿠(黒星紅白) 등 각지에서 모인 '하이 엔드계'가 등장했으나, 결국 이 흐름은 코어에서는 이어지지 않았다(사라시나에 따르면 『전격 대왕』 등의 '성인 대상 소년 만화지'가 이 계보를 이었다고 한다).
『고케쓰지 일족』 시리즈의 그래피커인 무라타 렌지를 간판으로 앉히고, OKAMA나 도만 세이만(道満晴明) 등을 받아들인 '하이 엔드계' 성인 만화지의 최우익으로 여겨겨진 『COMIC 쾌락천』(COMIC快楽天)(와니매거진샤(ワニマガジン社)）지도 2003년 즈음부터 니시이오리(西安)나 LINDA 등을 전면으로 내는 하드한 성인 만화 잡지로 전직했다.

#### 아카네신샤의 진격(2002년)
2002년 10월, 『COMIC LO』(아카네신샤(茜新社))가 창간됐다. 창간호의 광고 문구는 '아이들입니다만, 뭔가요?'(子供ですが、何か？)이다. 표지 삽화 담당은 『끝없이 푸른, 이 하늘 아래에서』(果てしなく青い、この空の下で…。)(2000년)의 그래피커로 알려진 다카미치(たかみち)이다. 하이 엔드계의 왕도인 SH@RP(후에 『Steins;Gate』의 아티스트로 알려진다)와 RAITA(혼조 라이타(本庄雷太), 후에 『전장의 발큐리아』의 아티스트로 알려진다)가 창간호에 참가했다. 집필진도 『서몬나이트』의 동인지로 알려진 히우라 R(火浦R)(『COMIC LO』 2004년 6월호, Vol.6부터 참가) 등 '하이 엔드계'의 영향 하에 있는 젊은 작가가 많았으나, 네코겐(猫玄)이나 완얀 아구다 등의 실력파도 참가하는 등, '로리콘'이라는 콘셉트 이외의 부분에서는 꽤 풍부했다. 작풍도 꽤 센 능욕파인 가타기리 히노카(片桐火華)부터 일상의 연장으로 '이차러브'(いちゃラブ)를 그리는 나가쓰키 미소카(長月みそか)까지 꽤 풍부했다(더욱이 나가쓰키는 동시기에 일반지인 『망가 타임 키라라 캐럿』에서도 연재를 하고 있었으나, 『COMIC LO』 게재 작품과 『망가 타임 키라라 캐럿』 게재 작품에서 세계관을 바꾸지 않고 그렸다). 로리콘인 것은 확실했으나 2000년대 전반 당시 성인 만화의 주류와는 동떨어진 작풍이었던 우사쿤(うさくん)이 2005년 1월호(vol.9)부터 참가하는 등 꽤 도량이 넓은 잡지였다（더욱이 우사쿤은 『LO』 독자의 사랑을 받은 끝에 2007년 10월호부터 책 마지막의 개그 만화 『마코짱 그림일기』(マコちゃん絵日記) 담당으로 되었다. 이 작풍은 오히려 일반지 쪽이 적합했고, 우사쿤과 작풍이 비슷한 미즈사와 에쓰코(水沢悦子)라는 사람이 일반지에서 2009년부터 연재한 『하나 씨의 간단요리』라는 작품이 대히트를 쳤다).
한편, 같은 아카네신샤에서는 『히나캔』(ひな缶)이라는 롤리타계 앤솔러지가 2002년부터 간행됐고, 비슷하게 2002년부터 간행된 다른 롤리타계 앤솔러지 『고토리칸』(小鳥館)(아카네신샤(茜新社))의 작가를 받아들이는 형태로 2003년 11월에 월간지 『히나캔 Hi!』(ひな缶Hi!)(아카네신샤(茜新社))로 창간됐다. 표지의 담당은 『봄의 발소리』(はるのあしおと)(2004년)의 그래피커로 『컬러풀 퓨어 걸』（2003년 11월호)의 표지를 장식한 KIM치(KIMちー)이다. 『히나캔』은 '모에'에 전념했고, 하위문화의 분위기도 있던 『COMIC LO』와 전혀 분위기는 다르지만, '하이퀄리티 미소녀 H 코믹스'(ハイクオリティ美少女Hコミック)를 표방했고, 에로게 세대의 로리 만화 잡지라는 점은 같았다. 『컬러풀 코믹 퓨어 걸』지의 '연애&H 만재 하트풀 코믹스'라는 콘셉트를 계승했고, 마키타 요시하루(巻田佳春), 홋케 우루후(ほっけうるふ), 벤자민(ベンジャミン) 등, 몇 명의 작가가 『컬러풀 퓨어 걸』, 『컬러풀 코믹 퓨어 걸』에서 이적해왔다. 인터넷 삽화가(당시 'CG 네트워커스'(CGネットワーカーズ)라고 불렸다)에서 끌어들여진 마키타 요시하루를 비롯해 작가진은 기본적으로 디지털과의 친화성이 높았고, 『요이마치히메』(宵待姫)(2006년) 등의 그래피커로 알려진 미즈이 가오(瑞井鹿央)나 『길모퉁이 부랑제』(街角のブーランジェ)(2005년) 등의 그래피커로 알려진 아라키 가나오(あらきかなお) 등 집필진에는 에로게의 원화를 하던 자도 있었으나, 컴퓨터조차 가지고 있지 않았던 『COMIC ZIP』(프랑스 쇼인(フランス書院))계의 가게노 이리스(影乃いりす) 등 아날로그 세대부터 디지털 세대로의 과도기라는 점도 있어 어느 정도 폭이 있었다. 또, 당시 '전격 문고' 편집부의 미키 가즈마가 '하이 엔드계'로부터 삽화가를 끌어들였고, 2005년에 『작안의 샤나』의 코미컬라이즈로 발탁된 사사쿠라 아야토나 『꿈 같은 별 같은』(夢みたいな星みたいな)의 아라키 가나오 등 전격으로 끌어들여진 자도 많았다.
『히나캔 Hi!』는 7호까지 나오고 휴간했으며, 『comic 바닐라』(comicバニラ)(아카네신샤(茜新社))의 작가를 받아들이는 형태로 2004년에 『COMIC RIN』으로 리뉴얼했다. 표지는 이어서 KIM치이다. 『히나캔』 및 『COMIC RIN』은 로리 만화를 주로 게재하는 미소녀 만화 잡지라는 점에서 『COMIC LO』와 장르가 중복되는 부분이 있었지만, 편집 방침은 전혀 달랐고, 독자층도 집필진도 거의 겹치지 않았다. 단 교류는 있었고, 2008년에 『COMIC RIN』에서 데뷔한 쿠질락스(クジラックス)는 후에 『COMIC LO』로 이적했다.
『LO』보다 연령층이 높은 『히나캔』, 『COMIC RIN』에 반해 『LO』보다 더욱 연령층이 낮은 유치원생(페도필리아 만화)를 다루는 무크로서 2003년에 『엔제루』(園ジぇる)(아카네신샤(茜新社))가 창간됐다. 표지 담당은 당시 『쾌락천』의 주력이었던 니시이오리(西安)(본지에서는 하드한 18금 숙녀 만화를 주로 그리고 있었으나, 롤리타도 잘 그렸다)이다. 이카가와 시로(いかがわ四郎)나 기쿠라게(きくらげ) 등의 『COMIC LO』 집필 멤버도 참가했다. 특히 메다카 겐이치(目高健一)의 작품은 독자와 서점에 충격을 주었다(당시는 일반 서점에서도 이러한 서적의 취급을 하고 있었다). 아무래도 틈새시장이었고, 2006년에 발매한 9호로 종간했다. 최종호에서는 후계지의 구상을 암시했으나 결국 나오지 않았다. 『COMIC LO』에서 온 멤버는 그대로 『LO』로 돌아갔다. 또, 히카기 다쓰히코(緋鍵龍彦)는 전격으로 끌어들여졌다. 더욱이 2012년 즈음에 아마존 등의 주요 서점에서는 이러한 서적이 배제됐고, 발표의 장이 극히 한정되게 되었다.
여담으로, 아카네신샤는 당시 『호색 소년의 추천』(好色少年のススメ)이라는 쇼타콘 만화 무크도 냈다. 상술한 로리 만화 잡지와 공통으로 참가한 자는 사사쿠라 아야토나 네코겐(猫玄) 정도로, 그다지 작가는 겹치지 않았으나, 여성향이 아니라 명확히 남성향으로('오토코노코') 꽤 가까운 입지에 있었다.

#### 그 외의 흐름
도쿄산세이샤(東京三世社)는 2002년에 격월간 로리콘 만화 잡지 '코믹 미니몬'(コミックミニモン)(2002년-2006년)을 창간했다. 동시에 그때까지 창간됐던 로리콘 앤솔러지 『리틀 피어스』는 '코믹 미니몬'의 증간 잡지라는 취급으로 되었고, 서로 격월마다 간행됐다('미니몬'은 짝수 달, '리틀 피어스'는 홀수 달). 호리호네 사이조(ほりほねさいぞう)나 다마치 유키(たまちゆき) 등이 집필했고, 『리틀 피어스』의 흐름을 이어받은 하드한 지풍에는 일정 팬이 있었다. '코믹 미니몬'의 지풍은 구래의 '리틀 피어스'와 거의 같았으나, 그중 '리틀 피어스'는 무언가 주제가 있는 '특집호'라는 형태로 차별화되게 되었다. '코믹 미니몬'은 (말기 수개월만 비로리콘 만화 잡지인 '코믹 페로몬'(コミックフェロモン)으로 된 뒤) 2006년에 휴간했다. '리틀 피어스'도 동시기에 종간했다. 본디 능욕파였던 다마치 유키는 강간보다 합의한 성행위의 내용으로 작풍을 고쳤고, 『COMIC RIN』으로 이적했다. 더욱이 변태적인 성벽의 만화가 강점이던 도쿄산세이샤는 2008년 12월, 아마존이 '귀축계', '마약', '잔학', '식분' 등을 규제하는 것을 통지해 경영이 어렵게 됐고, 2009년에 만화에서 은퇴, 2010년에 도산했다.
아마토리아샤(あまとりあ社(구보 쇼텐(久保書店)))은 로리콘 앤솔러지의 『빈유 시리즈』(貧乳シリーズ)(1999년-2007년) 및 『페타 페티.』(ぺたふぇち。)(2008년-2014년)을 간행했다. 1998년에 휴간한 『레몬 피플』의 흐름을 이어받았고, 그림체는 꽤 느슨했으나 행위는 하드했다. 나가레보시 히카루(流星ひかる), 데루키 구마(てるき熊), 가니카니(かにかに), 호시노 후타(ほしのふうた) 등이 집필했다. 더욱이 호시노 후타나 데루키 구마는 도쿄산세이샤의 『리틀 피어스』, 『코믹 미니몬』에도 집필했고, 지풍은 비슷한 점이 있었다.
쇼분칸(松文館)은 로리콘 앤솔러지 '코믹 에로스맨'(コミックエロスマン)(2002년) '유녀○○'(幼女○○)(2004년-)등을 간행했다. 무라사와 히로시(邑澤広士)(Littlewitch의 그래피커로 『백일초화』(白詰草話)(2002년) 등에 참가), 시오노 에토로지(塩野干支郎次), 혼다 아루(翻田亜流, ほんだある) 등이 집필했다.
히트 출판사(ヒット出版社)는 『COMIC 소녀 천국』(COMIC 少女天国)（2002년-2008년) 및 『comic ino.』(2008년-2009년)을 간행했다. 『소녀 천국』은 아라키 아키라(あらきあきら)나 이누보시(犬星) 등이 주력으로 본가에 해당하는 COMIC 아훔(COMIC阿呍)에서 그리던 다쿠라 마히로(田倉まひろ) 등의 작가도 집필했다. 표지는 아라키 아키라가 담당했으나 후반기에는 이누부로(いぬぶろ)가 정착했고, 『ino.』도 이어서 이누부로가 표지를 담당했다. 『comic ino.』는 당초는 앤솔러지로 발매되었으나, 『COMIC 소녀 천국』의 폐간과 동시에 그 후계지로서 2008년 6월호부터 월간지로 간행되었다. 그러나 2009년 2월호로 휴간했다.

### 2010년대
『COMIC RIN』은 2012년에 휴간했고, 2013년에 『Juicy』（아카네신샤(茜新社))가 창간됐다. 표지 담당은 마쓰류(松竜)이다. 작가도 작풍도 『COMIC RIN』의 계보를 계승했고, '이차러브'가 메인이었다. 이미 일반지에서 활약하게 된 사사쿠라 아야토 등도 참가했다. 『COMIC RIN』은 판타지 로리콘 만화도 많았지만, 『Juicy』는 명확히 '여중생'을 주제로 했다. 2017년 4월호(vol.17)로 휴간했고, 『히나캔』에서 이어진 것은 끝나게 되었다.
또 2013년에는 '여고생'을 주제로 한 『COMIC 고』(COMIC高)(아카네신샤(茜新社))도 창간됐다. 퀄리티가 높은 작품이 눈에 띄고, 특히 『COMIC 고』 2017년 9월호(Vol.16)에서 데뷔한 하나사키 쓰쓰지(花咲つつじ, 오요코 야마아메(大横山飴))의 퀄리티는 독자에게 충격을 주었다（다나카 게이이치(田中圭一)는 '헤이세이의 야마모토 나오키'라고 평가했다). 본지는 2018년 11월호(Vol.30)로 휴간했다. 그 후, 후계지 『COMIC 아오하』(COMIC アオハ)(2019년-2021년)가 창간됐다.

#### 『COMIC LO』의 독주
한편, '로리콘 만화'라는 장르에서는 『COMIC LO』가 독주했다.

#### "로리콘 만화"의 새로운 터전
『COMIC LO』는 더욱이 '로리콘 만화'의 새로운 장르를 개척하기 위해 『LO』의 증간으로 실험적인 잡지도 간행했다.
2012년에 『COMIC LO』의 증간으로 『Girls forM』이 창간됐다. 창간호의 광고 문구는 '여자아이 상위.'(女の子上位。)이다. 여성 상위에 특화된 '마조히스트 대상' 잡지로 '오네쇼타'(おねショタ, 연상의 여성과 쇼타) 장르가 메인으로 꽤 연령이 있는 여자가 많고 로리콘 만화는 거의 없었으나, 로리콘 만화로는 '메스가키'(メスガキ, 건방지고 성적인 도발을 걸어오는 롤리타 캐릭터), '로리비치'(ロリビッチ, 음탕한 롤리타 캐릭터)라고 불리는 장르의 작품이 주로 게재됐다. 서큐버스 등 '이종족' 장르(생김새는 롤리타 캐릭터)도 눈에 띄며, 『Girls forM』 vol.10(2015년 10월호)에서 '로리바바'(ロリババア, 생김새는 롤리타 캐릭터이나 연령이 매우 높거나 노파와 같은 언동을 하는 롤리타 캐릭터)가 첫등장했다. 2019년에 발매한 vol.20으로 휴간했다.
로리콘 만화 중에서도 특히 '로리바바 만화'(ロリババア漫画)라고 불린 장르의 인기가 높아지자 2016년에는 『COMIC LO』의 증간으로 『에이엔무스메』(永遠娘)(아카네신샤(茜新社))가 간행고, 이는 호평을 받고 간행이 계속됐다. 2023년에는 유사지로 『로리바바 전문 앤솔러지 지요무스메』(ロリババア専門アンソロジー 千代娘)(잇스이샤(一水社))가 창간됐다.

### 2020년대
1980년대부터 동인의 주류였던 '에로틱 패러디'는 2010년대 후반에 들어서자 전자 서적의 일반화에 따른 전자 서적/동인 전송 사이트의 영향 확대도 있어 전송에 법적 리스크가 있는 에로틱 패러디가 아닌 오리지널을 그리는 사람이 늘었다. 단편을 전자로 읽는 것은 '상업지에 의한 전송'과 '동인 작가에 의한 전송'은 구별이 힘들었고, 후자 쪽이 작가의 이익이 크기에 동인 작가는 오리지널 작품을 상업으로 들고오지 않고, 동인으로 완결을 내게 되었다. 특히 '틈새시장'인 로리콘 만화는 이 영향을 여실히 받아들였고, 2020년대의 유일한 상업 로리콘지인 『COMIC LO』도 곤경에 허덕이게 되었다.

#### 『COMIC LO』의 격월간화(2023년)
『COMIC LO』가 2023년 8월호로 월간에서 격월간으로 되었다. 『LO』는 원고의 재촉을 하지 않는다（작가가 그린 것을 올리고, 다 그려지는 대로 게재된다. 적어도 네코단자쿠(猫男爵)는 편집부터 의뢰를 받아 그린 작품은 한 편도 없다고 전했다), 작가의 정착률이 좋지 않다, 상업만으로는 생활을 할 수 없게 된다(예를 들면 오쓰카 고토라(大塚子虎)는 『LO』 2019년 11월호에 게재한 것이 마지막 상업으로, 생활을 위해 동인으로 이행했다) 등과 같은 이유로 2020년대에 들어서자 원고가 부족한 경우가 많아졌다. 원고 모집의 공지에서는 '친절한 편집자', '고정 수입', 'LO 작가라는 스테이터스', '그저 단순히 즐겁다' 등 상업지인 『LO』에 게재되는 여러 메리트를 어필했으나, 작가에게는 그다지 메리트가 보이지 않았고, 만화를 그린다면 『LO』보다 동인 쪽이 자유롭고 더 돈을 벌 수 있으며 또 만화 이외에 skeb나 PIXIV FANBOX 등 작가가 독자적으로 수익화 가능한 툴도 정리돼있으니 어떻게든 하지 않으면 안 된다고 작가인 호리데이 야스미(堀出井靖水) 등도 호소했다. 그러나 개선되지 않았고, 『로리와 우리들의.』(ろりとぼくらの。)(2012년)의 히트로 『LO』를 대표하는 작가로 된 쿠질락스(クジラックス)의 최신작 『우타이테의 발라드』(歌い手のバラッド)(2015년-)도 『LO』 2020년 11월호에 게재된 '최종화'로 『LO』를 떠났고 동인으로 이행했다. 후지사카 릴릭(藤坂リリック)이나 오니즈카 나오시(鬼束直), 부동의 책 마지막의 우사쿤(うさくん), (다케시타 겐지로(竹下けんじろう)와 그림체가 같은) 네코단자쿠(猫男爵) 등 베테랑이 지면을 지지했으나, 호에 따라서는 원고 분량이 엷어지거나 2023년 5월호에 이르러서는 완전히 재록본으로 되는 등 곤경이 이어졌다.

## 서브 장르

### 로리콘 극화
'에로틱 극화'의 수법으로 '미소녀'가 그려진다. 1970년대 말부터 1980년대 초반에 걸쳐 유행했으나 현대인에게는 아무리 봐도 소녀로는 보이지 않는 경우도 많다.
로리콘 붐의 흐름을 받고 1980년 즈음부터 삼류 극화지도 로리콘 극화로 방향키를 틀고, 특히 삼대 에로틱 극화지 중 하나 『만화 에로제니카』(漫画エロジェニカ)(가이초샤(海潮社))는 나카지마 후미오(中島史雄), 무라소 슌이치(村祖俊一), 더티 마쓰모토(ダーティ松本), 다니구치 게이(谷口敬) 등을기용하는 등 재빨리 미소녀 노선으로 이행했다. 이를 기점으로 『만화 대쾌락』(漫画大快楽)(레몬샤(檸檬社))도 우치야마 아키(内山亜紀), 다니구치 게이(谷口敬), 무라소 슌이치(村祖俊一), 히노 요코(火野妖子), 고토 가스미(五藤加純), 마키무라 미키(牧村みき), 고스즈 히로미(小鈴ひろみ), 니시에 히로아키(西江ひろあき)를 기용했고, 또 가메와다 다케시(亀和田武)와 요네자와 요시히로(米沢嘉博)가 편집장을 맡은 자판기 전문 삼류 극화지 『극화 앨리스』(劇画アリス)(앨리스 출판(アリス出版)/미궁(迷宮))도 아즈마 히데오의 『부조리 일기』(不条理日記), 『루나틱』(るなてっく)을 연재했다. 이러한 작가들로부터 알 수 있듯, 단순히 '로리콘 극화'라고 해도 작풍은 폭넓었고, 1980년 즈음의 에로틱 극화지는 '로리콘 극화'와 '로리콘 만화'가 혼재했던 것이 많았다.
이후, 삼류 극화의 여성 캐릭터의 저연령화가 진행됐고, 1980년 즈음부터 1982년 즈음에 걸쳐 『만화 에롤리타』(漫画エロリータ), 『만화 성소녀』(漫画聖少女), 『만화 롤리타』(漫画ロリータ), 『극화 로리콘』(劇画ロリコン), 『극화 지퍼』(劇画ジッパー), 『코믹 히로코』(コミックひろこ)라는 로리콘 극화지가 난입했다. 로리콘 붐 덕으로 로리콘 극화지가 난입할 수 있었기에 유부녀 전문 에로틱 극화가에게 로리콘 극화를 집필시키는 등 게재 작품은 그다지 질이 좋다고 할 수 는 없고, 대부분은 창간 후 바로 폐간으로 되었다.
1982년 이후에는 '로리콘 만화지'의 창간 러시가 일어났고, '미소녀'를 그릴 수 있는 로리콘 극화가의 대부분은 로리콘 만화지로 이행했다. '미소녀'를 그릴 수 없었던 자도 열심히 그림체를 고쳐 이행한 자도 적지 않다.
'로리콘 극화'가 만들어낸 주요 작품으로는 『만화 에로스』(漫画エロス)(쓰카사 쇼보(司書房))에서 연재된 마루오 스에히로(丸尾末広)의 『소녀춘』(단편은 1981년, 연재판은 1983년-1984년)이 있다. 본작은 순전한 포르노그래피라고 하기보다는 1970년대 말부터의 '삼류 극화 움직임'(三流劇画ムーブメント)의 흐름을 이어받은 작가성이 강한 작품으로, 연재 당시부터 하위문화의 문맥으로 평가됐고, 1984년에 『월간만화 가로』로 유명한 세이린도(青林堂)에서 단행본이 간행됐고, 열광적인 지지자를 배출했다(본작은 2025년 현재도 단행본을 입수 가능하나, 현행 세이린코게이샤(青林工藝舎)판의 내용은 약간 수정돼있다). 또, 1990년 후반의 귀축계 붐에 타 재평가된 하야미 준(早見純) 등 후세에 하위문화의 문맥으로 평가된 로리콘 극화의 작가도 몇명 존재한다.

### 로리바바 만화
'로리콘 만화'의 수법으로 '미소녀'가 그려진다. 이로 인해 소녀로 보이나, 설정상의 연령은 높다. 소녀의 모습을 한 채로 장수했거나, 영원히 살고 있거나, 실체를 가지지 않는 존재가 임시로 소녀의 모습을 하고 있거나 하는 등으로 짜진다. 로리바바는 말투의 늙음을 드러내기 위해 어미에 '～じゃ'(~자), '～のじゃ'(~노자) 등을 붙이는 것이 전형적이기에 '노자로리'(のじゃロリ)라고도 한다.

### 로리비치 만화
'메스가키 만화'(メスガキ漫画)라고도 한다. 음탕한(ビッチ) 롤리타인 것이다. 보통 남성보다 상위에 있고, 남성을 낮게 본다.

### 푸니로리 만화
'둥글고 탄력 있는 유아 체형의' 즉, '푸니'(ぷに)한 로리 만화이다.
주의할 점은 생김새가 '푸니'하다고 해서 반드시 '롤리타'인 것은 아니다. 예를 들면 1990년대의 푸니 캐릭터의 대표 예시인 『마도전기』, 『뿌요뿌요』 시리즈의 주인공인 아르르 나쟈는 『마도 이야기 I』(魔導物語I)(1996년)이나 『마도 이야기 하나마루 대유치원아』(魔導物語 はなまる大幼稚園児)(1996년)에서는 6세로 '푸니로리'(ぷにロリ)이나, 『마도 이야기 II: 아르르 16살』(魔導物語II ～アルル16才～)(1994년)에서는 16세로, 생김새는 '푸니'여도 '롤리타'는 아니다. 특히 『마도전기』 시리즈에서 아르르는 게임의 장면에 따라서 '푸니'하거나 '장신'이거나 하는 등 생김새 상의 등신이 크게 변한다. '푸니'에 이러한 다양성이 있는 것은 1990년대 초반의 SD 캐릭터의 붐이 컸고, 이 시기에는 『금붕어 주의보!』(きんぎょ注意報!)(1989년-1993년, 애니메이션판은 1991년) 등 장면에 따라서 등신이 크게 바뀌는 작품이 많이 제작되었다.

### 로리 쇼타 만화(임피오)
'롤리타'와 '쇼타로'로 이루어진다. 주로 초등학생부터 중학생 정도의 소년 소녀를 대상으로 하고, 아이들끼리의 동성애(백합이나 BL)는 포함하지 않는다. 인터넷 속어로는 '임피오'(インピオ)라고도 불린다. 이 속어는 2003년에 익명 게시판 '2ch'의 반각 2차원판(半角二次元板)에 투고된 '아이들끼리 엣치하고 있는 사진'(子供同士でえっちしちゃってる画像)이라는 제목의 스레드가 초출이나, 문헌상의 초출은 『COMIC LO』 2013년 12월호, 나카무라 간코(中村カンコ) 『임피오』(いんぴお)이다.
확인되는 제일 오래된 임피오 작품은 '어른과 이웃한 아이들의 성' 등을 주제로 한 가와모토 고(川本コオ)의 작품집 『현대 만화가 자선 시리즈 27·블루 섹스』(現代漫画家自選シリーズ27・ブルーセックス)(세이린도(青林堂)·1973년)에 수록된 '와스레나바시'(忘れな橋), '신 계절'(すっぱい季節), '소녀가 있는 풍경'(少女のいる風景)의 3편이다. 이 작품들은 아이들의 잔혹성이나 사춘기의 심신 변화를 향수를 일으키게끔 그린 서정파 작품이고, 오다 미쓰오(小田光雄)는 '아이들이나 소년의 눈을 통해 그려진 젠더를 마지못해 노출되어가는 소녀의 모습, 말하자면 "남자아이"가 본 "여자아이"의 원초적 이미지'를 그린 작품이라고 평가했다. 또 후루카와 마스조(古川益三)가 『월간 만화 가로』(세이린도(青林堂)) 1973년 2월호에서 발표한 『보랏빛 전설』(紫の伝説)(5장 그 1)에서도 시골을 무대로 한 아이들끼리의 성행위가 서정적인 문체로 향수를 일으키게끔 그려져있다.
그러나 본작은 에로틱 극화지가 성립하기 이전에 그려진 것으로, 장르로는 극화의 수법을 들인 '청년 만화'이고, 직접적인 성 묘사는 그려지지 않았다. 이후, 에로틱 극화지에서 임피오가 그려지는 일은 거의 없었으나, 나카지마 후미오(中島史雄)가 '오네로리'(おねロリ, 연상의 여성과 롤리타)의 원조적 작품인 로리콘 극화 『유녀와 소녀가 몬칫치』(幼女と少女がもんちっち)를 1979년에 발표한 이후, 아이들끼리의 직접적인 성행위를 그린 확실한 임피오 작품이나 백합 작품을 차차 발표하게 된다.
단, 후속 작가나 작품은 나타나지 않았고, 야마구치 미유키(やまぐちみゆき)는 4컷 형식의 로리콘 만화 『장난꾸러기 구미짱』(おふざけクミちゃん)(뱌쿠야 쇼보(白夜書房)·1989년)에서 '아이들끼리의 동성애(백합)를 좋아하는 층은 있으나, 어째서인지 임피오적인 커플링을 좋아하는 층은 적다'라는 뜻을 전했다. 그런 가운데 『만화 핫 밀크』(漫画ホットミルク)(뱌쿠야 쇼보(白夜書房)) 1990년 11월호부터 다누마 유이치로(田沼雄一郎)가 『SEASON』을 연재하게 된다(중단 기간을 거쳐 1998년 5월호까지 연재). 이는 초등학생끼리의 연애와 성을 서정적으로 그린 장편 작품으로, 만화평론가인 나가야마 가오루(永山薫)는 '소년 만화적인 문체로 사춘기의 마음과 신체를 그렸다', '로리콘 만화나 성인 만화라는 장르적 시점을 넘어버린 희한한 사례'라고 평가했다.
그 후, 후지코 후지오의 계보를 잇는 그림체로 아이들끼리의 성행위를 팝하게 그린 호시노 후타(ほしのふうた), 소프트 능욕(SM)이 메인인 다마치 유키(たまちゆき), 풀 컬러로 소년 소녀의 담백한 연애를 그린 러슬(らする)(동인 서클 'MIEOW' 주재) 등 '임피오계'(インピオ系)라고 불리는 작가군이 나타나기도 했으나, 임피오가 하나의 큰 장르로 확립되는 일은 없었고, 로리계 앤솔러지 『빈유 시리즈』(貧乳シリーズ)(아마토리아샤(あまとりあ社), 1999년-2007년)이나 『페타 페티.』(ぺたふぇち。)(아마토리아샤(あまとりあ社), 2008년-2014년)에서 아이들끼리의 성행위를 다룬 단발 작품이 조금씩 보이는 정도였다.
형세가 바뀌기 시작한 것은 2010년대부터로, 기도 무이치(綺堂無一)나 다카하시 노트(タカハシノヲト) 등 임피오 자체를 콘셉트로 한 단행본 한 권을 통째로 내놓는 작가가 등장하게 되었다. 또 로리 전문 작가는 아니지만, 기이로이 다마고(きいろいたまご)(단행본 『성춘 홀릭』(性春ホリック))나 40010 시작형(40010試作型)(단행본 『프로토타입 롤리타』(プロトタイプロリータ) 수록 '내 이웃 소마 씨'(僕の隣の相馬さん) 시리즈) 등 『COMIC LO』에서도 임피오를 다루는 작가가 늘어났다.
그저, 그럼에도 '임피오계'라고 불리는 작가는 결코 많지 않았고, 현재까지 임피오를 다룬 전문지도 간행되지 않았다. 일반적인 성년지에서 등장하는 성행위 상대도 의연한 어른이 대부분이고, 잠재적인 수요는 있지만 틈새인 마이너 장르임이 계속되고 있다.

### 페도필리아 만화
로리콘 만화보다 더욱 연령이 낮다. '로리콘 만화'보다 더욱 틈새시장이며, 대부분의 서점에서는 취급하지 않는 등 배포 경로도 한정돼있다. 2000년대에는 전문지 『엔제루』(園ジぇる)가 간행됐고, 아마존 등의 대규모 인터넷 서점에서도 취급했으나, 2012년 즈음에 판매 페이지가 사라져버렸다.

## 초기 로리콘 만화와 타 장르의 관계
애니메이션계에서는 1977년에 방송된 『여왕폐하 쁘띠안제』, 1982년에 방송된 『요술공주 밍키』, 1983년에 방송 개시된 피에로 마법소녀 시리즈(ぴえろ魔法少女シリーズ) 『천사소녀 새롬이』를 비롯해 '큰 친구들'(大きいお友達, 아동 대상 기호물 오타쿠인 성인 및 청년)이라고 불리는 시청자층이 여아 대상 애니메이션에 유입되게 되었다. 1984년 여름에는 나카지마 후미오(中島史雄) 원작 성인 애니메이션 『새끼고양이가 있는 가게』(仔猫ちゃんのいる店)가 원더 키즈(ワンダーキッズ)에서 발매됐고, 이어서 페어리 더스트(フェアリーダスト)에서는 미소녀 애니메이션의 금자탑이라고 불리는 『크림레몬 파트 1 비 마이 Baby』(くりぃむレモン パート1 媚・妹・Baby)(파트 3 『SF·초차원 전설 RALL』(SF・超次元伝説ラル)과 파트 10 『STAR TRAP』에서는 『시벨』 출신 가즈나 게이(計奈恵)와 고노마 와호(孤ノ間和歩)도 원작·캐릭터 디자인·작화 감독 등으로 제작에 참가했다)가 릴리스됐다. 이렇게 만화·애니메이션·잡지·동인지·비디오 게임·SF 컨벤션·삼류 극화·관능 소설·러브 코미디·OVA·로리타 비디오·로리콘 숍(ロリコンショップ)·소녀 누드 사진집으로 걸쳐진 복합적인 흐름이 로리콘 붐으로 형성됐다.
이 흐름은 미소녀 게임 업계에도 영향을 끼쳤고, PSK에서는 아즈마 히데오풍의 그림체를 채용한 에로게 『롤리타』(ロリータ)(1982년 12월)이나 『이상한 나라의 앨리스』를 모티브로 한 어드벤처 게임 『ALICE』(1984년 7월)이 릴리스됐고, 해당 시기에는 에닉스(현·스퀘어 에닉스)에서도 『마리짱 위기 일발』(マリちゃん危機一髪)(1983년 2월 발매. 다이내믹 프로의 마키무라 다다시(槙村ただし)가 원화 담당)이나 엽기적인 상황을 많이 쓴 『롤리타 신드롬』(ロリータ・シンドローム)(1983년 10월 발매. 학습 만화로 알려진 모치쓰키 가쓰미(望月かつみ)가 제작했다. 1985년 3월에 코에이에서 발매된 후편 『마이 롤리타』(マイ・ロリータ)는 전작을 웃도는 과격함으로 에닉스에서 판매 거부당했다)과 같은 화제작·문제작도 릴리스됐고, 모두 좋은 매출을 기록했다.
로리콘 만화의 '미소녀=롤리타'라는 이미지는 만화나 애니메이션의 수용 연령층의 상한이 확대된 것으로 나타난 '만화·애니메이션풍의 귀여운 그림체로 섹슈얼한 만화를 읽고 싶다'라는 '극화에 반해 열세했던 데즈카계 만화체의 복권 운동의 아이콘'으로 추대된 것에 불과하고, 따로 로리콘만이어야 할 필요성도 없었으나, 당시 출판 업계·사진 업계에서는 로리콘 붐의 실질적인 주모자로 된 야마키 다카오(山木隆夫) 촬영 『Little Pretenders 작은 새침떼기들』(Little Pretenders 小さなおすまし屋さんたち)(밀리언 출판(ミリオン出版)/1979년 1월)이나 이시카와 요지(石川洋司) 촬영 『les Petite Fees 유럽의 작은 요정들』(les Petite Fees ヨーロッパの小さな妖精たち)(세분샤(世文社)/같은 해 11월)과 같은 소녀 누드 사진집이 대유행했고, 발행처에게 있어서도 팔기 쉬운 네이밍이자 현재의 '모에'에 상당하는 말의 부재로 '로리콘'이라는 호칭이 미소녀 작품 전체를 집약·포괄하는 광고 문구로 편의적으로 사용되었다고 보여진다. 이에 관해 시미즈 가즈오(志水一夫)는 '로리콘'이라는 말이 애니메이션 잡지에서 처음 클로즈업된 요네자와 요시히로(米沢嘉博)의 기사 '아픈 사람을 위한 만화 고현학·제1회/롤리타 콤플렉스'(病気の人のためのマンガ考現学・第1回／ロリータ・コンプレックス)(미노리 쇼보(みのり書房) 『월간 OUT』(月刊OUT) 1980년 12월호 게재)에서 의미가 애매한 채 '로리콘'이라는 말만이 세상에 퍼진 결과, 본래의 '로리콘'과는 다른 대상까지도 '로리콘'이라고 불리게 된 상황이 생겨났다고 지적했다.

## 20세기의 주요 로리콘 만화 잡지
- 『월간 YOUNG KISS』(月刊YOUNG KISS)(잇스이샤(一水社))
- 『레몬 피플』(レモンピープル)(아마토리아샤(あまとりあ社))
- 『프티 애플 파이』(プチアップル・パイ)(도쿠마 쇼텐)
- 『COMIC 캐럿 DX』(COMIC キュロットDX)(셀프 출판(セルフ出版))
- 『만화 부릿코』(漫画ブリッコ)→『만화 핫 밀크』(漫画ホットミルク)→『코믹 메가 큐브』(コミックメガキューブ)→『코믹 메가 플러스』(コミックメガプラス)→『코믹 0EX』(コミック0EX)→『코믹 메가 밀크』(コミックメガミルク)→『코믹 핫 밀크』(コミックホットミルク)[100](셀프 풀판(セルフ出版)→뱌쿠야 쇼보(白夜書房)→코어 매거진(コアマガジン))
- 『코믹 마르가리타』(コミックマルガリータ)(가사쿠라 출판사(笠倉出版社))
- 『PETIT 판도라』(PETITパンドラ)(잇스이샤)
- 『멜론 COMIC』(メロンCOMIC)(비디오 출판(ビデオ出版))
- 『이케나이 COMIC』(いけないCOMIC)(뱌쿠야 쇼보(白夜書房))
- 『괴기와 환상 메디움』(怪奇と幻想 メディウム)(도쿠마 쇼텐)
- 『페퍼민트 COMIC』(ペパーミントCOMIC)(니혼 출판사(日本出版社))
- 『앨리스 클럽』(アリスくらぶ)(군유샤(群雄社)/다이요 도서(大洋図書))
- 『월간 COMIC 롤리팝』(月刊COMICロリポップ)(가사쿠라 출판사)
- 『멜티 레몬』(メルティ・レモン)(하쿠센샤)
- 『홀리데이 COMIC』(ホリディCOMIC)(밀리언 출판(ミリオン出版))
- 『펌프킨』(パンプキン)(뱌쿠야 쇼보)
- 『COMIC 모모』(COMICモモ)→『로리콘 KISS』(ロリコンKISS)→『월간 COMIC 로리 터치』(月刊COMICロリタッチ)→『코믹 Beat』(コミックBeat)(도쿄산세이샤(東京三世社))
- 『만화 튤립』(まんがチューリップ)→『코믹 튤립』(コミックチューリップ)(다이리쿠 쇼보(大陸書房))
- 『미소녀 증후군』(美少女症候群)(퓨전 프로덕트(ふゅーじょんぷろだくと))
- 『하프 리터』(ハーフリータ)(쇼분칸(松文館))
- 『이치고 다이후쿠』(いちごダイフク)(쇼분칸)
- 『이치고 미루쿠』(イチゴみるく)→『COMIC 포푸리 클럽』(COMICポプリクラブ)(다이요 쇼보(大洋書房)→신유샤→맥스(マックス))
- 『리플렉스』(リフレックス)(뱌쿠야 쇼보)
- 『펠리컨 하우스』(ペリカンハウス)(쓰카사 쇼보(司書房))
- 『라즈베리 요구르트』(らずべりーヨーグルト)(소류샤(蒼竜社))
- 『페어리 더스트』(フェアリーダスト)(ABC 출판(ABC出版))
- 『캔디 COMIC』(キャンディCOMIC)(니혼 출판사)
- 『코믹 점보』(コミックジャンボ)(도엔 쇼보(桃園書房))
- 『COMIC 앗토테키』(COMICアットーテキ)(고사이 쇼보(光彩書房))
- 『만화 핫팬츠』(漫画ホットパンツ)(프롬 출판(フロム出版))
- 『코튼 클럽』(コットンクラブ)(도쿄산세이샤)
- 『COMIC 맘모스 클럽』(COMICマンモスクラブ)(세븐 신샤(セブン新社))
- 『영 레몬』(ヤングレモン)(아마토리아샤(あまとりあ社))
- 『월간 코믹 플라밍고』(月刊コミックフラミンゴ)(미와 출판(三和出版))
- 『COMIC 레몬 클럽』(COMICレモンクラブ)(니혼 출판사(日本出版社))
- 『만화 YOUNG 비타민』(漫画YOUNGビタミン)(다쓰미 출판(辰巳出版))
- 『코믹 랜드』(コミックランド)(다이요 쇼보)
- 『COMIC 대시』(COMICダッシュ)(다쓰미 출판)
- 『영 힙』(ヤングヒップ)(와니매거진샤(ワニマガジン社))
- 『COMIC 피치 파이』(COMICピーチパイ)(잇스이샤)
- 『코믹 하나 이치몬메』(コミック花いちもんめ)(메디악스(メディアックス))
- 『COMIC 파피포』(COMICパピポ)(프랑스 쇼인(フランス書院)/코믹 하우스(コミックハウス))

## 여명기의 로리콘 잡지
여기서는 『시벨』(1979년) 이외의 주요 로리콘 동인지 등을 열거한다.
『아이리스』(愛栗鼠)
히루코가미 겐(蛭児神建)(당시 20세)가 C10(1978년 겨울 코믹마켓)에서 배포한 일본 첫 로리콘 동인지. 1978년 12월 창간호 삐삐(ピピ)의 호만. 히루코가미의 동인 서클인 앨리스 매니아 집단·캐롤하우스 출판부(アリスマニア集団・キャロルハウス出版部)가 발행했다. 수십 부 정도의 복사지(히루코가미조차 현물을 소지하고 있지 않다)이자 동시에 성적 요소가 적은 문예지이기 때문인지 『시벨』 정도로 크게 화제로 되지 않았다. 데즈카 오사무 『바다의 트리톤』(海のトリトン)의 삐삐(ピピ)를 비롯해 마쓰모토 레이지 원작 텔레비전 애니메이션 『우주해적 캡틴 하록』에 등장하는 마유(まゆ) 등 여러 유녀 캐릭터가 거론돼있다. 표지의 컬러 부분은 손수 칠한 것이다. 1978년 12월 17일 발행. 44페이지.
『롤리타』(ロリータ)
『아이리스』 임시 증간호로 히루코가미 겐(蛭児神建)이 C11(1979년 봄의 코믹마켓)에서 배포한 '불건전 로리콘 문예지'이다. 같은 해 7월의 2호로 휴간했다. 『시벨』과 협력 관계를 맺고, 아즈마 히데오, 오키 유카오(沖由佳雄), 고노마 와호(孤ノ間和歩)가 원고나 삽화를 기고했다. 시미즈 가즈오(志水一夫)는 '읽을거리 있고 만화 있고 캐릭터 누드 있는 정확히 현재 거의 모든 로리콘지의 선구'라고 평가했다. 앨리스 매니아 집단·캐롤하우스 출판부(アリスマニア集団・キャロルハウス出版部) 발행.
『소녀 앨리스』(少女アリス)
앨리스 출판(アリス出版)이 1979년 6월 즈음부터 1981년 6월까지 간행했던 자판기 책이다. 창간 편집장은 앨리스 출판 초대 사장인 고무카이 히토미(小向一実)이다. 2대 편집장은 로리콘 붐의 주모자로 여겨지는 가와모토 고지(川本耕次)이다. 통권 25호로 종간됐다. 로리콘을 주제로 한 잡지의 제1호로 '소녀의 치부와 귀여움을 원하는 앨리스 소녀 애호가를 위한'(少女の恥部とかわいらしさを求めるアリスの少女愛好家のため) 잡지를 표방했고, 최전성기인 1980년 8월에는 자판기 잡지로 파격적인 5만 부의 매상을 올렸다. 본지는 1982년에 롤리타지로 전향한 뱌쿠야 쇼보(白夜書房) 발행의 『헤이!버디』(ヘイ!バディー)에 앞서 간행된 미소녀 종합 월간지이나, 메인인 누드 그라비아 모델은 전부 18세 이상이고, 실제 소녀 누드는 일체 취급하지 않는 이른바 '유사 롤리타지'(疑似ロリータ誌)였다. 그러나 '당시, 딸의 교복을 빌린 것처럼 느껴지는 중년 여성이 세일러복 모습으로 웃고 있는 것이 평범했던 자판기 책 업계에 있어서 아마 실제 십대 소녀가 등장하는 몇 안되는 종합 화보'(사이타 이시야(斉田石也) 왈)이기도 했다고 전해진다.
『AMA』
1979년 12월 창간했고, 81년 7월의 제4호로 종간됐다. 도쿄 애니메니아 아미(東京アニメニア・アーミー) 발행. 『기동전사 건담』의 성인 대상 동인지이다. 남성향 애니메이션 패러디지의 효시로 알려진다.
『로터리』(ロータリー)
1980년 7월에 창간됐다. 1989년 여름 코믹마켓 시점에 27호이다. 로터리 클럽(ロータリークラブ)이 발행했다. 어느 디자인 학교의 학생이 『시벨』을 보고 비슷한 동인지의 발행을 노려 발행한 것이다. 1981년 여름 코믹마켓의 로리콘 팬 대상 잡지의 대량 출현의 계기가 되었다.
『클라리스 광전지 클라리스 MAGAZINE』(クラリス狂専誌 クラリスMAGAZINE)
1980년 8월에 창간됐고, 같은 해 12월의 2호로 휴간했다. A·W·S·C 내 클라리스 매거진 편집실(クラリスマガジン編集室)이 발행했다. 사에구사 준(さえぐさじゅん)의 『루팡 3세: 칼리오스트로의 성』의 비음란 동인지이다. 로리콘 팬 대상 만화의 중심으로서 코믹마켓에서 인기를 떨쳤으나, 증쇄 시의 미발송 문제(서클 관계자가 아닌 재판매 시의 관계자의 불상사)로 재판매 예약을 받은 『애니멕』(アニメック)지를 둘러싼 '동인지 사상 최대 사기 사건'(同人誌史上最大の詐欺事件)으로 불리는 '클라리스 매거진 사건'(クラリスマガジン事件)을 일으켰다.
『유녀 기호』(幼女嗜好)
1980년 9월에 창간된 과격파 로리콘 문예지이다. 헨시쓰샤(変質社, 히루코가미 겐(蛭児神建))가 발행했다. 4호로 종간됐다. 주로 유녀간을 주제로 한 엽기적인 관능 소설이나 삽화·만화로 구성됐다. 표지의 유녀는 『기동전사 건담』에 등장하는 키카 기타모토(キッカ・キタモト)이다. 또 『로리콘 대전집』(ロリコン大全集)(군유샤 출판(群雄社出版)·1982년)에서는 출장판도 게재돼있다. 1981년 겨울의 C19에서 배포된 『SM 롤리타』(SMロリータ)는 히루코가미가 '떨어질 곳까지 떨어져주마'라는 생각으로 만든 임시 증간호이다.
『닌교히메』(人形姫)
1980년 12월에 창간됐다. 서커스 매드 캡슐(サーカスマッドカプセル)(센노 나이프(千之ナイフ)나 하리켄 류(破李拳竜)가 중심인 서클)에서 발행됐다. 소녀 사이보그나 피그말리온 콤플렉스(ピグマリオンコンプレックス)를 주제로 한 동인지이다. 후에 『레몬 피플』(レモンピープル)의 주력 작가진으로 『레몬 피플』의 여명기를 지지했다.
『논키』(のんき)
1980년 12월에 창간됐다. 귀축계·료나의 원조적 존재인 히로모리 시노부(洋森しのぶ, 현·미야스 논키(みやすのんき))가 주재했다. 오토보케 기획(おとぼけ企画) 논키 편집실(のんき編集室)이 발행했다. 애니메이션 캐릭터의 누드를 주제로 한 동인지로 창간호는 『기동전사 건담』의 걸즈 특집, 2호는 세일러 마스(セイラ・マス) 특집, 3·4호는 로리콘 특집으로 되어있다. 1982년 12월까지 5호를 간행했다. 당시로는 과격한 내용으로 인쇄소가 자주 회소했다고 전해진다.
『빨간 책』(赤本)
야오이 서클 'FOX' 대표가 검은 책 『시벨』에 대항해 1981년 봄 즈음에 발행한 남성향 동인지이다. 주요 소재는 당시 일부 여성에게 인기가 있던 텔레비전 애니메이션 『초전자머신 볼테스 V』, 『투장 다이모스』(闘将ダイモス), 『J9 시리즈』(J9シリーズ) 등이다. 가즈나 게이(計奈恵)에 따르면 '처음 본 여류 작가의 남성향 동인지'였다고 전했다. 『빨간 책』 완성 직후 『시벨』의 종간을 알게 된 제작자 여성은 '검은 책이 화제여서 남성향으로 도전하고자 "소문의 빨간 책"을 만들었는데 시벨이 해산돼버리는구나'라고 쓴웃음을 지었다고 전해진다.
『비너스』(ヴィーナス)
1981년 5월에 창간됐고, 같은 해 11월 제3호로 종간됐다. 문 라인 제작실(ムーンライン製作室)이 발행했다. '애니메이션 여성 캐릭터 누드 전문지'(アニメ女性キャラクター・ヌード専門誌)를 주장했다. 1981년 여름 코믹마켓의 로리콘 팬 대상 만화의 대량 출현의 계기를 만들었으나, 당시로는 과격한 내용으로 인쇄소가 자주 회수했다고 전해진다.
『쁘띠안제 전문지 안제』(プティアンジェ専門誌 アンジェ)
1981년 겨울 코믹마켓에서 히루코가미 겐(蛭児神建)이 창간한 『여왕폐하 쁘띠안제』의 애니메이션 패러디 동인지이다. 히루코가미의 인파가 총동원됐고, 아즈마 히데오, 오키 유카오(沖由佳雄), 미타카 고이치(三鷹公一), 하리켄 류(破李拳竜), 고노마 와호(孤ノ間和歩) 등 전 시벨 편집부나 서커스 매드 캡슐 등의 인기 서클이 대집결했다. 전 104페이지이다.
『프티 판도라』(プチパンドラ)
히루코가미 겐(蛭児神建) 편집 몽드계 로리콘 만화 잡지(잡지 코드가 잡히지 않기에 정확히는 무크)이다. 1984년부터 1987년까지 전 12권을 간행했다. 잇스이샤(一水社)가 발행했다. 광고 문구는 '어차피 아류지 다 함께 레밍'(どうせ亜流誌 みんなでレミング)이다. 저명한 애독자로 『달의 요정 세일러문』 원작자인 다케우치 나오코가 있다. 주요 집필진은 신다 마네(新田真子), 오키 유카오(沖由佳雄), 만지 다쓰야(万寺タツヤ), 아마미야 준(雨宮じゅん), 모리야마 도(森山塔), 오비 히로시(帯ひろ志), 야마구치 미유키(やまぐちみゆき)이다.

## 참고 문헌

### 단행본·무크
- 요네자와 요시히로(米沢嘉博) (2010년 4월 22일), 《전후 에로 만화사(戦後エロマンガ史)》, 세이린코게이샤(青林工藝舎)(담당자: 아사카와 미쓰히로(浅川満寛))
- 나가야마 가오루(永山薫) (2014년 4월 10일), 《증보 에로 만화 스터디스 '쾌락 장치'로의 만화 입문(増補 エロマンガ・スタディーズ「快楽装置」としての漫画入門)》, 지쿠마 문고(ちくま文庫), 지쿠마 쇼보(筑摩書房)
- 히루코가미 겐(蛭児神建) 책임 편집·감수 『로리콘 대전집』(ロリコン大全集) 편집 발행: 군유샤 출판 주식회사(群雄社出版株式会社)/발매: 도시토세이카쓰샤(都市と生活社) 1982년 5월 31일[c]
- 다카쿠와 쓰네히로(高桑常寿) + 퓨전 프로덕트(ふゅーじょんぷろだくと) 엮음 『로리콘 백서―로리콘 동인지 베스트 집성』(ロリコン白書―ロリコン同人誌ベスト集成) 편집 발행: 엔드리스 기획(エンドレス企画)/발매: 뱌쿠야 쇼보(白夜書房) 1982년 7월[d]
- 별책 다카라지마(別冊宝島) 104 『오타쿠의 책』(おたくの本) JICC 출판국(JICC出版局) 1989년 12월
  - 쓰치모토 아리코(土本亜理子). “로리콘, 니지콘, 인형애―가공의 미소녀에게 맡겨진 공동 환상(ロリコン、二次コン、人形愛―架空の美少女に託された共同幻想)”. 《별책 다카라지마(別冊宝島)》 (JICC 출판국(JICC出版局)) 104: 102-115.
- 아즈마 히데오 『밤의 물고기』(夜の魚) 오타 출판(太田出版)(오타의 COMICS 예술 만화 총서(太田COMICS 芸術漫画叢書)) 1992년 9월(담당자: 오쓰카 에이지(大塚英志))[129][e]
- 다쓰미 출판(辰巳出版) 『동인 만화 대백과』(同人漫画大百科) 1992년 10월
  - 요네자와 요시히로(米沢嘉博); 모리노 우사기(森野うさぎ). “동인 만화가 인터뷰 모리노 우사기(同人漫画家インタビュー 森野うさぎ)”. 《동인 만화 대백과(同人漫画大百科)》: 114-117.
  - 요네자와 요시히로(米沢嘉博). “동인지의 역사(同人誌の歴史)”. 《동인 만화 대백과(同人漫画大百科)》: 122-127.
- KK 베스트셀러스(KKベストセラーズ) 『베스트 책 3 SEXY 코믹스 대전―만화로 '뽑는' 시대가 찾아왔다!』(ベストの本3 SEXYコミック大全―マンガで「抜く」時代がやってきた!) 1998년 8월
  - 요네자와 요시히로(米沢嘉博). “약사·에로와 만화의 긴밀한 관계(略史・エロとマンガの密やかな関係)”. 《베스트 책(ベストの本)》 3: 22-27.
- 오쓰카 에이지(大塚英志) + 사사키바라 고(ササキバラ・ゴウ) 『교양으로의 〈만화·애니메이션〉』(教養としての〈まんが・アニメ〉) 고단샤 〈고단샤 겐다이신쇼〉(講談社現代新書) 2001년 5월
- 아즈마 히로키 편저 『망상 언론 F개―포스트모던 오타쿠 섹슈얼리티』(網状言論F改―ポストモダン・オタク・セクシュアリティ) 세이도샤(青土社) 2003년 1월
  - 다케쿠마 겐타로(竹熊健太郎) '오타쿠 제1세대의 자기 분석―어디까지나 개인적 입장에서'(オタク第一世代の自己分析―あくまで個人的立場から)
- 사사키바라 고(ササキバラ・ゴウ) 『〈미소녀〉의 현대사―'모에'와 캐릭터』(〈美少女〉の現代史―「萌え」とキャラクター) 고단샤 〈고단샤 겐다이신쇼〉(講談社現代新書) 2004년 5월
- 요시다 마사타카(吉田正高) 『2차원 미소녀론―오타쿠의 여신 창조사』(二次元美少女論―オタクの女神創造史) 후타미 쇼보(二見書房) 2004년 9월
- 아지마 슌(阿島俊) (2004년 9월), 《만화 동인지 이트세트러 '82~'98 상황론과 리뷰로 읽는 오타쿠사(漫画同人誌エトセトラ'82〜'98 状況論とレビューで読むおたく史)》, 구보 쇼텐(久保書店)
- 코믹마켓 준비회(コミックマーケット準備会) 『코믹마켓 '30s 파일』(コミックマーケット30’sファイル) 세이린코게이샤(青林工藝舎) 2005년 7월
- 히루코가미 겐(蛭児神建)(전) 『출가 일기―어느 '오타쿠'의 생애』(出家日記―ある「おたく」の生涯) 가도카와 쇼텐 2005년 11월
- 요코타 무라카미 다카유키(ヨコタ村上孝之) (2006년 7월 15일). 《만화는 욕망한다(マンガは欲望する)》. 도쿄도: 지쿠마 쇼보(筑摩書房). ISBN 978-4480873514.
- 아즈마 히데오 『도망 일기』(逃亡日記) 니혼분게이샤(日本文芸社) 2007년 1월
- 난바 고지(難波功士) 『족의 계보학―유스 서브컬처스의 전후사』(族の系譜学―ユース・サブカルチャーズの戦後史) 세이큐샤(青弓社) 2007년 6월
- 가족기능연구소(家族機能研究所) 『애딕션과 가족 제25권 2호―일본 기벽 행동 학회지』(アディクションと家族 第25巻2号―日本嗜癖行動学会誌) 2008년 8월 pp.107-112[f]
- 시모쓰키 다카나카(霜月たかなか) 『코믹마켓 창세기』(コミックマーケット創世記) 아사히 신문 출판(朝日新聞出版) 〈아사히 신쇼〉(朝日新書) 2008년 12월/아마존 킨들판 2013년 6월
- 요시모토 다이마쓰(吉本たいまつ) (2009년 2월 9일). 《오타쿠의 기원(おたくの起源)》. 도쿄도: NTT 출판(NTT出版). ISBN 978-4-75714-209-1.
- 다카쓰키 야스시(高月靖) (2009년 10월 7일). 《로리콘―일본의 소녀 기호자들과 그 세계(ロリコン―日本の少女嗜好者たちとその世界)》. 도쿄도: 바질리코(バジリコ). ISBN 978-4-86238-151-4.
- KAWADE 유메무크(KAWADE夢ムック) 『분게이 별책 [총특집] 아즈마 히데오 미소녀·SF·부조리 개그 그리고 실종』(文藝別冊［総特集］吾妻ひでお 美少女・SF・不条理ギャグ、そして失踪) 가와데쇼보신샤(河出書房新社) 2011년 4월 30일
  - 아즈마 히데오. “아즈마 히데오 2만 5천자 롱 인터뷰 현대 일본적 미의식 '귀여운 에로틱'의 창조자(吾妻ひでお 2万5千字 ロングインタビュー 現代日本的美意識「かわいいエロ」の創造者)”. 《분게이 별책 [총특집] 아즈마 히데오(文藝別冊［総特集］吾妻ひでお)》: 10-44.
  - 아즈마 히데오; 야마모토 나오키(山本直樹). “리스펙트 대담: 아즈마 히데오×야마모토 나오키(リスペクト対談：吾妻ひでお×山本直樹)”. 《분게이 별책 [총특집] 아즈마 히데오(文藝別冊［総特集］吾妻ひでお)》: 138-154.
  - 모리카와 가이치로(森川嘉一郎). “아즈마 히데오는 어떻게 해서 '오타쿠 문화의 조상'으로 되었는가(吾妻ひでおはいかにして「おたく文化の祖」になったか)”. 《분게이 별책 [총특집] 아즈마 히데오(文藝別冊［総特集］吾妻ひでお)》: 179-186.[g]
  - 오쓰카 에이지(大塚英志). “아즈마 히데오를 재차 '유통'시키는 이유(吾妻ひでおを再び「流通」させる理由)”. 《분게이 별책 [총특집] 아즈마 히데오(文藝別冊［総特集］吾妻ひでお)》: 192-195.
- 가와모토 고지(川本耕次) (2011년 10월), 《포르노 잡지의 쇼와사(ポルノ雑誌の昭和史)》, 지쿠마 신쇼(ちくま新書), 지쿠마 쇼보(筑摩書房)
- 오코시 다카노부(おおこしたかのぶ) 『미소녀 만화 창세기 우리들의 80년대』(美少女マンガ創世記 ぼくたちの80年代) 도쿠마 쇼텐 2014년 9월
  - “Column*02 신세대의 에로 만화의 약진(Column*02 新世代によるエロ漫画の躍進)”: 116-119.
- 후지와키 구니오(藤脇邦夫) (2015년 12월 30일). 《출판 어나더 사이드 어느 시작의 끝 1982-2015(出版アナザーサイド ある始まりの終わり 1982-2015)》. 도쿄도: 혼노잣시샤(本の雑誌社). ISBN 978-4-86011-280-6.
- 다케우치 오사무(竹内オサム)·니시하라 마리(西原麻里) 편저 『세계 문화 시리즈 별권 2 만화 문화 55의 키워드』(世界文化シリーズ別巻2 マンガ文化55のキーワード) 미네르바 쇼보(ミネルヴァ書房) 2016년 2월
- 오쓰카 에이지(大塚英志) (2016년 3월 24일), 《'오타쿠'의 정신사 1980년대론(「おたく」の精神史 一九八〇年代論)》, 세이카이샤신쇼(星海社新書), 세이카이샤(星海社)(장정 그림: 하야사카 미키(早坂未紀))
- 오쓰카 에이지(大塚英志) 『2층의 주인과 그 시대 전형기의 서브컬처 사사』(二階の住人とその時代 転形期のサブカルチャー私史) 세이카이샤신쇼(星海社新書) 2016년 4월(장정 그림: 아즈마 히데오)
- 기미 리토(稀見理都) 『에로 만화의 현장』(エロマンガノゲンバ) 산사이 북스(三才ブックス) 2016년 12월
- 기타다 아키히로(北田暁大) + 해체연(解体研) 『사회에 있어서 취미란 무엇인가 문화사회학의 방법 규준』(社会にとって趣味とは何か 文化社会学の方法規準) 가와데쇼보신샤(河出書房新社) 〈가와데 북스〉(河出ブックス) 2017년 3월
- 미야모토 나오키(宮本直毅) 『에로게 문화 연구 개론 증보 개정판』(エロゲー文化研究概論 増補改訂版) 슈고카가쿠 출판(総合科学出版) 2017년 5월
- 기미 리토(稀見理都) (2017년 11월). “보유 2 "미소녀 코믹스"와 "에로 만화"의 차이(補遺2『美少女コミック』と『エロマンガ』の違い)”. 《에로 만화 표현사(エロマンガ表現史)》 (오타 출판(太田出版)): 360-362.
- 아라노 이오리(新野安)·히카미 겐이치(氷上絢一) 『에로 만화 베스트 100+』(エロマンガベスト100＋) 산사이 북스(三才ブックス), 2022년 5월

### 잡지
- 미노리 쇼보(みのり書房) 『월간 OUT』(月刊OUT) 1978년 8월호 '아즈마 히데오의 멜로한 세계'(吾妻ひでおのメロウな世界)(담당자: 가와모토 고지(川本耕次) + 요네자와 요시히로(米沢嘉博))[132]
- 미노리 쇼보(みのり書房) 『월간 OUT』(月刊OUT) 1980년 12월호
  - 요네자와 요시히로(米沢嘉博) '아픈 사람을 위한 만화 고현학·제1회/롤리타 콤플렉스'(病気の人のためのマンガ考現学・第1回／ロリータコンプレックス)
- 라포트(ラポート) 『애니멕』(アニメック) 17호(1981년 4월) 특집 '"로"는 롤리타의 "로"'(“ろ”はロリータの“ろ”)[133]
- 라포트(ラポート) 『퓨전 프로덕트』(ふゅーじょんぷろだくと) 1981년 10월호 '특집/롤리타 혹은 어떻게 해서 나는 정상적인 연애를 포기하고 미소녀를 사랑하기에 이르렀는가'(特集／ロリータあるいは如何にして私は正常な恋愛を放棄し美少女を愛するに至ったか)(담당자: 오가타 가쓰히로(小形克宏))
  - 아즈마 히데오 + 다니구치 게이(谷口敬) + 노구치 마사유키(野口正之) + 히루코가미 겐(蛭児神建) + 하야사카 미키(早坂未紀) + 가와모토 고지(川本耕次) '로리콘 좌담회──로리콘의 길은 깊고 험한 것이다'(ロリコン座談会──ロリコンの道は深くて険しいのだ)
  - 하라 마루타(原丸太) '로리콘 팬 대상 잡지란 무엇인가──그 과거·현재·미래 로리콘 동인지계 분포도의 시도'(ロリコンファンジンとは何か──その過去・現在・未来  ロリコン同人誌界分布図の試み)
  - 하라 마루타(原丸太) '시벨이란 무엇이었는가──이제는 손에 얻으려 해도 잘 되지 않는 환상의 『시벨』. 분함을 되새기는 팬도 많을 터. 그러나 그 내용으로 되면 의외로 알려지지 않았다.'(シベールとは何だったのか──もはや手に入れようとしてもままならぬ幻の『シベール』。無念の思いをかみしめているファンも多い筈。だがその中味となると意外と知られてない。)
- 월간 『다카라지마』(宝島) 임시 증간호 『만화 다카라지마』(マンガ宝島) JICC 출판국(JICC出版局) 1982년 3월
  - 기타사키 마사토(北崎正人) '삼류 극화 움직임·에로 극화 르네상스가 남긴 것'(三流劇画ムーブメント・エロ劇画ルネッサンスが残したもの)
  - 무라카미 도모히코(村上知彦) '뉴 코믹스파 선언 "뉴 웨이브"에서 "로리콘", "중도 정착 노선" 그리고 "뉴 코믹스"로'(ニューコミック派宣言 “ニューウェーブ”から“ロリコン”“中道定着路線”、そして“ニューコミック”へ)
- 쇼가쿠칸 『GORO』 1982년 3월 11일호 '성숙한 여자를 사랑할 수 없는 로리콘 보이의 세계에서 당신은 정말로 탈출하고 있는가'(成熟した女を愛せないロリコン・ボーイの世界からキミは本当に脱出しているか)
- 아니메주 증간 『애플 파이 미소녀 만화 대전집』(アップル・パイ 美少女まんが大全集) 도쿠마 쇼텐 1982년 3월
- 하라 마루타(原丸太). “로리콘 동인지 리뷰 환상의 『시벨』 전설로 시작하는 로리콘 동인지의 각성기를 거쳐 오늘날의 붐 도래까지를 로리콘 잡지 연구가·하라 마루타가 도큐먼트'(ロリコン同人誌レビュー 幻の『シベール』伝説にはじまるロリコン同人誌の覚醒期を経て今日のブーム到来までをロリコン雑誌研究家・原丸太がドキュメント)”: 116-117.
- 미노리 쇼보(みのり書房) 『월간 OUT』(月刊OUT) 1982년 4월호
  - 요네자와 요시히로(米沢嘉博) '로리콘 붐에 항의한다'(ロリコンブームに物もうす)
- 도쿠마 쇼텐 『아니메주』 1982년 5월호
  - 아니메주 편집부(アニメージュ編集部) '여기까지 온 "로리콘" 붐. 그 최전선을 쫓다!'(ここまで来た『ロリコン』ブーム。その最前線を追う!)
- 우시오 출판사(潮出版社) 『우시오』(潮) 1982년 9월호
  - 이와타 가오루(岩田薫) '대학생을 덮친 로리콘 증후군'(大学生をおおうロリコン症候群)
- 선데이샤(サンデー社) 『Mr.Dandy』 1982년 11월호(No.129)
  - 메가타 가이리(目方海里) '로리콘 만화 붐의 뒤에 숨은 현대 사회의 억압된 성'(ロリコンマンガ・ブームの裏に潜む現代社会の抑圧された性)
- 쓰쿠루 출판(創出版) 『쓰쿠루』(創) 1982년 12월호
  - 다카토리 에이(高取英). “젊은이를 덮친 "로리콘 붐"의 주모자(若者を覆う“ロリコンブーム”の仕掛人)”. 《쓰쿠루(創)》 (쓰쿠루 출판(創出版)). 1982년 12월호: 140-147.
- 아사히 신문사 『아사히 저널』(朝日ジャーナル) 1984년 5월 14일호
  - 요네자와 요시히로(米沢嘉博) '"미소녀"들을 주인공으로 한 로리콘 붐은 지금 동인 만화지의 세계에서 대성황이다. 『레몬 피플』을 필두로 동인지적인 계·월간지, 단행본이 이전의 『가로』, 『COM』와 같은 기세인 것이다'(『美少女』たちを主人公にしたロリコンブームは、いま同人マンガ誌の世界で大盛況だ。『レモンピープル』を筆頭に同人誌的な季・月刊誌、単行本が、かつての『ガロ』『COM』のような勢いなのだ)
- 퓨전 프로덕트(ふゅーじょんぷろだくと) 『COMIC BOX Jr.』 1984년 12월호 '특집/롤리타 신드롬'(特集／ロリータ・シンドローム)
  - 이와시미즈 료(石清水了) 외 '마루 밑 방담: 그로부터의 로리콘 그로부터이 팬 대상 잡지'(床下放談：それからのロリコン それからのファンジン)
- 니혼 출판사(日本出版社) 『레몬 클럽』(レモンクラブ) 1990년 12월호~1991년 7월호
  - 이케모토 고이치(池本浩一) '그리운 업계 다툼사─대마신·히루코가미 겐의 분노'(なつかしの業界ケンカ史─大魔神・蛭児神建の怒り)
- 니혼 출판사(日本出版社) 『레몬 클럽』(レモンクラブ) 1991년 8월호~1991년 12월호
  - 이케모토 고이치(池本浩一) '그리운 업계 다툼사─부릿코 성쇠기'(なつかしの業界ケンカ史─ブリッコ盛衰記)
- 다카라지마 30 편집부(宝島30編集部) + 도쿄 공사(東京公司) 『다카라지마 30宝島30』(宝島30) 1994년 9월호, 다카라지마샤(宝島社), 1994년 9월 8일.
  - 아오야마 마사아키(青山正明); 시미즈 가즈오(志水一夫); 사이다 이시야(斉田石也). “수험과 여권과 롤리타 문화(受験と女権とロリータ文化)”. 《다카라지마 30(宝島30)》. 1994년 9월호: 138-145.
  - 아오야마 마사아키(青山正明). “롤리타를 둘러싼 모험(ロリータをめぐる冒険)”. 《다카라지마 30(宝島30)》. 1994년 9월호: 164-168.
- 파르코 출판(パルコ出版) 『유행 관측 어크로스』(流行観測アクロス) 1996년 9월호
  - 다케쿠마 겐타로(竹熊健太郎)×오카다 도시오 '오타쿠·서브컬처 대방담 (4) 오타쿠 최대의 금기에 달하는 오타쿠 섹스란?'(オタク・サブカル大放談(4) オタク最大のタブーに迫る オタクセックスとは?)
- 오쓰카 에이지(大塚英志). “나와 미야자키 쓰토무의 '80년대 제10회 마초인 것의 행방(ぼくと宮崎勤の'80年代 第10回 マッチョなものの行方)”. 《제군!(諸君!)》 (분게이슌주). 1998뇬 7월호: 234-239.
- 오쓰카 에이지(大塚英志); 아즈마 히데오 (2005년 2월). “아즈마 히데오 인터뷰 이번에 나갈 때는 "나가겠습니다!"라고 말하고 나가겠습니다──무뢰파 작가가 쓴 소설, 방항 시인이 엮은 시집, 파멸파 만화가가 그린 만화 그 자체를 정말로 살아온 사람, 아즈마 히데오. 본인이 이야기하는 누구의 것도 아닌 인생.(吾妻ひでおインタビュー 今度出て行くときは『出て行きます!』って言ってからにします──無頼派の作家が書いた小説、放浪の詩人が編んだ詩集、破滅派のまんが家が描いたまんがそのものを、本当に生きてしまった人、吾妻ひでお。本人が語る、誰のものでもない人生。)”. 《Comic 신현실(Comic新現実)》 (가도카와 쇼텐) 3: 10-22.
- 오쓰카 에이지(大塚英志) (2005년 2월). “아즈마 히데오가 있는 장소(吾妻ひでおのいる場所)”. 《Comic 신현실(Comic新現実)》 (가도카와 쇼텐) 3: 96-97.
- 오쓰카 에이지(大塚英志) (2005년 4월). “특집·진설 오타쿠의 정신사―해제(特集・真説おたくの精神史―解題)”. 《Comic 신현실(Comic新現実)》 (가도카와 쇼텐) 4: 76-77.

### 논문
- 기노시타 신이치(木下信一) 『일본의 서브컬처의 《루이스 캐롤=롤리타 콤플렉스》상의 정착사』(日本のサブカルチャーにおける《ルイス・キャロル＝ロリータ・コンプレックス》像の定着史) 일본 루이스 캐롤 협회(日本ルイス・キャロル協会) 엮음 『Mischmasch』 Vol.7, pp.74-95, 2004년.
- 이치노세 겐타(一ノ瀬健太) 『클라리스 크라이시스─왜 일본에서 로리콘 문화가 꽃을 피웠는가?─』(クラリス・クライシス ─なぜ日本でロリコン文化が花開いたのか?─) 도쿄 예술대학 수사 논문(修士論文) 2015년
- 마크 맥렐런드(Mark McLelland) 엮음 『멋진 일본의 종말―일본 대중문화에 대한 윤리적, 법적 그리고 문화적 도전』(The End of Cool Japan―Ethical, Legal, and Cultural Challenges to Japanese Popular Culture) 라우틀리지 2016년 8월
  - 패트릭 W. 갤브레이스(Patrick W. Galbraith) ''"로리콘"―일본에서 인기 없는 주제를 연구하는 몇 가지 관찰[깨진 링크(과거 내용 찾기)]'(“The Lolicon guy”―some observations on researching unpopular topics in Japan)[h]

### 동인지
- 무기력 프로덕션(無気力プロダクション) 『시벨』 Vol.1-7(1979년 4월-1981년 4월)
- 만화의 수첩 사무국 『만화의 수첩』(漫画の手帖) 3호(1981년 2월)
- 만화의 수첩 사무국 『만화의 수첩』(漫画の手帖) 4호(1981년 6월)※『시벨』 폐간을 전하는 소기사가 14페이지에 게재돼있다.
- 만화의 수첩 사무국 『만화의 수첩』(漫画の手帖) 79호(2020년 4월)
- 모치즈키 도모미(望月智充) 엮음 『별책 애니컴 소녀 애호가를 위해 보관됨 2025-02-17 - 웨이백 머신』(別冊アニコム 少女愛好家のために) 와세다 대학 애니메이션 동호회 1981년 10월
  - 오마타 마코토(小俣誠) + 사노 구니히코(佐野邦彦) '이렇게 해서 나는 동인지했다──아즈마 히데오·다카하시 요스케·다카하시 루미코·동인지 작품 카탈로그'(こうして私は同人誌した──吾妻ひでお・高橋葉介・高橋留美子・同人誌作品カタログ)
- 요네자와 에이코(米澤英子) 외 『요네자와 요시히로에게 꽃다발을』(米澤嘉博に花束を) 도라우마 쇼보(虎馬書房), 2007년 8월
- 오가타 가쓰히로(小形克宏) 외 『가와모토 고지에게 꽃다발을』(川本耕次に花束を) 미로'23(迷路'23), 2023년 8월 초판/2023년 10월 증보 개정
- Up-Beat Underground 『그리운 동인지: 향수 동인지 전문 매거진』(懐かしの同人誌：郷愁同人誌専門マガジン) VOLUME.1(70년대~1985 수집 기록) 2008년 5월
- 후루마(降間) 『로리콘 붐의 뒤를 쫓아서』(ロリコンブームの後を追って) 안코쿠쿄텐쓰키(暗黒拠点月), 2020년 8월 초판/2021년 6월 증보 개정[i]
- 아라노 이오리(新野安) 엮음 『〈에로 만화의 읽는 법〉을 알 수 있는 책 7 특집: 롤리타~21세기 로리 만화~』(〈エロマンガの読み方〉がわかる本7 特集：ロリータ 〜21世紀のロリマンガ〜) 야화.zip(夜話.zip), 2023년 8월

### 웹사이트
- 마테오 와츠키(Matteo Watzky) (2021년 4월 17일). “로리콘에서 모에로: 미소녀의 모험(ロリコンから萌えへ：美少女の冒険)” (영어). Full Frontal. |출판사=에 외부 링크가 있음 (도움말)
- 하야사카 미키의 세계 '1970년대의 자료'(早坂未紀の世界「1970年代の資料) - 웨이백 머신 (보관됨 2019-03-30)
- 하야사카 미키의 세계 '1980년대의 자료'(早坂未紀の世界「1980年代の資料) - 웨이백 머신 (보관됨 2019-03-30)
- 가와모토 고지(&다케쿠마 겐타로) 토크 이벤트(2011년 05월 21일)(川本耕次（&竹熊健太郎）トークイベント（2011年05月21日）) - 구라타 와타루의 폐허 통신(倉田わたるの廃墟通信)
- SF와 미소녀의 계절(SFと美少女の季節)(아즈마 히데오와 가와모토 고지의 관련 연표) - 메이지 대학 요네자와 요시히로 기념 도서관(米沢嘉博記念図書館)
- 오키 유카오(沖由佳雄) + KAZUNA(가즈나 게이(計奈恵)) 토크 이벤트 '『시벨』 시기'(『シベール』の頃) - 메이지 대학 요네자와 요시히로 기념 도서관(米沢嘉博記念図書館)
- 아즈마 히데오 미소녀 실험실/아즈마 히데오 매니악스(吾妻ひでお美少女実験室 / 吾妻ひでおマニアックス) - 메이지 대학 박물관(明治大学博物館)
- 요시다 마사타카(吉田正高) (2008년 1월 20일). “코믹마켓 73 카탈로그 출장판 '전후 콘텐츠 문화의 발전으로 보는 코믹마켓의 의의―그 1'(コミケ73カタログ出張版「戦後コンテンツ文化の発展にみるコミックマーケットの意義―その1」)”. AIDE 신문(AIDE新聞)(교신 인쇄(共信印刷) Web 사업부).
- 바루보라(ばるぼら) (2008년 10월 19일). “어느 편집자가 남긴 일과 그 광적 천재 편집자! 아오야마 마사아키의 세계 제29회 로리콘의 아오야마 마사아키 (1)(ある編集者の遺した仕事とその光跡 天災編集者!青山正明の世界 第29回 ロリコンにおける青山正明（1）)”. WEB 스나이퍼(WEBスナイパー)(다이요 도서(大洋図書) Web 사업부).
- 바루보라(ばるぼら) (2008년 10월 26일). “어느 편집자가 남긴 일과 그 광적 천재 편집자! 아오야마 마사아키의 세계 제29회 로리콘의 아오야마 마사아키 (2)(ある編集者の遺した仕事とその光跡 天災編集者!青山正明の世界 第29回 ロリコンにおける青山正明（2）”. WEB 스나이퍼(WEBスナイパー)(다이요 도서(大洋図書) Web 사업부).
- 구로사와 데쓰야(黒沢哲也) (2013년 1월). “데즈카 만화 그날 그때 제26회: 데즈카 모에의 이색작 『프라임 로즈』의 시대!!(手塚マンガあの日あの時 第26回：手塚萌えの異色作『プライムローズ』の時代!!)”. 『무신보』(虫ん坊) 2013년 1월호(데즈카 프로덕션 Web 사업부).
- 요네자와 요시히로의 일: 잠정판─소녀 만화 관계를 중심으로/발행처별 [잡지 게재 상황 조사 미노리 쇼보(米沢嘉博の仕事：暫定版─少女漫画関係を中心に／版元別［雑誌掲載状況調べ］みのり書房)]
- 나가야마 가오루(永山薫) (2010년 8월 21일). “80년대 초기 로리콘 만화지의 시대−SF와 미소녀에서 에로틱 만화로의 변천을 더듬어(80年代初期ロリコン漫画誌の時代−SFと美少女からエロ漫画への変遷を辿って)”. WEB 스나이퍼(WEBスナイパー)(다이요 도서(大洋図書) Web 사업부).
- 히루마 다카시(昼間たかし) (2012년 11월 8일). “히루마 다카시의 100명 밖에 모르는 책 천 권 10권 로리콘은 역시 영원히 로리콘이었……나? 『개정판 로리콘 대전집』(昼間たかしの100人にしかわからない本千冊 10冊目 ロリコンはやっぱり永遠にロリコンだった……のか?『改訂版 ロリコン大全集』)”. 닛칸 사이조(日刊サイゾー)(사이조(サイゾー) Web 사업부).
- 기자와 사토시(木澤佐登志) (2013년 10월 26일). “세간에서는 아즈마 히데오를 이른바 '오타쿠 컬처' 혹은 '모에'의 시조로 여기는 경향이 있는 듯하나…(世間では吾妻ひでおを所謂「オタクカルチャー」または「萌え」の始祖とする向きがあるようだが…)”. Mal d’archive.
- 다마고마고(たまごまご) (2015년 1월 16일). “로리콘의 원점은 루팡 3세였다? 미야자키 하야오가 생각하는 로리콘이란(ロリコンの原点はルパン三世だった? 宮崎駿が考えるロリコンとは)”. 익사이트 리뷰(エキサイトレビュー). 2023년 9월 19일에 원본 문서에서 보존된 문서. 2025년 3월 11일에 확인함.
- 사노 구니히코(佐野邦彦) (2017년 2월 26일). “VANDA 이전에 만화와 애니메이션의 미니 코믹스 『만화의 수첩』을 만들어 확대해간 히스토리. 휴학하면서 수집, 전매로 생활항 3년이나, 신진기예였던 만화가들의 에피소드, 무명의 미야자키 하야오가 평가되는 과정 등 70~90년대의 추억입니다.(VANDA以前にマンガとアニメのミニコミ『漫画の手帖』を作り拡大していくヒストリー。休学しながら収集、転売で暮らした3年や、新進気鋭だったマンガ家達のエピソード、無名の宮崎駿が評価される過程など70~90年代の思い出です。)”. Web VANDA.
- 가와모토 고지(川本耕次) (2018년 11월 25일). “수상한 편집자(怪しい編集者)”. 넷게릴라(ネットゲリラ).[깨진 링크(과거 내용 찾기)]
- 가와모토 고지(川本耕次) (2019년 10월 21일). “대표작은 가스점의 가스공(代表作はガス屋のガス公)”. 넷게릴라(ネットゲリラ). 2021년 12월 16일에 원본 문서에서 보존된 문서. 2025년 3월 11일에 확인함.
- 동인 용어의 기초 지식/로리콘지에 대해서(同人用語の基礎知識 / ロリコン誌について) - 파라다이스☆아~미(ぱらだいす☆あ〜み)
- 1980년대의 에로틱 만화(성년지)(1980年代のエロ漫画（成年誌）) - 메가네의 전당(メガネの殿堂)
- 1980년대의 에로틱 만화(소년지)(1980年代のエロ漫画（少年誌）) - 메가네의 전당(メガネの殿堂)
- 무기력 프로에 대해(無気力プロのこと) - 아즈마 히데오 작품의 줄거리(吾妻ひでお作品のあらすじ)
- 영화 『시벨의 일요일』 등(映画『シベールの日曜日』など) - 아즈마 히데오 작품의 줄거리(吾妻ひでお作品のあらすじ)
- 소녀 앨리스 게재 작품군(少女アリス掲載の作品群) - 아즈마 히데오 작품의 줄거리(吾妻ひでお作品のあらすじ)

## 같이 보기
- 기동전사 건담[j]
- 뉴 웨이브[k]
- 가와모토 고지(川本耕次)[l] 『Peke』 폐간 후에는 앨리스 출판(アリス出版)으로 이적해 로리콘 붐의 주요 인물로 되어 자판기 책 『소녀 앨리스』(少女アリス)의 2대 편집장으로 취임했고, 『소녀 앨리스』에서 아즈마에게 미소녀 만화를 처음 의뢰해 '순문학 시리즈'(純文学シリーズ)(1980년)을 그리게 했다.[138] 후에 아즈마는 가와모토에 대해 『실종 일기』(失踪日記)에서 '내 전환기라고도 할 수 있는 작품을 그릴 때 나타나는 행운을 부르는 사람'이라고 말했다.[142] 주요 저서로 『포르노 잡지의 쇼와사』(ポルノ雑誌の昭和史)(지쿠마 신쇼(ちくま新書)) 외 다수가 있다.}}

### 내용주
1. ↑  고토 가스미(五藤加純)는 레몬샤(檸檬社) 발행 관능 극화지 『만화 대쾌락』(漫画大快楽)에서 연작 『이동성 고기압』(移動性高気圧)을 연재할 예정이었으나 그 직전에 당사가 도산했기에 뱌쿠야 쇼보(白夜書房) 발행의 미소녀 만화지 『만화 부릿코』(漫画ブリッコ)로 이적 연재했다. 쌍둥이 남동생인 나카모리 아이(中森愛)는 당시 레몬샤의 편집자로 실업 후에는 도쿄산세이샤(東京三世社)의 『만화 에로티스트』(漫画エロチスト)에 들어가 1983년 3월호 게재 '밤의 방문자'(夜の訪問者)에서 만화가로 데뷔했다. 그 후, 나카모리도 고토의 뒤를 따라 형제 같이 오쓰카 에이지(大塚英志)의 미소녀 코믹스지 『만화 부릿코』(漫画ブリッコ)(뱌쿠야 쇼보(白夜書房))에서 재데뷔했다（상세는 나카모리 아이(中森愛) + 고토 가스미(五藤加純) 『둘이서 로리 코미디만 그렸다』(二人でロリコメばかり描いていた)〔네코 통신사(ネコ通信社), 2019년 12월 31일 발행, 38-43페이지〕 '대담: 나카모리 아이 VS 고토 가스미 형제 대결 둘이서 로리 코미디만 그렸다―데뷔부터 만화 부릿코까지'(対談：中森愛VS五藤加純 兄弟対決 二人でロリコメばかり描いていた―デビューから漫画ブリッコまで)에서 상세).
2. ↑  대부분의 독자는 당시 헤어 규제를 받던 성인 여성의 성기의 대체품으로 소녀의 틈(당시 아이들의 성기는 아직 성기로 되지 않은 '그저 배설 기관'으로 간주됐다) 목적으로 소녀 누드 사진집을 소비했다고 전해진다.
3. ↑  아즈마 히데오, 우치야마 아키(内山亜紀), 요네자와 요시히로(米沢嘉博), 히루코가미 겐(蛭児神建), 다카토리 에이(高取英), 다니구치 게이(谷口敬), 스기우라 히나코(杉浦日向子), 사베아 노마(さべあのま), 하야사카 미키(早坂未紀), 아오야마 마사아키(青山正明), 곤도 마사요시(近藤昌良), 고노마 와호(孤ノ間和歩), 센노 나이프(千之ナイフ), 아카이 다카미 등 다채로운 인재가 모인 로리콘 붐의 집대성본이다. 초판 2만 3천 부는 완매됐고, 1982년 말까지 4만 부를 발행했다.[124] 본서는 히루코가미 겐이 책임 편집·감수라는 명목이나, 실질적으로는 군유샤(群雄社)의 가와모토 고지(川本耕次)와 오가타 겐지로(緒方源次郎, 오가타 가쓰히로(小形克宏))에 의해 편집됐다.[125][126][127] 주로 소녀 사진이나 코믹스 외에 로리콘 용어의 기초 지식(요네자와 요시히로), 여고생 좌담회, 소녀애의 사회학·고현학을 다각적으로 분석한 평론 등이 게재돼있다. 부록으로 로리 팝 패션 돌, 로리로리 스티커, 로리콘 카세트 라벨, 히루코가미의 동인지 『유녀 기호』(幼女嗜好) 출장판이 부착돼있다. 아즈마가 기고한 『인의 없는 검은 태양 로리콘편』(仁義なき黒い太陽 ロリコン篇)은 미소녀가 일체 등장하지 않고,[128] 1982년 당시 로리콘 만화계의 제상을 야쿠자 영화풍의 파스티슈라는 형태로 그려낸 작품이다（가와데쇼보신샤(河出書房新社) 간행 『포스트 비리얼충 시대를 위한 아즈마 히데오』(ポスト非リア充時代のための吾妻ひでお)에 재록）.[125]
4. ↑  퓨전 프로덕트 편집부(ふゅーじょんぷろだくと編集部) '파워의 시대'(パワーの時代)(협력: 시미즈 가즈오(志水一夫))
5. ↑  아즈마 히데오의 사소설적 작품집. 자판기 책 『소녀 앨리스』(少女アリス)나 『만화 기소텐가이』(マンガ奇想天外) 게재 작품을 수록했다. 후기 만화 『밤을 걷다』(夜を歩く)(후에 『실종 일기』(失踪日記)의 '밤의 1'(夜の1)로 된다)는 본서를 위한 단행본이다(오쓰카 에이지(大塚英志)에게 『밤을 걷다』(夜を歩く)의 원고를 택배로 보낸 뒤 재차 실종됐다).[130] 책 마지막 해설은 오쓰카 에이지, 이시카와 준(いしかわじゅん), 이다 고이치로(飯田耕一郎)이다. 본서 출판 당시의 전말에 대해서는 『Comic 신현실』(Comic新現実) Vol.3에서 오쓰카가 2005년에 한 아즈마 히데오 인터뷰를 참조할 것.[131]
6. ↑  사이토 다마키(斎藤環) '미디어와 페도필리아―로리콘 문화는 얼마나 소비되었는가―'(メディアとペドフィリア―ロリコン文化はいかに消費されたか―)(후에 『박사의 기묘한 성숙 서브컬처와 사회 정신 병리』(博士の奇妙な成熟 サブカルチャーと社会精神病理)에 재록)
7. ↑  본고에서 인용된 증언은 메이지 대학 박물관(明治大学博物館)의 『아즈마 히데오 미소녀 실험실』(吾妻ひでお美少女実験室)전(2011년 4월 23일~5월 23일)을 위한 조사를 위해 메이지 대학 준교수인 모리카와 가이치로(森川嘉一郎)가 행한 인터뷰에 기반한다. 아즈마 히데오는 2011년 2월 15일(해당 저널 서두 인터뷰와 병행해 실시됨), 히루코가미 겐(蛭児神建)(전)은 같은 해 2월 25일, 오키 유카오(沖由佳雄)는 같은 해 3월 8일에 각각 인터뷰가 행해졌다.
8. ↑  센슈 대학 강사이자 문화인류학자인 패트릭 W. 갤브레이스(Patrick W. Galbraith)의 오타쿠 문화론이다. 일본의 로리콘 붐과 그 주변의 하위문화가 다각적으로 분석돼있다.
9. ↑  『시벨』 전호의 각 작품평 외, 당시 자료나 무크를 폭넓게 인용했고, 1980년대 초반까지의 로리콘 붐을 개관·정리·분석한 한 권이다.
10. ↑  『시벨』 창간 전날(1979년 4월 7일)에 나고야 TV 방송지에서 방송 개시된 텔레비전 애니메이션이다. 오키 유카오(沖由佳雄)는 '첫호를 복사로 가지고 갈 때 『건담』의 제1화가 시작된 건 기억하고 있습니다'라고 회상했다.[134] 그 후, 때마침 건담 붐으로 『시벨』에서도 종종 해당 작품의 패러디가 등장하게 되었다. 또 『시벨』에서 파생된 히루코가미 겐(蛭児神建)의 동인지 『유녀 기호』(幼女嗜好)나 『시벨』 임시 증간호 『애니벨』(アニベール)의 표지에서도 키카 기타모토(キッカ・キタモト)의 나체 삽화가 상징적으로 그려졌다. 더욱이 『건담』의 캐릭터 디자인 및 작화 감독을 맡은 야스히코 요시카즈는 아즈마 히데오의 팬이었고, 문고판 『땅을 기는 물고기 히데오의 청춘 일기』(地を這う魚 ひでおの青春日記)(가도카와 문고(角川文庫)·2011년)에서 '후기 만화'를 기고하는 등 외에, 만화 잡지 『월간 COMIC 류』(月刊COMICリュウ)(도쿠마 쇼텐)가 주최하는 '용신상'(龍神賞)의 선고 위원을 제1회부터 제13회까지 아즈마와 함께 맡았던 경험 등이 있다.
11. ↑  1975년~1978년 즈음[135]에 시작된 코믹마켓 주변의 동인지 붐, 삼류 극화 붐, 매니아지 붐(마이너 만화지, 만화 정보지, 애니메이션 잡지, 삼류 극화지, 자판기 책)[136] 때에 활약한 기성의 틀에 사로잡히지 않은 새로운 스타일의 만화가들(아즈마 히데오, 이시카와 준(いしかわじゅん), 오토모 가쓰히로, 다카노 후미코(高野文子), 히사우치 미치오(ひさうちみちお), 이시이 히사이치(いしいひさいち), 미야니시 게이조(宮西計三), 다카하시 요스케, 사베아 노마(さべあのま), 사이몬 후미, 곤도 요코(近藤ようこ), 다카하시 루미코, 요시다 아키미, 모리와키 마스미(森脇真末味), 마스무라 히로시(ますむらひろし), 가와사키 유키오(川崎ゆきお), 모로호시 다이지로, 에비스 요시카즈(蛭子能収) 등)이 주목된 비메이정 만화계의 올터너티브 조류를 가리킨다. 특히 그때까지 대규모 출판사 만화 잡지에서 활동했던 아즈마 히데오는 1978년부터 삼류 SF 소년지 『Peke』(미노리 쇼보(みのり書房))나 자판기 책 『극화 앨리스』(劇画アリス)(앨리스 출판(アリス出版)) 등의 마이너지에서 매니악한 부조리 SF 작품을 차례차례 발표하게 되었고, SF 전문지 『별책 기소텐가이·SF 만화 대전집 PART 2』(別冊奇想天外・SFマンガ大全集PART2)(기소텐가이샤(奇想天外社))에서 발표한 『부조리 일기』(不条理日記)가 제10회(1979년) 성운상 코믹스 부문을 수상했고, 뉴 웨이브 작가로서의 지위를 확립하게 되었다.[137]
12. ↑  아즈마 히데오의 담당 편집자이다. 삼류 극화 붐·로리콘 붐의 주모자로 불린다.[138][139] 코믹마켓의 창설 모체로 된 '미궁'(迷宮)에 학생 시절부터 드나들었고, 요네자와 요시히로(米沢嘉博)나 아오바 이가마루(青葉伊賀丸)와 함께 삼류 극화 붐을 이끌었다.[140] 그 후, 대학 재학 중에 입사한 미노리 쇼보(みのり書房)에서 『월간 OUT』(月刊OUT) 1978년 8월호의 특집 '아즈마 히데오의 멜로한 세계'(吾妻ひでおのメロウな世界)를 담당했고, 선구적인 뉴 웨이브 만화지 『Peke』를 창간했다. 『Peke』에서는 아즈마의 『아무래도 좋아 스페이스』(どーでもいんなーすぺーす)(기소텐가이 코믹스(奇想天外コミックス) 『패럴렐 광실』(パラレル狂室) 외 수록)을 담당한 외에[141] 우치야마 아키(内山亜紀)와 사베아 노마(さべあのま)를 데뷔시켰고,[139] 대학 시절부터의 지인이었던 히노 히데시를 부활시켰다.{Sfn

### 참조주
1. ↑  나가야마 2014, 129쪽.
2. ↑  요네자와 2010, 280쪽.
3. ↑  나가야마 2014, 129-132쪽.
4. ↑  엮은이/만화 부릿코(漫画ブリッコ) 편집부 『미소녀 동인지 슈퍼 앤솔러지』(美少女同人誌 スーパーアンソロジー) 뱌쿠야 쇼보(白夜書房) 1984년 4월 p.166
5. ↑  아니메요 365일 제121회 로리콘 붐(アニメ様365日 第121回　ロリコンブーム) WEB 아니메 스타일(アニメスタイル)
6. 1 2 3  어느 편집자가 남긴 일과 그 광적 천재 편집자! 아오야마 마사아키의 세계 제30회 로리콘의 아오야마 마사아키 (2)(ある編集者の遺した仕事とその光跡 天災編集者!青山正明の世界 第30回 ロリコンにおける青山正明（2）)
7. ↑  『아니메주』 1982년 6월호, 도쿠마 쇼텐, p.29
8. ↑  사베아 노마(さべあのま) '야마다 씨에 대해'(山田さんのこと) 『가와모토 고지에게 꽃다발을/증보 개정판』(川本耕次に花束を／増補改訂版) 미로'23(迷路'23), 2023년 10월, 32-34페이지.
9. ↑  가와모토 고지 토크 이벤트 『SF와 미소녀의 계절 Peke부터 소녀 앨리스까지』(SFと美少女の季節　Pekeから少女アリスまで)(2011년 5월 21일/요네자와 요시히로 기념 도서관(米沢嘉博記念図書館))
10. ↑  KAWADE 유메무크(KAWADE夢ムック) 『분게이 별책 [총특집] 아즈마 히데오』(文藝別冊［総特集］吾妻ひでお) 가와데쇼보신샤(河出書房新社), 2011년 4월 30일, 29페이지.
11. ↑  히루코가미 겐(蛭児神建) (전) 『출가 일기―어느 '오타쿠'의 생애』(出家日記―ある「おたく」の生涯) 중 '히루코가미 겐에 대해'(蛭児神建氏のこと)(아즈마 히데오의 후기 만화) 가도카와 쇼텐, 2005년 11월, 183-186페이지.
12. 1 2  모리카와 2011, 184쪽.
13. ↑  KAWADE 유메무크(KAWADE夢ムック) 『분게이 별책 [총특집] 아즈마 히데오』(文藝別冊［総特集］吾妻ひでお) 가와데쇼보신샤(河出書房新社), 2011년 4월 30일, 32페이지
14. ↑  '『시벨』은 코믹마켓에서 대기열이 생긴 첫 서클이었지 않았냐고 들었습니다. 당시 회장 정리 스태프를 맡고 있는 분으로부터요. 서클 앞으로 많은 사람이 모인 것은 여태 있었지만, 가와사키시민 플라자 때가 대기열 정리를 하지 않으면 안 되게 된 건 처음이지 않냐고'(『シベール』はコミケで列ができた最初のサークルだったんじゃないかと聞きました。当時会場整理のスタッフをしていた方から。サークルの前に人だかりというのはそれまでもあったけど、川崎市民プラザの時が、列整理をしないといけなくなった最初じゃないかって)아즈마 히데오 + 모리카와 가이치로(森川嘉一郎) + 야마다 도모코(ヤマダトモコ) + 아코(彩古) (2011년 4월 30일), 《KAWADE 유메무크 분게이 별책 [총특집] 아즈마 히데오(KAWADE夢ムック 文藝別冊［総特集］吾妻ひでお)》, 가와데쇼보신샤(河出書房新社), 34쪽, ISBN 978-4-309-97749-2 야마다 도모코(ヤマダトモコ)의 증언.
15. ↑  만화의 수첩 사무국 『만화의 수첩』(漫画の手帖) 4호(1981년 6월) 14페이지 '엣! 시벨이 폐간이라고?!'(えっ! シベールが廃刊だって?!)
16. ↑  아즈마 & 야마모토 2011, 141쪽.
17. ↑  코믹마켓 준비회 『코믹마켓 30's 파일』(コミックマーケット30’sファイル) 세이린코게이샤(青林工藝舎), 2005년 7월, 265페이지.
18. ↑  KAWADE 유메무크(KAWADE夢ムック) 『분게이 별책 [총특집] 아즈마 히데오』(文藝別冊［総特集］吾妻ひでお) 가와데쇼보신샤(河出書房新社), 2011년 4월 30일, 32페이지.
19. 1 2  하라 1982, 117쪽.
20. ↑  『월간 애드버타이징』(月刊アドバタイジング) 1981년 12월호, p.48
21. 1 2 3  오가타 가쓰히로(小形克宏) '야마다 씨가 말을 걸어주지 않았다면, 오늘날의 나는 없었다'(山田さんが声をかけてくれなかったら、今日の僕はなかった) 『가와모토 고지에게 꽃다발을/증보 개정판』(川本耕次に花束を／増補改訂版) 미로'23(迷路'23), 2023년 10월, 16-31페이지.
22. ↑  '로리콘 상품화의 선구자는 매니아 대상 만화 평론지 『퓨전 프로덕트』의 56년 10월 로리콘 특집호였다. 이 편집부로 여느 오쓰카 모와 오가타가 있었다. 거기에 또 여느 다카토리 에이 씨나 가와모토 고지 씨까지 드나들었던 것이다. 그 매우 바보 같은 로리콘 붐이라 하는 소란은 거의 이 네 명이 만들어낸 것이다'(ロリコンの商品化に先鞭を付けたのがマニア向けの漫画評論誌『ふゅーじょん・ぷろだくと』の56年10月ロリコン特集号であった。ここの編集部に、例の大塚某と緒方がいた。その上にまた、例の高取英氏や川本耕次氏まで出入りしていたわけだ。あのクソ馬鹿馬しいロリコン・ブームとやらゆう騒ぎは、ほとんどこの四人がでっち上げた物である) 히루코가미 겐(蛭児神建) '처음 그것은 사도를 자각한 놀이일 터였으나!?'(最初それは邪道を自覚した遊びのはずであったが!?) 『로리콘 KISS』(ロリコンKISS) 도쿄산세이샤(東京三世社), 1986년 4월, 152페이지.
23. 1 2  후지와키 2015, 56쪽.
24. 1 2 3 4  “쇼와 레트로·그리운 포르노관 - B5판 64페이지의 꿈/초기 비닐 잡지·자판기 책 프라이빗 콜렉션 - 소녀 앨리스의 전설/전 25권 소개(昭和レトロ・懐かしポルノ館 - B5判64ページの夢／初期ビニ本・自販機本プライベート・コレクション - 少女アリスの伝説／全25冊紹介)”. 2011년 8월 24일에 원본 문서에서 보존된 문서. 2025년 3월 11일에 확인함.
25. 1 2  다카쓰키 2009, 56쪽.
26. ↑  '신주쿠의 큰 서점에서 『햇빛』의 사인회를 했더니, 놀라운 대기열이 생겨서. 밤까지 걸려서 사인을 했다. 서점이 문을 닫아 그 뒤로는 창고에서 사인을 했다. 『두 사람과 다섯 사람』 때도 사인회를 해본 적이 있지만, 그때는 3명 정도였어(웃음)'(新宿の大きい本屋で『陽射し』のサイン会したら、えらい列ができちゃって。夜までかかってサインを描いていた。本屋が閉まっちゃって、そのあとは倉庫で書いてた。『ふたりと5人』の時もサイン会をやったことあるけど、その時は3人くらいだったよ（笑）) 아즈마 히데오 『도망 일기』(逃亡日記) 니혼분게이샤(日本文芸社) 2007년 179페이지.
27. ↑  KAWADE 유메무크(KAWADE夢ムック) 『분게이 별책 [총특집] 아즈마 히데오』(文藝別冊［総特集］吾妻ひでお) 가와데쇼보신샤(河出書房新社), 2011년 4월 30일, 222페이지.
28. ↑  『전후 에로 만화사』(戦後エロマンガ史), p.255, 요네자와 요시히로(米沢嘉博), 세이린코게이샤(青林工藝舎), 2010년
29. ↑  『로리콘 KISS』(ロリコンKISS), 도쿄산세이샤(東京三世社), 1986년 6월, p.148
30. ↑  『전후 에로 만화사』(戦後エロマンガ史), p.261, 요네자와 요시히로(米沢嘉博), 세이린코게이샤(青林工藝舎), 2010년
31. 1 2  나카모리 아키오 '오타쿠의 연구'를 둘러싸 (2)(中森明夫「おたくの研究」をめぐって（2）) - 다케쿠마 메모(たけくまメモ) 2005년 3월 15일
32. ↑  무라카미 도모히코(村上知彦) '뉴 코믹스파 선언 "뉴 웨이브"에서 "로리콘", "중도 정착 노선" 그리고 "뉴 코믹스"로'(ニューコミック派宣言 “ニューウェーブ”から“ロリコン” “中道定着路線”、そして“ニューコミック”へ) 월간 『다카라지마』(宝島) 임시 증간호 『만화 다카라지마』(マンガ宝島) JICC 출판국(JICC 出版局), 1982년 3월, 172-173페이지.
33. ↑  '이건 『레몬 피플』 편집장인 구보(나오키) 씨에게서 들은 겁니다만, 처음에는 어떻게 해서 작가를 모을까라는 것으로 되었을 때, 요네자와(요시히로) 씨에게 부탁한 듯합니다. 코믹마켓에서 이것저것 찾아주셔서 그 후로는 줄줄이식이라고 할까, 『레몬 피플』에 게재한 작가가 지인의 작가를 점점 데려온다고 합니다. 그래서 그 이른바 동인을 상업으로 하는 느낌으로 그런 의미에서는 구보 씨는 특별히 아무 것도 말하지 않고도 『레몬 피플』이 성장했다고 합니다. 그래서 구보 씨는 원래 로리콘이라던가 그런 문화를 전혀 모르는 사람이어서 오히려 그런 젊은 세대가 알아서 해줍니다. 그 세대 쪽에서 만화를 가져와 게재하는 것이 오히려 좋다고 생각해 그러한 자유로운 지면으로 됐다고 합니다. 그런 식으로 말했습니다. 그래서 계획적으로 짜여진 잡지가 아니고, 정말로 시대가 만든 잡지였다는 듯한 것을 말해주었습니다'(これは『レモンピープル』編集長の久保（直樹）さんに聞いたんですけど、最初はどうやって作家を集めようかとなった時に、米沢（嘉博）さんに頼んだらしいんですよ。コミケでいろいろ探してきてくれて、それからは芋づる式というか、『レモンピープル』に載った作家が知り合いの作家をどんどん連れてくるという。なので、そのいわゆる同人を商業でやるという感覚で、人が集まってきて、そういう意味では久保さんは特に何も言わずに『レモンピープル』が育っていったと。それで、久保さんは元々、ロリコンとか、そういう文化をまったく分からない人なので、むしろそういう若い世代に勝手にやってもらう。その世代の方が漫画を持ってきて、載せることが逆に良いと考えて、そういう自由な誌面になっていったと。そういう風には言ってましたね。だから、計画的に練られた雑誌ではなくて、本当に時代が作った雑誌だったっていう感じのことを話してくれました) 기미 리토(稀見理都), 레몬 피플 집필자가 1980년대 미소녀 코믹 장면을 자유롭게 이야기하는 모임(レモンピープル執筆者が1980年代美少女コミックシーンをゆるゆる語る会) Vol.0 (2021년 6월 14일 방송)
34. ↑  요네자와 요시히로(米沢嘉博) '『미소녀』들을 주인공으로 한 로리콘 붐은 지금 동인 만화지의 세계에서 대성황이다. 『레몬 피플』을 필두로 동인지적인 계·월간지, 단행본이 이전의 『가로』, 『COM』과 같은 기세였다(『美少女』たちを主人公にしたロリコンブームは、いま同人マンガ誌の世界で大盛況だ。『レモンピープル』を筆頭に同人誌的な季・月刊誌、単行本が、かつての『ガロ』『COM』のような勢いなのだ)（소재: 아사히 신문사 『아사히 저널』(朝日ジャーナル) 1984년 5월 14일호)
35. ↑  오쓰카 에이지(大塚英志) 『'오타쿠'의 정신사 1980년대론』(「おたく」の精神史 一九八〇年代論) 세이카이샤 문고(星海社文庫), 2016년 3월, 54페이지.
36. ↑  나가야마 2014, 163쪽.
37. ↑  히로인 수첩 그 19 나가야마 가오루 표현 규제에서 무서운 것은 자주 규제, 따져지는 것은 작가보다 편집자(ヒロイン手帖 その19 永山薫 表現規制において怖いのは自主規制、問われるのは作家より編集者)（글/아라타마 미치오(荒玉みちお)·구성/총각 모드 특 로리반(うぶモード特ロリ班)） 보관됨 2020-11-27 - 웨이백 머신 - VOBO
38. 1 2 3  기미 2017, 361쪽.
39. ↑  '오타쿠'의 정신사 2016, 131쪽.
40. ↑  『만화 부릿코』(漫画ブリッコ) 1984년 5월호
41. ↑  구로사와 데쓰야(黒沢哲也) (2013년 1월). “데즈카 만화 그날 그때 제26회: 데즈카 모에의 이색작 『프라임 로즈』의 시대!!(手塚マンガあの日あの時 第26回：手塚萌えの異色作『プライムローズ』の時代!!)”. 『무신보』(虫ん坊) 2013년 1월호(데즈카 프로덕션 Web 사업부).
42. ↑  『일본 쇼와 에로 대전』(日本昭和エロ大全), 다쓰미 출판(辰巳出版), 2020년, p.59
43. ↑  『선데이 마이니치』 1987년 12월 20일호, p.160
44. ↑  『쓰쿠루』(創) 1987년 3월호, 쓰쿠루 출판(創出版), p.126
45. ↑  『슈칸신초』(週刊新潮) 1987년 11월 12일호, p.42
46. ↑  “다니구치 게이의 홈페이지 '물의 장난'(水の戯れ)부터 단행본 『플립 플롭 3』(フリップ・フロップ3) 해설”. 2013년 11월 28일에 원본 문서에서 보존된 문서. 2025년 3월 11일에 확인함. - 다니구치 게이(谷口敬)의 구 사이트 아카이브
47. ↑  『주간문춘』 1989년 8월 31일호
48. ↑  『사루만 원숭이도 그릴 수 있는 만화 교실 21세기 애장판 상권』(サルまん サルでも描けるまんが教室 21世紀愛蔵版 上巻) 아이하라 고지(相原コージ), 다케쿠마 겐타로(竹熊健太郎), 쇼가쿠칸, 2006년, p.91
49. ↑  나가야마 2014, 95–97쪽.
50. ↑  『에로 만화 베스트 100+』(エロマンガベスト100+) 2023년, 산사이 북스(三才ブックス), p.55
51. 1 2 3 4  《공상 미소녀 대백과 전뇌 모에 모에 미소녀 대집합!(空想美少女大百科 電脳萌え萌え美少女大集合!)》. 별책 다카라지마(別冊宝島). 다카라지마샤(宝島社). 1999년 1월 3일. 110-121,155쪽. ISBN 4-7966-9421-8.
52. ↑  WEB 아니메 스타일 COLUMN 시나리오 에다바 창작술 누구나 가능한 각본가 제54회 『요술공주 밍키』는 로리콘 대상인가?(WEBアニメスタイル_COLUMN シナリオえーだば創作術 誰でもできる脚本家 第54回　『ミンキーモモ』はロリコン向けか？)
53. ↑  『에로 만화 베스트 100+』(エロマンガベスト100+) 2023년, 산사이 북스(三才ブックス), p.43
54. 1 2  『사이조』(サイゾー) 2022년 8·9월호, p.121, 사라시나 슈이치로(更科修一郎) 『유령, 일러스트와 오타쿠 문화의 30년』(幽霊、イラストとオタク文化の30年)
55. ↑  『컬러풀 퓨어 걸』(カラフルピュアガール) 2001년 1월호
56. ↑  『미술 수첩』(美術手帖), 1998년 12월호, p.85, 이토 고(伊藤剛) '텍스트 만화의 전위--애니메이션 그림을 둘러싸'(テキスト マンガの前衛--アニメ絵をめぐって)
57. ↑  ARTIFACT@하테프로(ARTIFACT@はてブロ) 가노세 미토모의 블로그
58. ↑  『사이조』(サイゾー) 2022년 1·2월 합병호, p.129
59. ↑  나가야마 2014, 127쪽.
60. ↑  OHP 일기 용어 해설(OHP日記 用語解説)
61. ↑  사라시나 슈이치로 90년대 하위문화 청춘기 ~아이들의 나라의 로빈슨 크루소 제8회 다카다노바바·그 4 【제4 수요일 방송】:Daily PLANETS:PLANETS 채널(PLANETS/제2차 행성 개발 위원회)(更科修一郎　90年代サブカルチャー青春記〜子供の国のロビンソン・クルーソー　第8回　高田馬場・その4【第4水曜配信】:Daily PLANETS:PLANETSチャンネル(PLANETS/第二次惑星開発委員会)) - 니코니코 채널
62. ↑  『이차러브 대전』(いちゃラブ大全), 인포레스트(インフォレスト), 2009년, p.74(다마고마고(たまごまご)의 기사)
63. ↑  가게노 이리스(影乃いりす) 『푸칫토』(ぷちっと) 후기
64. ↑  엔제루 탑(園ジぇるトップ) 『엔제루』(園ジぇる) 공식 홈페이지
65. ↑  점점 사기 어렵게… 아마존, 특수 에로 규제의 이상함(ますます買いづらく…アマゾン、特殊エロ規制の不思議) - zakzak
66. ↑  다나카 게이이치의 X 포스트
67. ↑  “코믹 LO 7월호 '8월호로 월간으로의 발행을 종료하겠습니다'(コミックLO 7月号 「8月号をもちまして月刊での発行を終了いたします」)”. 《아키바 Blog(アキバBlog)》. 2023년 5월 20일.
68. ↑  comic LO의 Pawoo 공식 계정 (2023년 5월 19일). “【격월화의 공지】(【隔月化のお知らせ】)”. 《Pawoo》 (일본어).
69. ↑  네코단자쿠의 X 포스트(계정 정지)
70. ↑  오쓰카 고토라의 X 포스트
71. ↑  『COMIC LO』 2020년 4월호
72. ↑  호리데이 야스미의 X 포스트
73. ↑  “코믹 LO 4월호 '모든 것이 바뀌는 봄이니까', '반찬 특화로 로리콘 특효'(コミックLO４月号 「すべてが変わる春だから」「おかず特化でロリコン特効」)”. 《아키바 Blog(アキバBlog)》. 2023년 2월 20일.
74. ↑  요네자와 요시히로(米沢嘉博) '로리콘 붐에 항의한다'(ロリコンブームに物もうす)(미노리 쇼보(みのり書房) 『월간 OUT』(月刊OUT) 1982년 4월호 p.97)
75. ↑  다카토리 1982, 144쪽.
76. ↑  요네자와 2010, 273-280쪽.
77. ↑  하라 마루타(原丸太) '로리콘·만화지의 현상을 총괄한다'(ロリコン・まんが誌の現状を総括する)(퓨전 프로덕트(ふゅーじょんぷろだくと) 『코믹 박스』(コミックボックス) 1982년 9월 창간호, 29페이지 소재)
78. ↑  블루 코믹스론 3 가와모토 고 『블루 섹스』(세이린도, 1973년)(ブルーコミックス論3　川本コオ『ブルーセックス』（青林堂、一九七三年）) - 출판·독서 메모랜덤 출판과 근대 출판 문화사를 둘러싼 블로그(出版・読書メモランダムー出版と近代出版文化史をめぐるブログ)
79. ↑  나카지마 후미오(中島史雄)가 발표한 임피오 작품으로는 『변덕스러운 시즌』(きまぐれなシーズン)(구보 쇼텐(久保書店)·1983년) 소재 '밀크 캔디'(ミルク・キャンディ), '파파와 핀폰판'(パパとピンポンパン)이나 『만화 부릿코』(漫画ブリッコ) 1983년 11월호 소재 '작은 사랑의 트럭편'(小さな恋のトラック便) 등이 거론된다.
80. ↑  나가야마 2014, 154–155쪽.
81. ↑  나가야마 2014, 155쪽.
82. ↑  당신은 '임피오'를 알고 있는가?(君は「インピオ」を知っているか？) - DL 채널 2023년 7월 27일
83. ↑  임피오라는 말이 없었던 1998년에 오크라 출판(オークラ出版)에서 『만화 고도모엣치』(まんがこどもえっち)라는 앤솔러지 코믹이 발행됐으나, 아이들끼리의 성행위(임피오)를 주제로 한 정기 간행물이 발행된 적은 없다.
84. 1 2 3  다카쓰키 2009, 151쪽.
85. ↑  히루코가미 겐(蛭児神建)(전) 『출가 일기―어느 '오타쿠'의 생애』(出家日記―ある「おたく」の生涯) 중 '프로의 에로 작가로'(プロのエロ・ライターに) 가도카와 쇼텐 2005년 11월 pp.75-79
86. ↑  다카쓰키 2009, 150쪽.
87. ↑  다카쓰키 2009, 148–151쪽.
88. ↑  아지마 슌(阿島俊) 『만화 동인지 이트세트러 '82~'98 상황론과 리뷰로 읽는 오타쿠사』(漫画同人誌エトセトラ'82〜'98 状況論とレビューで読むおたく史) 구보 쇼텐(久保書店) 2004년 9월 pp.70-71 '제24회/로리콘 애니메이션과 그 주변'(第24回／ロリコンアニメとその周辺)(1985년 1월)
89. ↑  모리카와 2011, 185–186쪽.
90. ↑  다카쓰키 2009, 169–170쪽.
91. 1 2  다카쓰키 2009, 170쪽.
92. ↑  MAISON ROLITA - 모치쓰키 가쓰미 데이터 베이스(望月かつみデータベース)
93. ↑  바루보라(ばるぼら) (2008년 10월 19일). “어느 편집자가 남긴 일과 그 광적 천재 편집자! 아오야마 마사아키의 세계 제29회 로리콘의 아오야마 마사아키 (1)(ある編集者の遺した仕事とその光跡 天災編集者!青山正明の世界 第29回 ロリコンにおける青山正明（1）)”. WEB 스나이퍼(WEBスナイパー, 다이요 도서(大洋図書) Web 사업부).
94. ↑  다카쓰키 2009, 55쪽.
95. ↑  다카쓰키 2009, 78–79쪽.
96. ↑  나가야마 2014, 86–87쪽.
97. ↑  이치노세 겐타(一ノ瀬健太) (2015). 《클라리스 크라이시스─왜 일본에서 로리콘 문화가 꽃을 피웠는가?─(クラリス・クライシス ─なぜ日本でロリコン文化が花開いたのか?─)》 (PDF) (학위논문). 도쿄 예술대학. 1-113쪽.
98. ↑  하라 1982, 116쪽.
99. ↑  기미 리토의 트윗 2020년 9월 25일
100. ↑  히루코가미 겐(蛭児神建)(전) 『출가 일기―어느 '오타쿠'의 생애』(出家日記―ある「おたく」の生涯) 중 '첫 로리콘 문예지 『아이리스』'(初のロリコン文芸誌『愛栗鼠』) 가도카와 쇼텐 2005년 11월 pp.39-45
101. ↑  앨리스 매니아 집단·캐롤하우스 출판부(アリスマニア集団・キャロルハウス出版部) 『롤리타』(ロリータ) Vol.1 표지
102. ↑  히루코가미 겐(蛭児神建)(전) 『출가 일기―어느 '오타쿠'의 생애』(出家日記―ある「おたく」の生涯) 중 '히루코가미 겐 씨에 대해'(蛭児神建氏のこと)(아즈마 히데오의 후기) 가도카와 쇼텐 2005년 11월 pp.183-186
103. ↑  앨리스 매니아 집단·캐롤하우스 출판부(アリスマニア集団・キャロルハウス出版部) 『롤리타』(ロリータ) Vol.1 '미소녀 제조의 길잡이'(美少女製造の手引き)(아지마 시데오(あじましでお) 명의)
104. ↑  앨리스 매니아 집단·캐롤하우스 출판부(アリスマニア集団・キャロルハウス出版部) 『롤리타』(ロリータ) Vol.1 '애니메이션 히로인 위기 일발! 위험!! 미소녀 괴롭히는 법'(アニメヒロイン危機一髪! 危うし!! 美少女のいたぶり方)（오키 유카오(沖由加雄) 명의)
105. ↑  앨리스 매니아 집단·캐롤하우스 출판부(アリスマニア集団・キャロルハウス出版部) 『롤리타』(ロリータ) Vol.2에 삽화(1P)를 '고노마 와호'(このま和歩) 명의로 기고했다.
106. ↑   『퓨전 프로덕트』(ふゅーじょんぷろだくと) 1981년 10월호 '특집 롤리타 혹은 어떻게 해서 나는 정상적인 연애를 포기하고 미소녀를 사랑하기에 이르렀는가'(特集 ロリータあるいは如何にして私は正常な恋愛を放棄し美少女を愛するに至ったか) P96
107. ↑  야스다 리오(安田理央) 『일본 음란 서적 전사』(日本エロ本全史) 오타 출판(太田出版) 2019년 7월 p.84
108. ↑  사이다 이시야(斉田石也) (1994년 3월 1일). “앨리스 잡지의 문화론 소녀 사진의 번영과 쇠퇴 제25회 『연구·가와모토 고지』의 권(アリス雑誌の文化論 少女写真の繁栄と衰退 第25回『研究・川本耕次』の巻)”. 《앨리스 클럽(アリス・クラブ)》 (뱌쿠야 쇼보(白夜書房)) (1994년 3월호): 87-89.
109. 1 2 3  하라 마루타(原丸太) + 시미즈 가즈오(志水一夫) '로리콘 동인지 리뷰 환상의 『시벨』 전설로 시작하는 로리콘 동인지의 각성기를 거쳐 오늘날의 붐 도래까지를 로리콘 잡지 연구자·하라 마루타가 도큐먼트'(ロリコン同人誌レビュー 幻の『シベール』伝説にはじまるロリコン同人誌の覚醒期を経て今日のブーム到来までをロリコン雑誌研究家・原丸太がドキュメント) 아니메주 증간 『애플 파이 미소녀 만화 대전집』(アップル・パイ 美少女まんが大全集) 도쿠마 쇼텐 1982년 3월 pp.116-117
110. ↑  아지마 2004, 155쪽.
111. 1 2   『퓨전 프로덕트』(ふゅーじょんぷろだくと) 1981년 10월호 '특집 롤리타 혹은 어떻게 해서 나는 정상적인 연애를 포기하고 미소녀를 사랑하기에 이르렀는가'(特集 ロリータあるいは如何にして私は正常な恋愛を放棄し美少女を愛するに至ったか) P93
112. 1 2   『퓨전 프로덕트』(ふゅーじょんぷろだくと) 1981년 10월호 '특집 롤리타 혹은 어떻게 해서 나는 정상적인 연애를 포기하고 미소녀를 사랑하기에 이르렀는가'(特集 ロリータあるいは如何にして私は正常な恋愛を放棄し美少女を愛するに至ったか) P94
113. ↑  다카쓰키 2009, 102쪽.
114. ↑  클라리스 FC 『클라리스 광전지 클라리스 MAGAZINE』 No.1 + No.2 + '클라리스 매거진 피해자 동맹으로부터의 공지' 세트(クラリスFC『クラリス狂専誌 クラリスMAGAZINE』No.1+No.2+「クラリスマガジン被害者同盟からのお知らせ」セット) - 만다라케 옥션(まんだらけオークション)
115. ↑  퓨전 프로덕트(ふゅーじょんぷろだくと) 편집부 + 시미즈 가즈오(志水一夫) '파워의 시대'(パワーの時代) 『로리콘 백서─로리콘 동인지 베스트 집성』(ロリコン白書─ロリコン同人誌ベスト集成) 뱌쿠야 쇼보(白夜書房) 간행, 1982년, pp.6-10
116. ↑  요네자와 2010, 261쪽.
117. ↑  다카쓰키 2009, 151–152쪽.
118. 1 2  아오야마, 시미즈 & 사이다 1994, 141쪽.
119. 1 2  가즈나 게이(計奈恵)의 X 포스트 2016년 7월 15일
120. ↑  가즈나 게이의 X 포스트 2014년 4월 20일
121. ↑  가즈나 게이의 X 포스트 2015년 11월 12일
122. ↑   히루코가미 겐(蛭児神建)(전) 『출가 일기―어느 '오타쿠'의 생애』(出家日記―ある「おたく」の生涯) 중 '혼돈과 같은 로리콘 붐 시대'(カオスのようなロリコン・ブーム時代) 가도카와 쇼텐 2005년 11월 p.81
123. ↑  다카토리 1982, 140쪽.
124. 1 2  가와모토 2011, 182-183쪽.
125. ↑  다카토리 1982, 146쪽.
126. ↑  다카토리 1982, 141쪽.
127. ↑  가와모토 고지(&다케쿠마 겐타로) 토크 이벤트 (2011년 05월 21일)(川本耕次（&竹熊健太郎）トークイベント（2011年05月21日）) - 구라타 와타루의 폐허 통신(倉田わたるの廃墟通信)
128. ↑  오쓰카 에이지의 X 포스트 2019년 10월 22일
129. ↑  오쓰카 에이지(大塚英志) + 사사키바라 고(ササキバラ・ゴウ) 『교양으로의 〈만화·애니메이션〉』(教養としての〈まんが・アニメ〉) 고단샤 〈고단샤 겐다이신쇼〉(講談社現代新書) 2001년, 106-107페이지. ISBN 978-4061495531
130. ↑  오쓰카 & 아즈마 2005, 11쪽.
131. ↑  KAWADE 유메무크(KAWADE夢ムック) 『분게이 별책 [총특집] 아즈마 히데오』(文藝別冊［総特集］吾妻ひでお) 가와데쇼보신샤(河出書房新社), 2011년 4월 30일, 16페이지
132. ↑  https://web.archive.org/web/20020223174209/http://hoippuchan.tripod.com/80s_animec.htm
133. ↑  코믹마켓 준비회(コミックマーケット準備会) 『코믹마켓 30's 파일』(コミックマーケット30’sファイル) 세이린코게이샤(青林工藝舎) 2005년 7월, P242
134. ↑  아지마 2004, 21쪽.
135. ↑  요네자와 1992, 124–125쪽.
136. ↑  사사키바라 고(ササキバラ・ゴウ) 『〈미소녀〉의 현대사―'모에'와 캐릭터』(〈美少女〉の現代史―「萌え」とキャラクター)(고단샤 〈고단샤 겐다이신쇼〉(講談社現代新書) 2004년 5월 pp.29-31
137. 1 2  가와모토 2011, 112-113쪽.
138. 1 2  아즈마 히데오 + 다니구치 게이(谷口敬) + 노구치 마사유키(野口正之) + 히루코가미 겐(蛭児神建) + 하야사카 미키(早坂未紀) + 가와모토 고지(川本耕次) '로리콘 좌담회 로리콘의 길은 깊고 험한 것이다'(ロリコン座談会 ロリコンの道は深くて険しいのだ) 『퓨전 프로덕트』(ふゅーじょんぷろだくと) 1981년 10월호 '특집 롤리타 혹은 어떻게 해서 나는 정상적인 연애를 포기하고 미소녀를 사랑하기에 이르렀는가'(特集 ロリータあるいは如何にして私は正常な恋愛を放棄し美少女を愛するに至ったか) 라포트(ラポート) pp.86-91
139. ↑  요네자와 2010, 221-223쪽.
140. ↑  가와모토 고지(川本耕次) (2018년 11월 25일). “수상한 편집자(怪しい編集者)”. 넷게릴라(ネットゲリラ). 2020년 8월 14일에 원본 문서에서 보존된 문서. 2025년 3월 11일에 확인함.
141. ↑  아즈마 히데오 『실종 일기』(失踪日記) 이스트 프레스(イースト・プレス) 2005년 3월 142페이지